# Trani
Trani (, Trane in dialetto tranese) è un comune italiano di 54 684 abitanti, capoluogo, insieme a Barletta e Andria, della provincia di Barletta-Andria-Trani in Puglia, si affaccia sul Mare Adriatico.
Nel corso del medioevo fu un rilevante centro urbano e scalo commerciale sull'Adriatico; si pensa vi sia stato promulgato il primo codice marittimo del mondo occidentale, gli Ordinamenta et consuetudo maris, nel 1063.
È sede di tribunale e di Archivio di Stato. Trani è stata sede della Regia Udienza provinciale per più di due secoli, dal 1586 al 1806, con funzioni di capoluogo e di principale centro amministrativo e giudiziario per l'antica provincia di Terra di Bari; successivamente divenne sede della Corte d'Appello delle Puglie.
La produzione economica è variegata: oltre all'estrazione e lavorazione dalle sue cave della pietra di Trani, vi è l'industria di calzature, abbigliamento, metalmeccanica e del legno; vi si produce il Moscato di Trani. Sono sviluppati il settore terziario e il turismo, sia culturale che balneare. Trani è riconosciuta tra le città d'arte della Puglia, grazie alla rilevanza storica e artistica del borgo antico e di monumenti quali la cattedrale romanica e il castello svevo.

## Geografia fisica

### Territorio
(Cesare Brandi, Inno a Trani)

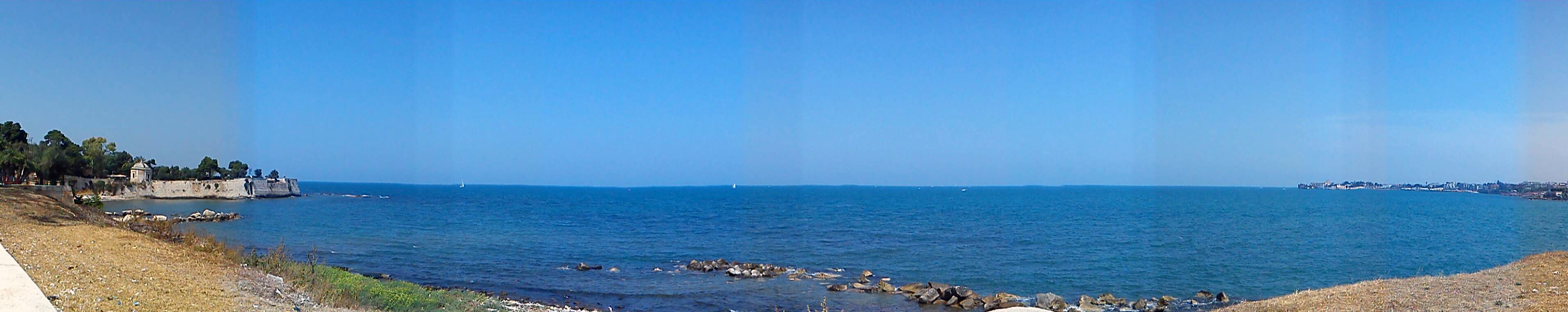
Panoramica della costa di Trani, nel tratto compreso tra la Villa Comunale e il Monastero di S. Maria di Colonna

La città è situata sulla costa adriatica 42 km a nord di Bari, ad un'altitudine di 7 metri s.l.m. Una piccola insenatura naturale, generata nell'antichità dalla foce di un fiume ormai scomparso, corrisponde al porto cittadino. Il territorio è prevalentemente pianeggiante, sebbene ricada nell'estrema porzione settentrionale della Bassa Murgia barese, caratterizzata da una serie di terrazzi, la cui massima altitudine è raggiunta in corrispondenza della matina di Sant'Elia (a circa 200 metri s.l.m), che degradano verso la costa. L'intero territorio è percorso da numerose lame, tra cui la più importante è Lama Paterno, che segna il confine con il comune di Bisceglie.
Le caratteristiche geologiche del territorio hanno permesso lo sviluppo dell'attività estrattiva della pietra di Trani, pregiata roccia calcarea, per anni uno dei più importanti motori dell'economia cittadina. L'attività estrattiva degli ultimi decenni ha però provocato irrimediabili alterazioni del territorio, sia a livello ambientale che paesaggistico, con il problema tutt'oggi irrisolto delle aree dismesse, fattori di rischio ambientale e sanitario, difficilmente recuperabili.
La costa sud è caratterizzata dalla presenza di piccole falesie, formazione geologica tipica del tratto di costa tra Trani e Bisceglie: lo sfruttamento antropico, l'erosione da parte dei moti ondosi e in ultimo le opere di consolidamento della costa hanno notevolmente ridimensionato l'estensione delle falesie, presenti ormai solamente nel tratto di costa tra il Lido Matinelle e la Torre Olivieri, al confine con il comune di Bisceglie.

La parte settentrionale del territorio, geograficamente attigua alla valle del fiume Ofanto, si distingue per la presenza di una zona umida costiera, in località Boccadoro-Ariscianne, caratterizzata dalla presenza di numerose sorgenti di acque salmastre, che costituisce un importante habitat naturale per diverse specie animali e vegetali.

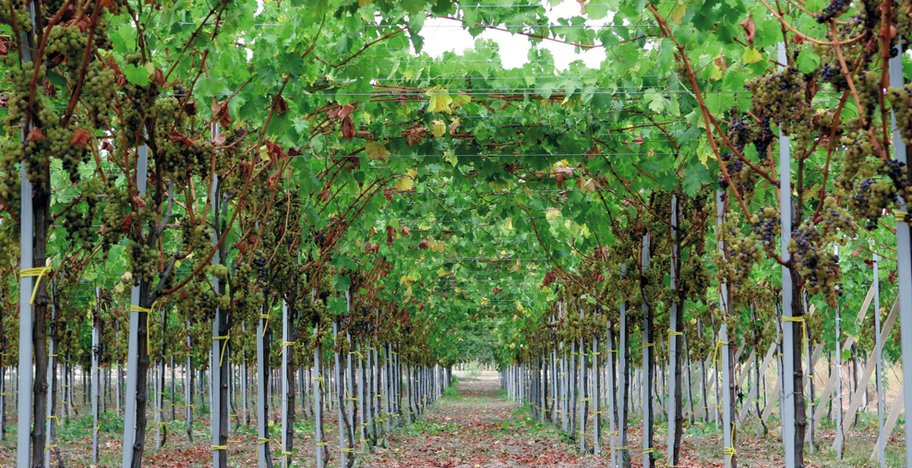
Vigneto nell'agro di Trani

La vegetazione spontanea del territorio tranese è costituita da pini (nelle varietà domestico, marittimo e di Aleppo), carrubi, corbezzoli, lentischi, querce, ginepri ed eriche. Le colture più diffuse sono quelle di olive, mandorle e uva da vino, in particolar modo del Moscato di Trani.

### Clima
- Classificazione climatica[17]:
  - Zona climatica C;
  - Gradi giorno 1190

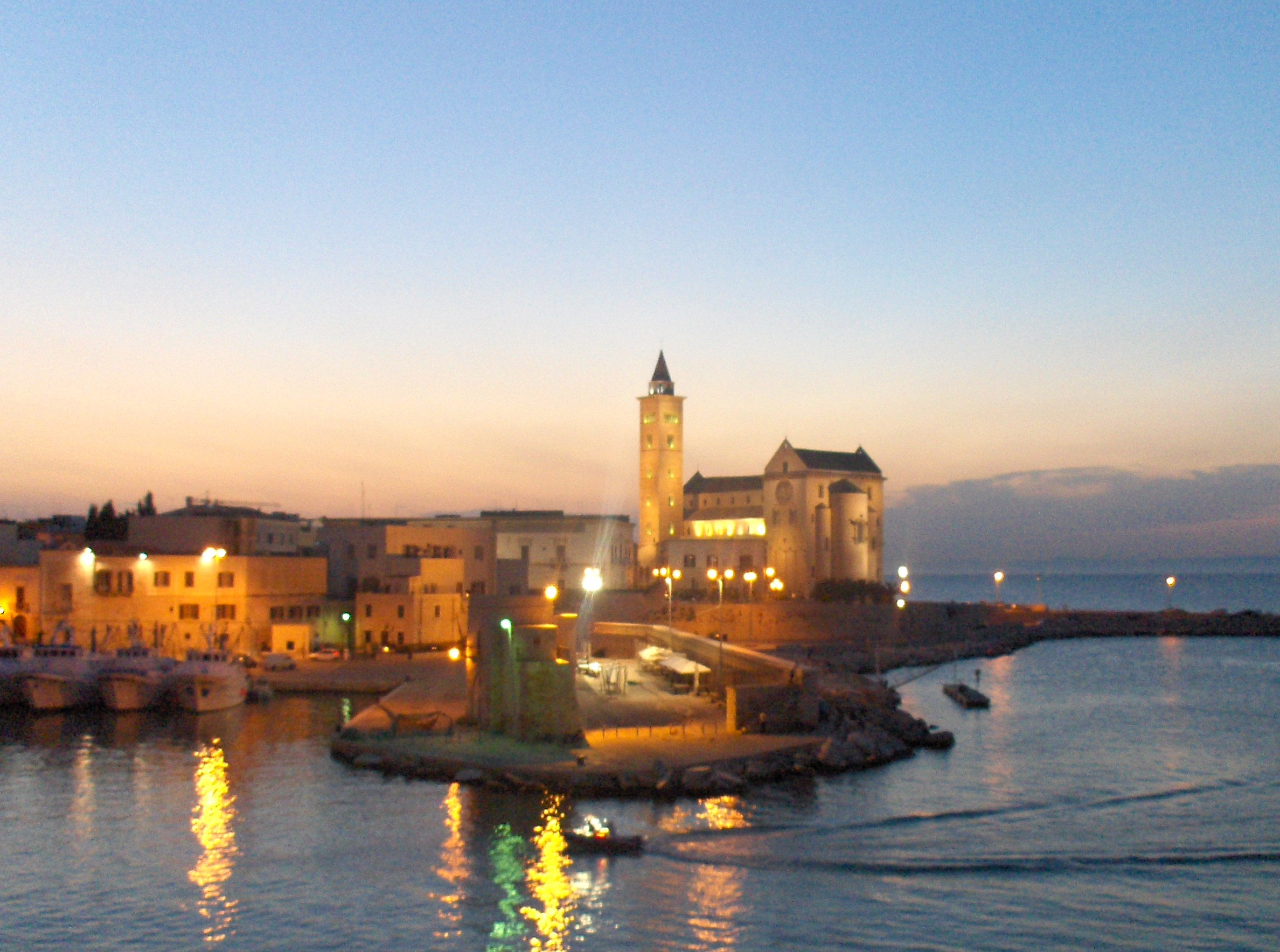
Veduta dal fortino, al tramonto

Secondo la classificazione dei climi di Köppen Trani appartiene alla fascia Csa ossia al clima temperato delle medie latitudini con estate molto calda (temperatura media assoluta del mese più caldo non inferiore ai 22 °C) e stagione estiva asciutta. Nello specifico il clima tranese è tipicamente mediterraneo. Essendo una città costiera, l'umidità relativa si mantiene molto elevata in tutto l'anno, con un valore medio del 70%. La brezza marina fa sì che le temperature estive non salgano generalmente sopra i 32 °C. Solo in caso di forti venti di libeccio, per effetto favonico, si possono raggiungere e talvolta superare i 40 °C. (Record di +45,4 °C per Bari Palese). Anche le temperature invernali sono piuttosto contenute. Non sono rare tuttavia irruzioni di aria fredda nord orientale che talvolta possono portare precipitazioni anche a carattere nevoso. Le piogge sono concentrate soprattutto in autunno e in inverno, quasi assenti nel periodo estivo e per lo più a carattere temporalesco.
| Trani                      | Mesi | Mesi | Mesi | Mesi | Mesi | Mesi | Mesi | Mesi | Mesi | Mesi | Mesi | Mesi | Stagioni | Stagioni | Stagioni | Stagioni | Anno |
| Trani                      | Gen  | Feb  | Mar  | Apr  | Mag  | Giu  | Lug  | Ago  | Set  | Ott  | Nov  | Dic  | Inv      | Pri      | Est      | Aut      | Anno |
| -------------------------- | ---- | ---- | ---- | ---- | ---- | ---- | ---- | ---- | ---- | ---- | ---- | ---- | -------- | -------- | -------- | -------- | ---- |
| T. max. media (°C)         | 11,4 | 12,4 | 14,9 | 18,5 | 23,3 | 27,7 | 30,7 | 31,7 | 26,8 | 21,4 | 16,5 | 12,9 | 12,2     | 18,9     | 30,0     | 21,6     | 20,7 |
| T. min. media (°C)         | 4,1  | 4,3  | 6,0  | 8,4  | 12,3 | 16,2 | 19,8 | 20,0 | 16,2 | 12,3 | 8,5  | 5,6  | 4,7      | 8,9      | 18,7     | 12,3     | 11,1 |
| Precipitazioni (mm)        | 52   | 58   | 46   | 43   | 39   | 30   | 22   | 26   | 49   | 61   | 62   | 60   | 170      | 128      | 78       | 172      | 548  |
| Umidità relativa media (%) | 76,6 | 75,1 | 73,5 | 71,1 | 68,7 | 64,2 | 60,2 | 61,3 | 68,3 | 74,4 | 76,5 | 77,0 | 76,2     | 71,1     | 61,9     | 73,1     | 70,6 |

## Origini del nome

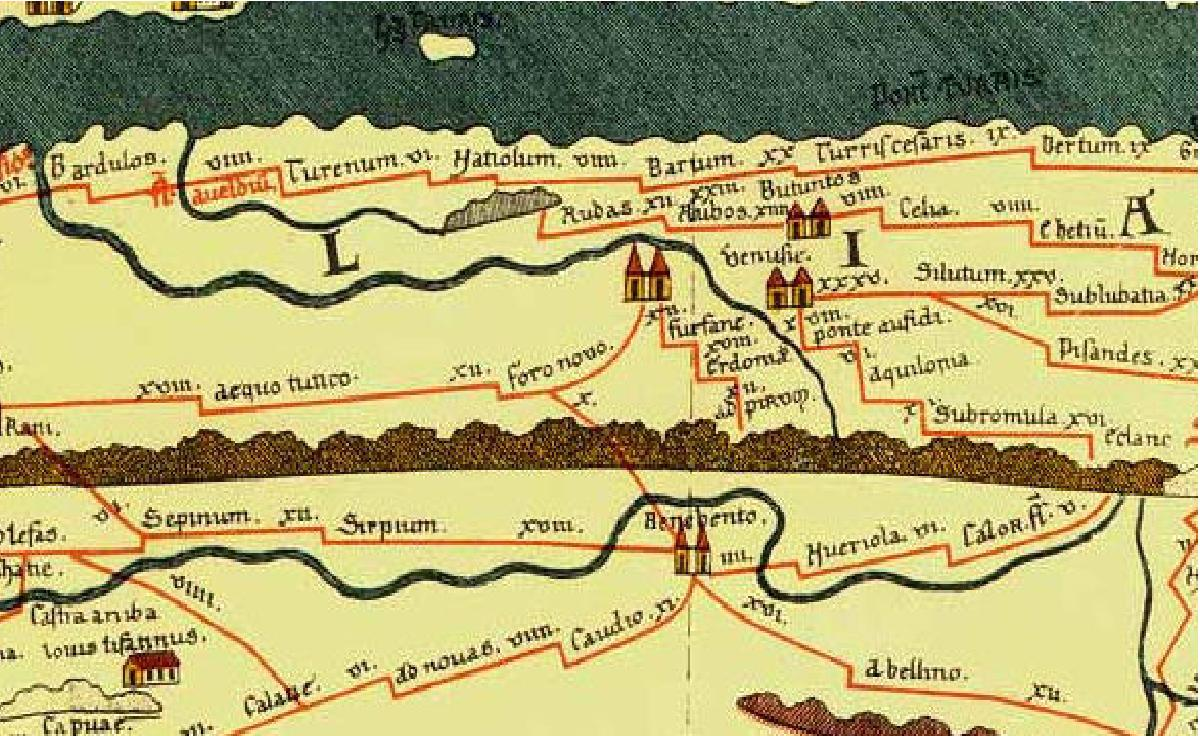
Parte della Regio Apulia nella Tabula Peutingeriana; è indicata la posizione di Turenum (Trani) e la distanza, in miglia romane, che la separa da Bardulos (Barletta) e da Natiolum (Giovinazzo)

L'analisi etimologica del toponimo Trani è conseguenza del suo rapporto di dipendenza dal nome "Turenum/Tyrenum" designante il luogo presso cui sorse l'odierna città. Questo nome è attestabile già in età classica deducendolo dall'etnico "Turnantini" riportato da Plinio (N.H.III.105) e presente nella forma "Turenum" nella Tavola Peutingeriana. Il nome attuale "Trani" è ampiamente conosciuto nella cultura italica del XIV sec. (Boccaccio, Dec., II.4.28.30). Il problema toponomastico è stato più volte affrontato dagli studiosi, da G. Alessio e F. Ribezzo sino alle recenti analisi sulla toponomastica pugliese coordinate da G. B. Pellegrini.
Considerando quindi l'ipotesi che il nome "Trani" derivi da "Turenum/Tyrenum", si potrebbe rilevare in questo una base formante -tur ampiamente attestata nelle lingue preclassiche in ambito tirrenico ed adriatico dell'età del ferro, conseguente ad un'infiltrazione di strati o sostrati linguistici ellenici ed illirici. Seguendo questa ipotesi interpretativa il toponimo "Turenum" si collocherebbe in una fase abbastanza alta, arcaica, delle lingue mediterranee.
Vale la pena ricordare anche le altre ipotesi susseguitesi nel tempo: la tradizione storiografica antica ricordava come il nome di Trani fosse legato all'eroe della mitologia greca Diomede, il cui figlio Tirreno avrebbe fondato la città; un'altra ipotesi affermava che il toponimo potesse essere la forma ridotta di Traiano, nome che potrebbe essere stato dato alla città in onore dell'omonimo imperatore, il quale ha legato il suo nome nel territorio al passaggio della Via Appia Traiana; un'altra ancora ha visto il nome quale derivazione dal termine medievale trana (o traina) che stava ad indicare un'insenatura adatta alla pesca.

## Storia

### Le origini

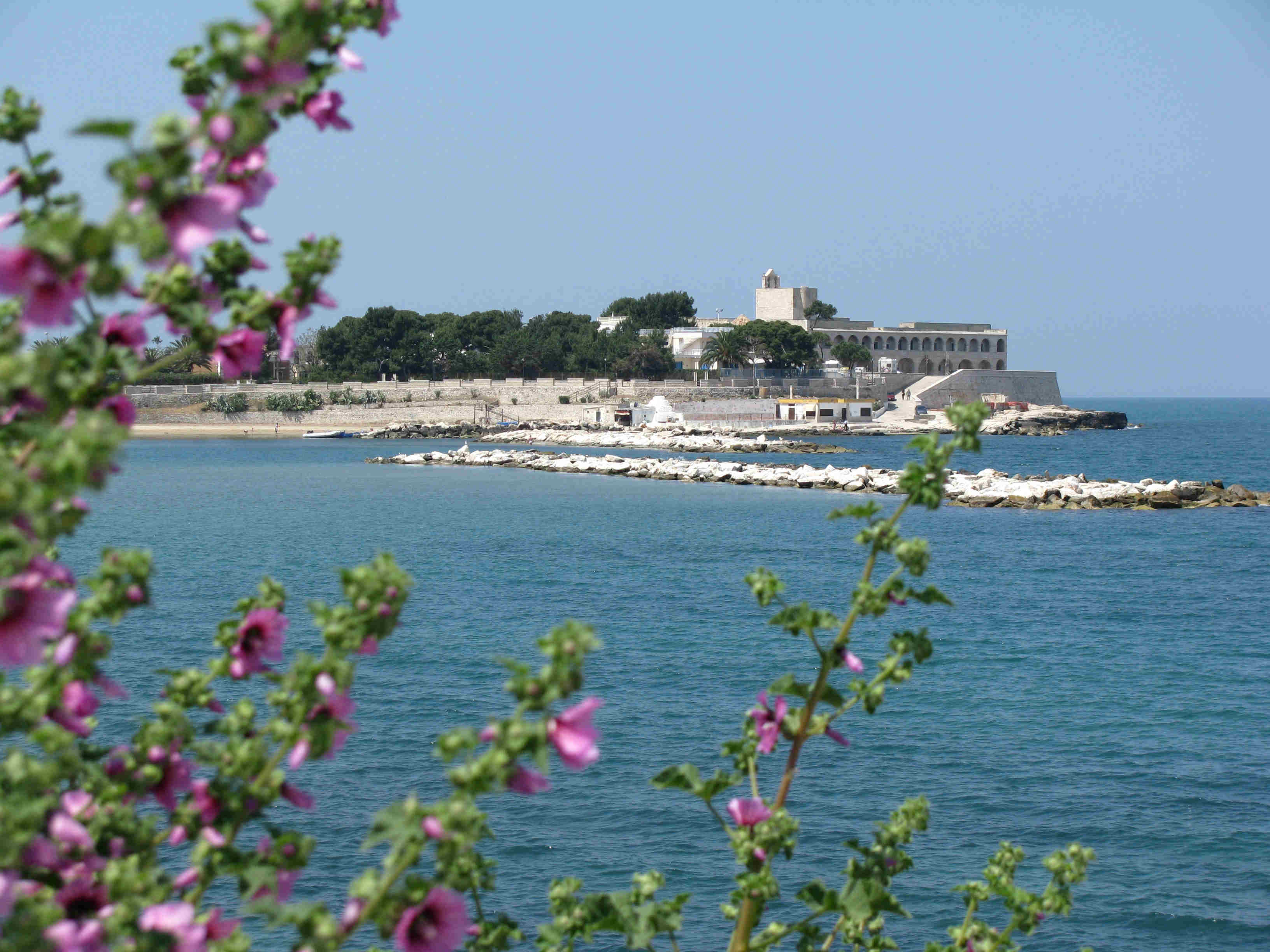
Il promontorio di Capo Colonna, ove sorsero i primi insediamenti dell'età del bronzo

Alcuni ritrovamenti archeologici consistenti in tracce di insediamenti abitativi dell'Età del bronzo sul promontorio di Capo Colonna attestano le origini preistoriche della presenza umana nel territorio. Sono stati rinvenuti resti di capanne circolari e rettangolari, rispettivamente dell'età del bronzo e del bronzo finale, documentati dolia in argilla decorata con scanalature e segnalata ceramica micenea.
Per la genesi e lo sviluppo dell'attuale abitato, le caratteristiche del territorio dovettero essere condizioni favorevoli allo sviluppo di un insediamento: la presenza del porto di origine naturale, in una conca posta in posizione rientrata rispetto alla linea di costa, formata dall'azione erosiva di un antico torrente ricordato in antichi documenti come flumicellus determinava un approdo agevole e sicuro per le antiche imbarcazioni; inoltre il clima mite e l'abbondanza di importanti risorse quali il mare pescoso, il terreno fertile, e la pietra calcarea, favorirono lo sviluppo dei primi stanziamenti.

### L'età romana e tardoantica

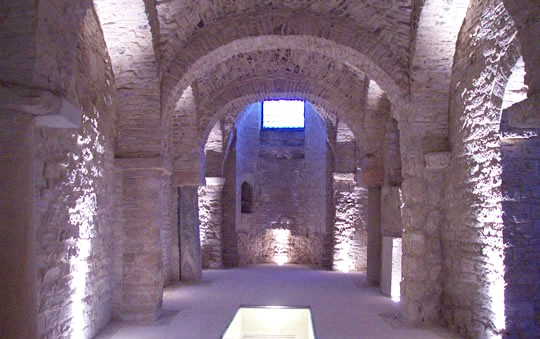
La chiesa di san Martino, di epoca altomedievale

Le tracce più concrete di un insediamento urbano nel sito della città attuale rimandano a periodi non precedenti all'arrivo dei Romani. Trani fu indicata con il nome di Turenum nella Tavola Peutingeriana, la copia medievale di uno stradario dell'antica Roma.
Sotto i romani, ai tempi dell'imperatore Marco Aurelio, Trani era un Municipio, come si rileva da un'antica iscrizione presente nel cortile di Palazzo Beltrani:
Ri Divi Anto

Nini Filio Divi

Hadriani Nepoti

Divi Traiani Part.

Pron. M. Aurel.

Antonino Augusto

Pontif. Max

Trib. Pot. XV. Cons.II.

(Fonte bibliogr.: da  Istorica Descrizione del Regno di Napoli diviso in dodici province, su books.google.it.)
L'ultimo rigo dell'iscrizione riporta: Publico Decurionum Decreto. Dunque Turenum, oggi Trani, era un Municipio in quanto aveva il Collegio dei Decurioni.
Testimonianze della presenza romana nel territorio di Turenum sono: un mausoleo appartenuto alla famiglia dei Bebii, costruito presumibilmente nel III secolo d.C. nei pressi del flumicellus e demolito nella seconda metà del XIX secolo; i muri in opus reticolatum quali arginatura di un torrente che sfociava nell'insenatura del porto, i cui resti vennero utilizzati in seguito come fondamenta per il sottopassaggio ferroviario di via Torrente Antico; la scultura litica di un leone attualmente posta sul sagrato della chiesa di Sant'Agostino; due epigrafi risalenti all'epoca degli imperatori Marco Aurelio e Costante, ora presenti rispettivamente in palazzo Beltrani e nella chiesa di Sant'Andrea; le rovine di una villa recentemente ritrovata lungo il tratto di costa verso Bisceglie, riconducibili al I secolo d.C.
Trani fu sede di diocesi già in età tardoantica, il vescovo Eutichio appose la propria firma al Concilio Romano del 501 e a questo periodo appartengono i resti di un edificio di culto rinvenuto sotto il piano della cripta longitudinale della Cattedrale romanica.

### Il Medioevo

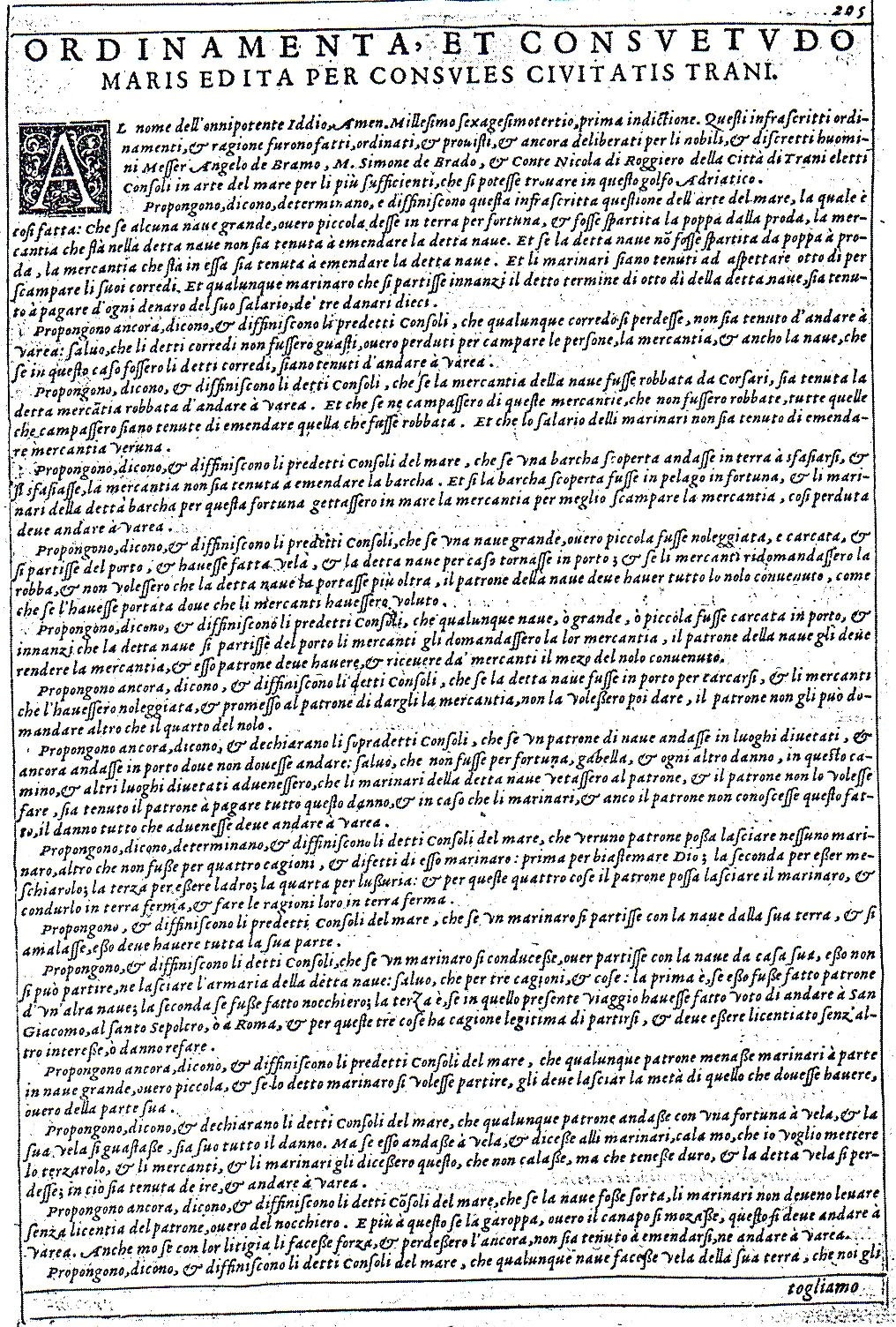
Gli ordinamenta et consuetudo maris

Dopo la caduta dell'Impero romano d'Occidente iniziò in Puglia il periodo bizantino, caratterizzato da una pausa di dominazione longobarda e dalle minacce continue provenienti dal mare ad opera dei Saraceni. Fu comunque il Medioevo il periodo d'oro della città.

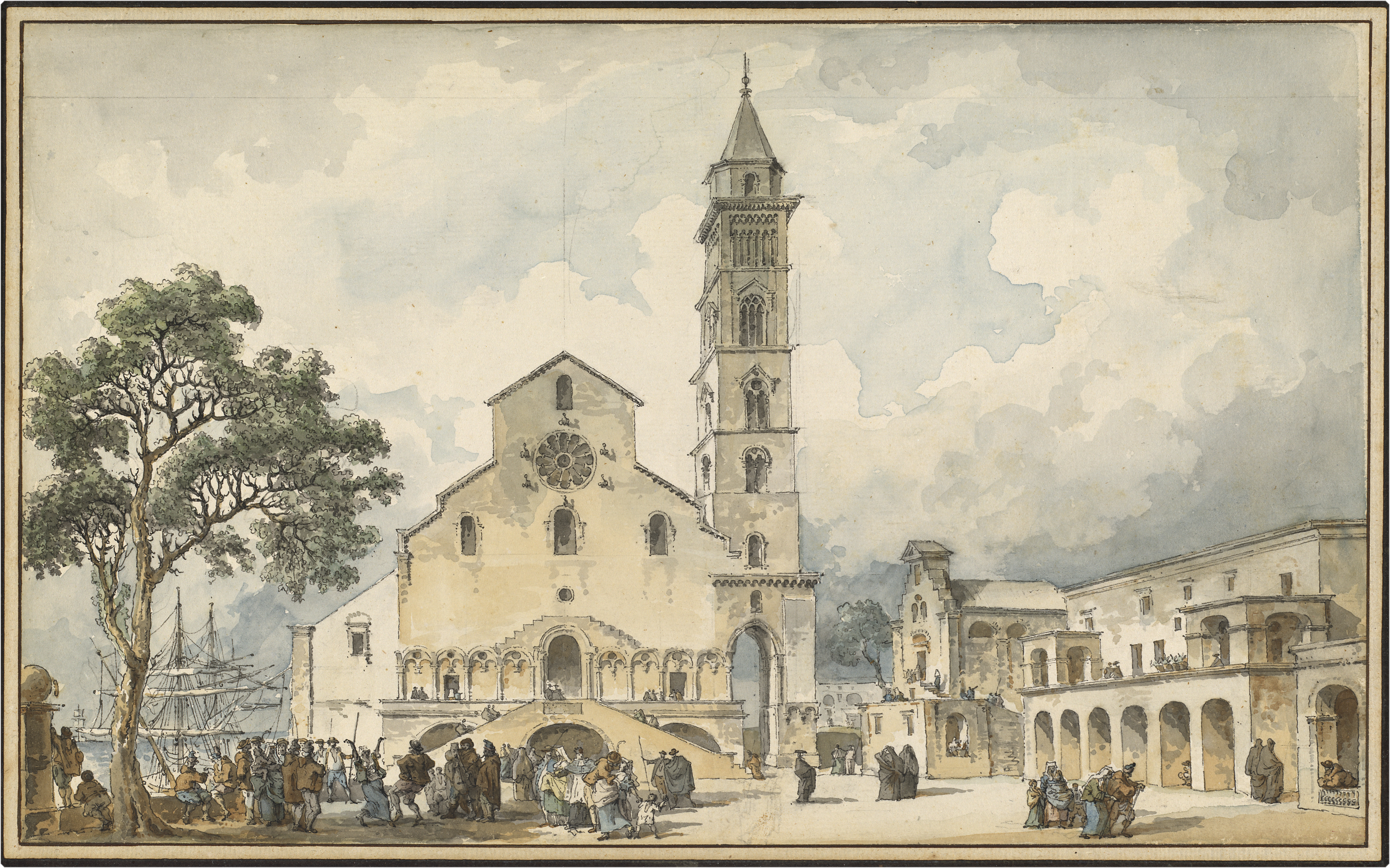
La piazza della Cattedrale, 1778

Le evidenze storiche ed archeologiche divengono più rilevanti a partire dal IX secolo d.C. Sotto la dominazione longobarda Trani fu sede di un gastaldato e qui fu trasferita la sede vescovile, fino ad allora situata a Canosa, distrutta dai Saraceni nell'813. In seguito alla caduta dell'Emirato di Bari, i Bizantini ripresero il controllo di Trani, che da semplice vicus era ormai diventata una città fortificata, la città era infatti dotata di una cinta muraria con quattro porte, Porta Aurea o Antica, Porta Nova, Porta Vetere e Porta Vassalla.
Inoltre, secondo il Diacono Pietro, nel periodo in cui Bari fu in mano ai saraceni, e fino alla sua liberazione, la città di Trani divenne anche sede dello Stratego, massimo rappresentante dei bizantini nel sud Italia.
È attribuito a questo periodo un importante sviluppo del porto di Trani.
Durante il periodo di appartenenza all'Impero Bizantino la città godeva di un certo grado di prestigio ed autonomia come punto di incontro tra Oriente ed Occidente. Nel 1010 e nel 1018 Trani si unirà ai moti guidati da Melo di Bari contro i Bizantini, che reprimeranno la rivolta e riprenderanno il controllo della città fino all'arrivo dei Normanni.
Nel 1042 Trani venne scelta come sede di una delle dodici baronie in cui venne divisa la Contea di Puglia: assegnata al conte Pietro, venne espugnata solo diversi anni dopo. In questo periodo la città godette di un certo grado di autonomia, dovuto al controllo ormai formale da parte dei governatori bizantini e alle lotte di potere tra i diversi rami della famiglia Altavilla.
Trani cadde definitivamente sotto il dominio normanno nel 1073, dopo 50 giorni di assedio, per mano di Roberto il Guiscardo.
Fu in questo periodo, corrispondente alla prima crociata, precisamente nel 1099, che nella città si iniziarono i lavori per la costruzione della cattedrale in onore del santo patrono san Nicola pellegrino, un giovane greco in viaggio verso Roma che morì a Trani, dopo diversi giorni di malattia ed alcuni miracoli, e canonizzato subito dopo a furor di popolo. Già allora aveva grande importanza il porto, che sarà in seguito punto di partenza e di ritorno di diverse crociate.

#### Il primato commerciale e gli Ordinamenta et consuetudo maris

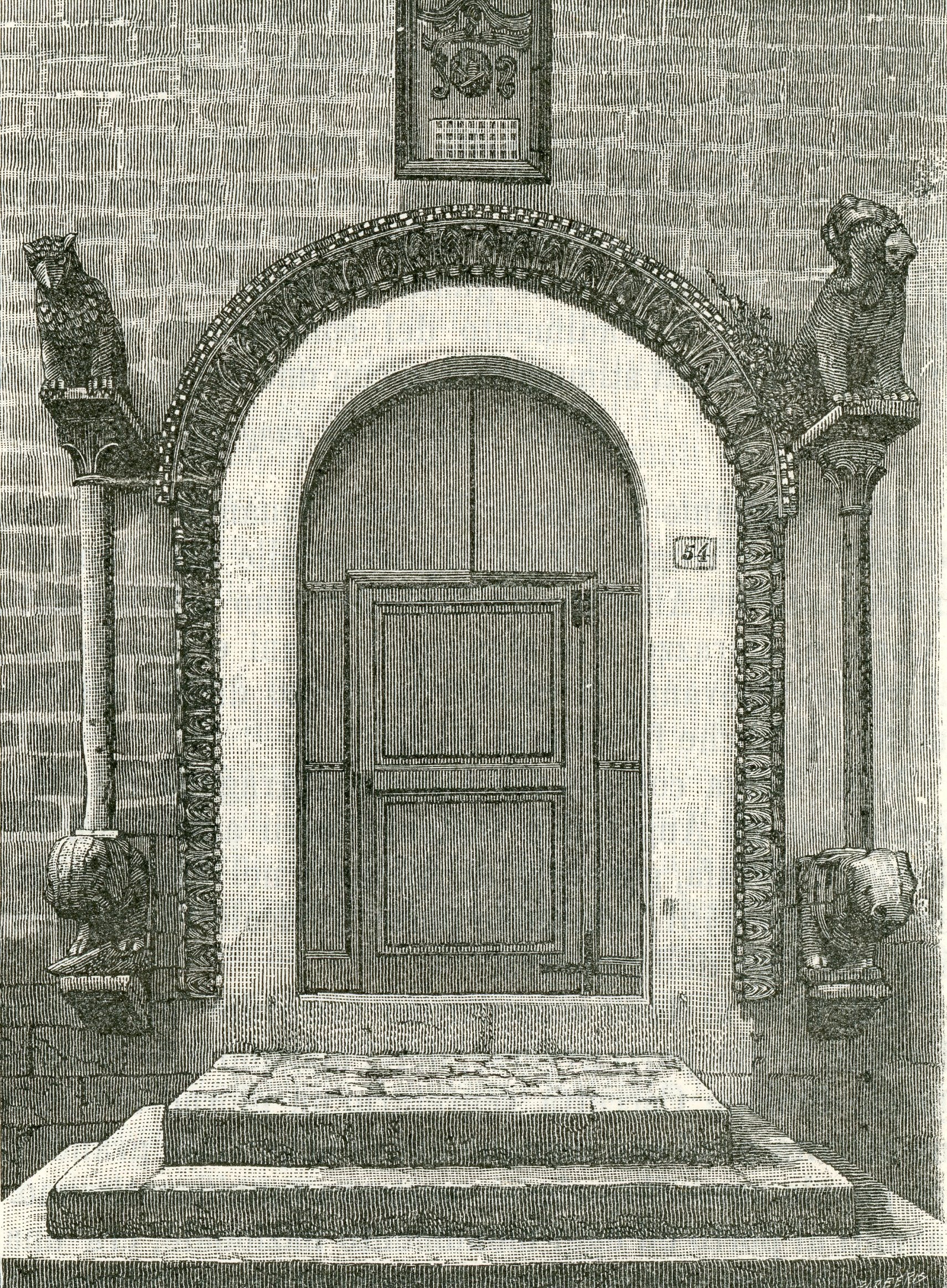
Porta della chiesa di San Giacomo XII secolo

Sotto il dominio normanno la città di Trani godette, insieme alle altre comunità pugliesi, di una maggiore autonomia rispetto al centralismo del governo Bizantino. I tranesi si unirono alle frequenti ribellioni contro i sovrani d'Altavilla, venendo però sconfitti sia da Ruggero II nel 1134 che, definitivamente, dal suo successore, Guglielmo il Malo, che nel 1156 punì duramente la città insieme alle altre ribelli pugliesi, tra cui Bari che venne quasi completamente distrutta.

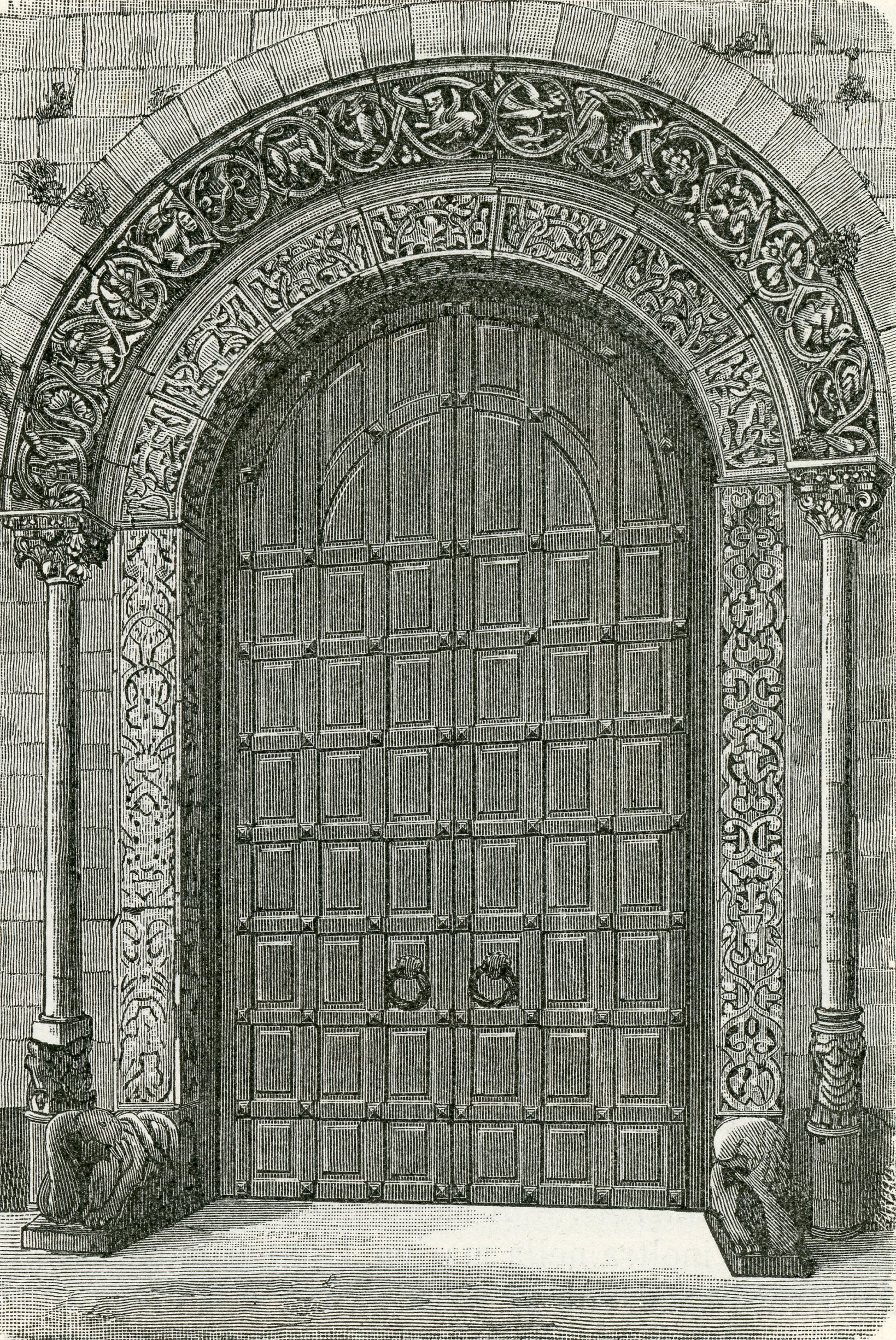
Il Portale della Cattedrale, XII secolo

In città fiorì il commercio di frumento e di olio, destinato ai porti di tutto l'Adriatico, in particolar modo verso la costa dalmata e Venezia. A testimonianza della prosperità economica raggiunta tra l'XI e il XII secolo vi sono la costruzione della maestosa Cattedrale e la promulgazione degli Ordinamenta Maris nel 1063, secondo la datazione tradizionale, i quali rappresenterebbero il primo esempio di codice marittimo nel Mediterraneo.
Il porto, la cui naturale insenatura lo rendeva un punto d'approdo strategico per la protezione delle navi, divenne uno dei principali punti d'imbarco per i crociati in partenza verso la Terrasanta. La città era sede di un "ospitale" dei cavalieri Templari, con annessi l'imbarcadero e la pregevole chiesa.
Durante la Settimana Santa del 1195, Enrico VI, padre di Federico II, annunciò trionfalmente, da Trani, la crociata.
Un importante documento che riguarda l'assetto di Trani e della sua Arcidiocesi nel XII secolo è la Bolla “Dignitatem ecclesiis”, privilegio di papa Callisto II del 6 novembre 1120 diretto all'Arcivescovo di Trani Bisanzio II; questo testimonia, inoltre, l'esistenza in tale data del Monastero di Santa Maria del Monte, presso il quale sarà costruito nel secolo successivo Castel del Monte, e la sua appartenenza alla Città ed all'Arcidiocesi di Trani. Questi contenuti furono confermati, pressoché ripetendo anche la forma del testo, in altre successive bolle pontificie susseguitesi per tutto l'arco del XII secolo. Dal testo della bolla:
(Fonte bibliogr.: da Ms. *original aux Archives du chapitre de Trani. - Éd. Prologo, Le carte che si conservano nello archivio del capitolo metropolitano della città di Trani (dal IX secolo fino all’anno 1266), p. 72. - Cat. Philippus Jaffé-S.Loewenfeld, in " Regesta pontificum romanorum : ab condita ecclesia ad annum post Christum natum MCXCVIII", Tomus I, Lipsiae, 1885, n° 6866, p.797" - nella pagina web Documenti: Bolla del 1120 di Callisto II - Monastero S. Maria dal Monte in https://www.andriarte.it/index.html)

#### Federico II
Nel XIII secolo la popolazione di Trani è valutata, secondo l'uso del censimento in base ai "fuochi" sull'ordine di circa 12-13mila abitanti, mentre, nello stesso periodo, la popolazione di Bari doveva contare circa 10-11 mila abitanti: fra le città in Occidente del periodo, tali dimensioni stavano a connotare un centro urbano di dimensioni medio-grandi. Trani potrebbe essere arrivata a questo sviluppo dopo che Canosa fu distrutta dagli attacchi saraceni, e a partire da quel momento, con il passaggio dalla dominazione bizantina a quella normanna, cui comunque la città si oppose, e poi anche con gli svevi, angioini ed oltre, Trani ottenne speciali privilegi e benefici per il commercio marittimo.
L'apice della prosperità fu raggiunto con la dominazione sveva: durante il regno di Federico II, con il privilegio del 28 aprile 1215, Trani vide confermarsi ed ampliarsi gli antichi diritti e benefici di cui godeva: la flotta fu potenziata, i cittadini furono esentati dal pagamento delle tasse di ancoraggio per tutte le coste della Puglia; i cittadini furono esonerati dal partecipare a spedizioni militari terrestri, potendo armare in cambio due galee e fu loro garantito il diritto di essere chiamati in giudizio unicamente da giudici tranesi, e soltanto nell'ambito del foro locale; fu conferito il diritto di cittadinanza ai forestieri che si fossero stabiliti in città. Tra le dimostrazioni di liberalità dell'imperatore svevo vi fu la concessione di libertà di culto agli ebrei, che in città formavano una prosperosa comunità.

#### La comunità ebraica

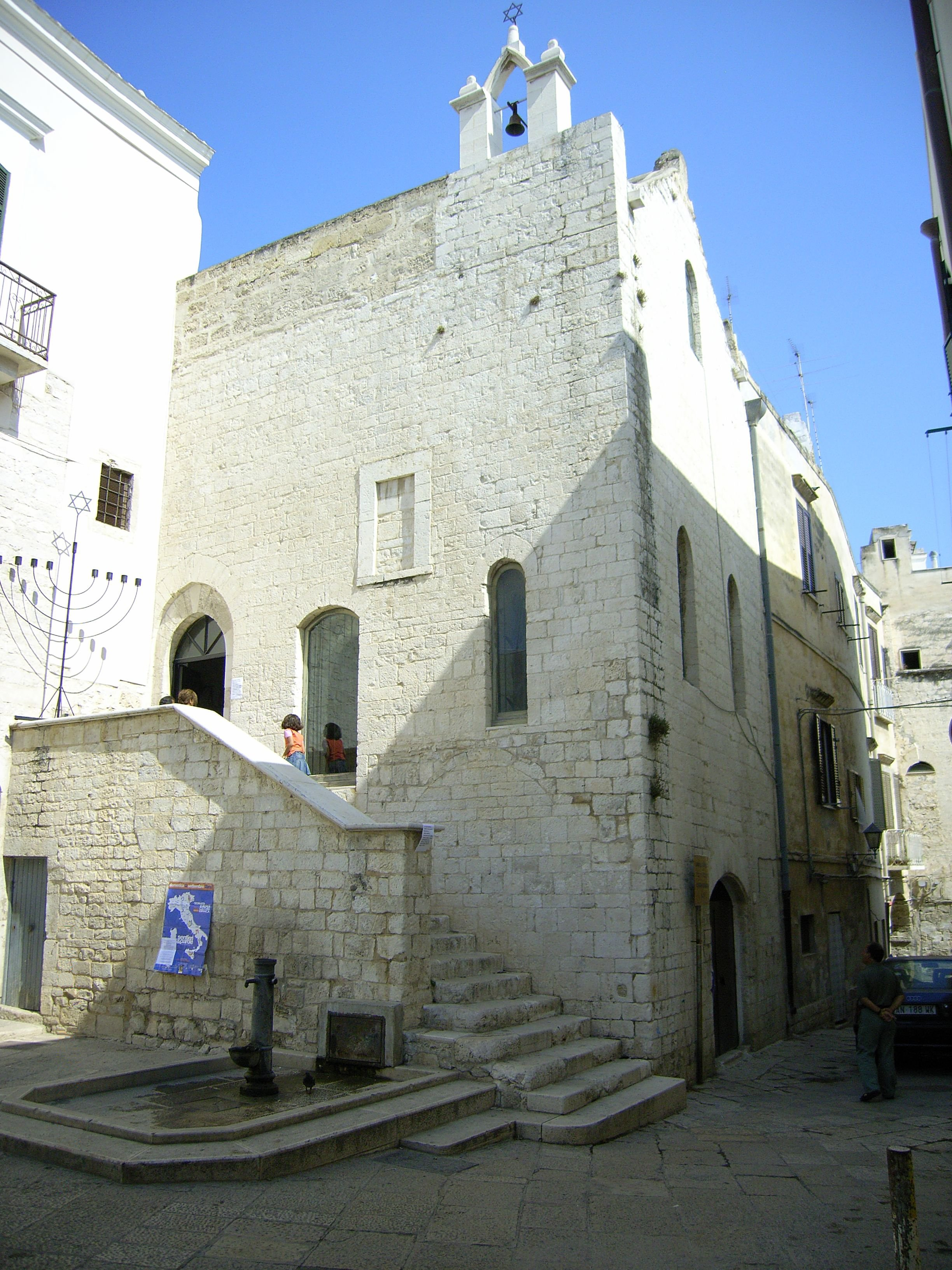
La sinagoga Scolanova

La presenza di un notevole insediamento ebraico contribuì in modo determinante alla prosperità cittadina: la comunità animava infatti i commerci e gli studi e rappresentò per lungo tempo il maggiore insediamento dell'Italia meridionale.
La comunità ebraica di Trani si ingrandì soprattutto grazie alle espulsioni dei loro correligionari dagli altri stati, come la Castiglia nel 1144 e la Francia nel 1182. La distruzione di Bari ad opera di Guglielmo il Malo favorì il trasferimento degli ebrei baresi in Trani, che si apprestava a diventare l'epicentro delle attività commerciali in Puglia.
Gli ebrei si insediarono nella Giudecca, quartiere sito nella parte orientale del borgo antico e collegato al porto: proprio la via che scende al porto è denominata tutt'oggi via Cambio, in memoria dei banchi di cambio della comunità ebraica, oltre che di amalfitani e ravellesi. Nella Giudecca erano presenti quattro sinagoghe, di cui si sono conservate la Sinagoga 'Grande' - poi chiesa di S.Anna ed oggi Museo, Sinagoga Scolanova, Sinagoga di San Leonardo e Sinagoga San Pietro Il Martire. Al di fuori delle Mura Federiciane si trovava Il Cimitero Ebraico. Un importante ritratto della situazione degli ebrei in città lo offre Beniamino di Tudela, che facendo tappa a Trani (città che agli occhi del visitatore appariva «Grande e Bella») durante il suo viaggio, censì la comunità ebraica in 200 famiglie, dedite in attività sia commerciali che artigianali, come ad esempio tintorie e produzione di vasi.
Il Quartiere Ebraico comprende : Porta Antica Vie La Giudea, Sinagoga, della Giudecca, Mosé da Trani, vico La Giudea, largo Scolanova , Porta Nova .
La comunità ebraica venne tutelata sia dai sovrani normanni che da quelli svevi: con l'arrivo degli Angioini la situazione peggiorò, con nuove imposizioni di tributi e soprattutto favorendo le conversioni al Cristianesimo. L'annichilimento della cultura e delle tradizioni ebraiche conobbe il suo apice durante il regno di Carlo III di Durazzo, che fece trasformare le 4 sinagoghe della Giudecca in chiese cristiane.
Sebbene la comunità si fosse in qualche modo conservata, come dimostrano gli statuti municipali concessi da Re Ladislao nel 1413, che prevedevano la presenza di due cittadini neofiti nel consiglio della città, solo con l'arrivo di Alfonso d'Aragona si riebbe l'antica tolleranza religiosa e la comunità venne rimpinguata grazie agli ebrei in fuga dalla Spagna. La comunità ebraica sopravvisse in città fino al 1541, quando Carlo V decretò la definitiva espulsione degli ebrei dal suo regno. In memoria dell'importante presenza ebraica in Trani, una nuova comunità ebraica è stata istituita nel 2004.

#### La cinta muraria federiciana

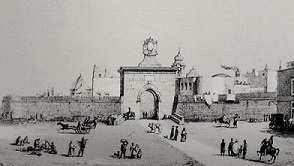
Porta Bisceglie litografia di Gennaro Moselli

Federico II promosse il rafforzamento delle fortificazioni urbane, fondando nel 1233 il castello e realizzando la nuova cinta muraria, che protesse l'intera insenatura del porto e permise l'espansione urbanistica della città allargando il perimetro delle mura. La città fino ad allora era rimasta contenuta all'interno delle antiche mura longobarde, espandendosi di poco oltre. La murazione sveva, sui lati verso terra era protetta da un largo fossato e aveva il suo capo nel castello, raggiungeva poi in direzione sud l'attuale Piazza Gradenigo, e in questo tratto vi era la "Porta di Barletta"; continuava verso est, portandosi in parallelo a Corso Vittorio Emanuele e a Corso Cavour, per terminare infine verso nord sulla penisoletta dove ora insiste la Villa Comunale, nella zona chiamata "Canneto"; nella prima parte del tratto parallelo a Corso Cavour, all'inizio dell'odierna via Mario Pagano, si apriva la "Porta di Bisceglie", nelle cui immediate vicinanze nel XVI secolo fu costruita la chiesa di san Rocco; le mura contornavano anche i lati verso il mare, e queste parti sono ancora esistenti ed è stata di recente restaurata e resa fruibile una delle antiche postierle, la cosiddetta Porta Vassalla; le mura erano interrotte alle due estremità dell'imboccatura del porto, e lì vi erano, e vi sono tuttora, le due torrette contenenti i capi della catena in ferro con cui si chiudeva l'accesso al porto. La murazione fu quasi completamente demolita nella metà del XIX secolo; l'andamento e l'aspetto delle fortificazioni è riscontrabile in alcune planimetrie, nel disegno di Giovan Battista Pacichelli e nella litografia di Porta Bisceglie di Gennaro Moselli.

#### Manfredi
Manfredi, figlio di Federico, continuò l'opera del padre, concedendo il permesso di aprire logge e fondaci alle principali città marinare, tra cui le repubbliche marinare di Amalfi, Genova, Venezia e Ragusa: le ultime due insediarono in città anche i loro consoli. Tra le comunità che popolarono Trani in quel periodo, degni di menzione sono i mercanti di Ravello, che si insediarono in una strada a ridosso delle antiche mura, chiamata in loro onore "ruga Ravellensium", ricca di botteghe ed attività commerciali; numerosi banchieri fiorentini aprirono i loro sportelli in città.
Manfredi ebbe il castello di Trani come dimora prediletta e il 2 giugno 1259 vi celebrò con grandi onori le sue seconde nozze con Elena Comneno Ducas, figlia del despota d'Epiro Michele II.

### I periodi angioino, aragonese e veneziano

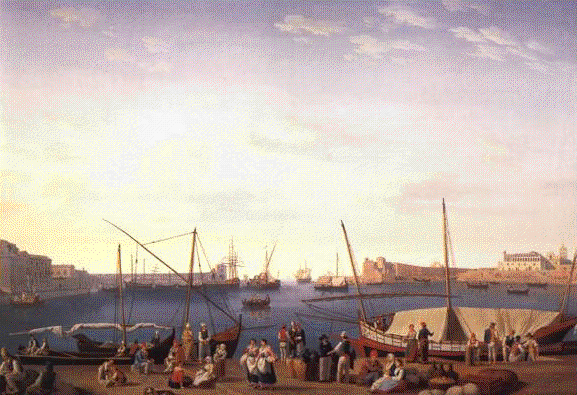
Il porto di Trani nel XVIII secolo di Jacob Philipp Hackert

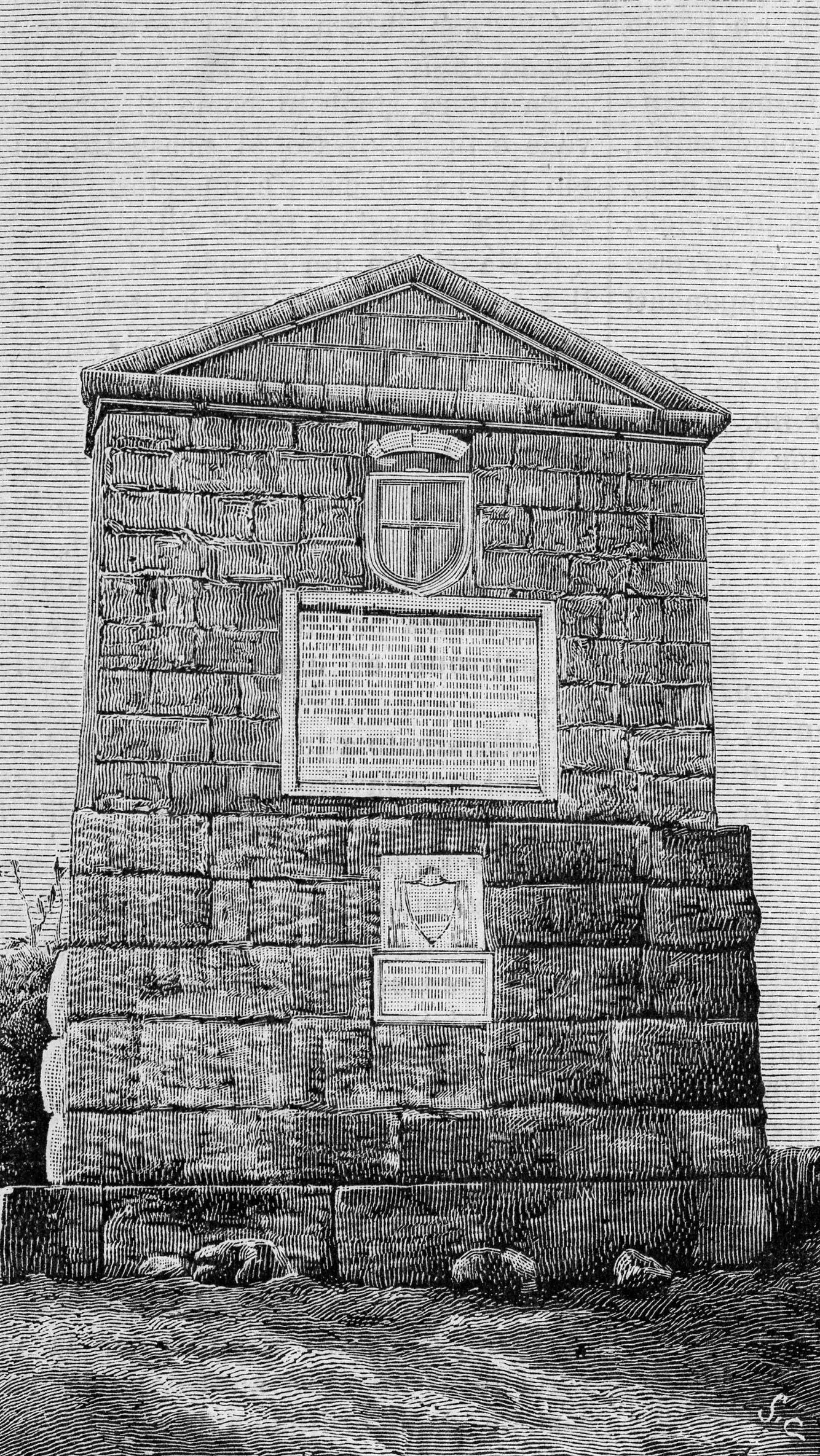
Epitaffio della Disfida in agro di Trani

Nella seconda metà del XIII secolo Trani poté godere dell'interesse anche dei successori della dinastia sveva: anche i primi sovrani angioini coinvolsero la città nelle attività della loro corte e si tennero altri matrimoni di grande fasto, celebrati nel 1266 tra Carlo I d'Angiò e Margherita di Provenza e nel 1271 quelle di Filippo, secondogenito di Carlo, con Isabella di Villehardouin principessa d'Acaia; Carlo, la sua corte e i suoi familiari soggiornarono in città di frequente.
Nel corso del XIV secolo, sotto il dominio della dinastia angioina nel Regno di Napoli e con la fine delle Crociate, la città conobbe un primo periodo di crisi, al quale alcuni sovrani del Regno fecero fronte con la concessione di alcuni privilegi, come l'istituzione di diverse fiere commerciali e interventi di riparazione per il porto. Proprio nel XIV secolo, la città perse per alcuni anni lo status di potestà demaniale e venne concessa in feudo al capitano di ventura Alberico da Barbiano dal 1383, riguadagnando lo storico privilegio di essere sottoposta solo al sovrano nel 1409; nel 1425 Giovanna II, l'ultima regina angioina, e nel 1436 Alfonso il Magnanimo, il primo re aragonese, confermarono con due importanti atti, trascritti nel Libro Rosso dei Privilegi della città di Trani, il principio per il quale la città di Trani ed il relativo castello sarebbero rimasti per sempre demaniali ed in perpetuo dipendenti esclusivamente dalla Corona. Durante la guerra tra Ferdinando I di Napoli e Giovanni II di Lorena Trani fu invasa per conto di quest'ultimo da Jacopo Piccinino, che promise una cospicua somma di denaro al governatore neutro. Così Ferdinando I chiamò Giorgio Castriota Scanderbeg, che riconquistò presto Trani e aiutò gli aragonesi a sconfiggere definitivamente gli angioini. La città fu brevemente reinfeudata nel 1466 al condottiero Scanderbeg, il quale però morì due anni dopo, prima di aver potuto prendere in consegna il dominio.
Nel 1462, nel corso della lotta tra Francia e Aragona, la città fu espugnata da Giovanni Antonio Orsini del Balzo e da Jacopo Piccinino; una parte della popolazione fuggì ad Ariano, ove tuttora esiste un quartiere extramurale denominato Tranesi. I bisogni relativi alla conduzione della guerra avevano reso Trani il centro di commerci più importante del basso Adriatico, e nel periodo, di conseguenza, la classe dei mercanti, marinai e armatori accrebbe di potere e i componenti aspirarono a partecipare al governo cittadino; di contro, la vecchia aristocrazia capeggiata dalla famiglia Palagano, ricca di feudi e privilegiata, avversò vivamente la fazione dei nuovi ricchi; questa situazione tra il 1440 ed il 1460 dette origine a conflitti, esili e bandi della parte di volta in volta soccombente, e fu infine risolta grazie all'intervento delle truppe regie, ristabilendo l'ordine. Ferdinando I diede forza alla fazione popolare-borghese contro quella aristocratica, tuttavia si incontrarono anche resistenze e proteste dovute soprattutto al forte peso delle tasse.
Dal 20 gennaio 1496 Trani e il relativo castello (con Brindisi, Gallipoli ed Otranto) passarono dalla Corona Aragonese alla giurisdizione della Repubblica Veneta, come pegno per il prestito concesso a Ferrante II di duecentomila ducati in occasione del conflitto che seguì alla discesa in Italia di Carlo VIII. Nel 1496 il Senato veneto, di conseguenza, deliberò l'elezione di un governatore e di un castellano per Trani; in questo periodo la città fu munita di arsenale, ebbe ricostituito il porto e vide ravvivarsi il commercio. Dopo la formazione della Lega di Cambrai (10 dicembre 1508) la Spagna si accinse a recuperare i porti pugliesi detenuti dalla Repubblica Veneta, allora il viceré Juan de Aragón nel maggio del 1509 convocò a Napoli Prospero Colonna, per poi recarsi con lui in Puglia; le città di Monopoli, Mola, Polignano, e Trani tornarono quindi agli Spagnoli. Trani fu però subito ripresa dalle truppe veneziane e francesi, con l'aiuto dei popolani e fra l'ostilità viva dell'aristocrazia tranese. Dopo la Battaglia di Agnadello nel 1509 la città tornò agli Aragonesi.
Trani, nel periodo della dominazione veneta, fu scelta come territorio per il combattimento della celebre "Disfida di Barletta", in quanto considerato campo neutro.
Dalla metà del '400 alla metà del '500 la città ebbe splendore commerciale, fu frequentata dai mercanti Veneziani che compravano grano e salnitro e vendevano tutto, dai monili alla pece, al legno. Molti Tranesi commerciavano, armavano navi, erano mediatori con l'interno, e tendevano ad acquistare parità di trattamento con i Veneziani privilegiati. La popolazione in questo periodo crebbe, si passò da 870 fuochi nel 1443 a 950 nel 1475, a 1022 nel 1499; a causa dei moti del 1495, ancora di più per la peste del 1528-29 e poi per la guerra del 1529-30 la popolazione scese a 716 fuochi, ma la città si riprese velocemente e già nel 1545 tornava a contare 1124 fuochi.
Durante il secolo successivo si ebbe l'inesorabile declino delle attività commerciali marittime: oltre alla perdita d'importanza delle rotte commerciali nel Mediterraneo a causa della scoperta delle Americhe, la città non riuscì a porre rimedio al progressivo insabbiamento del porto, legato all'accumulo di detriti portati dalle acque torrentizie nell'insenatura naturale e all'attività della lavorazione del salnitro, che si svolgeva nella parte meridionale dell'insenatura. Il ritorno degli Aragonesi con Carlo V inasprì la crisi anche a causa della definitiva espulsione della comunità ebraica, che da sempre aveva costituito un potente fulcro economico nella società tranese.

### La Sacra Regia Udienza (1586-1806)

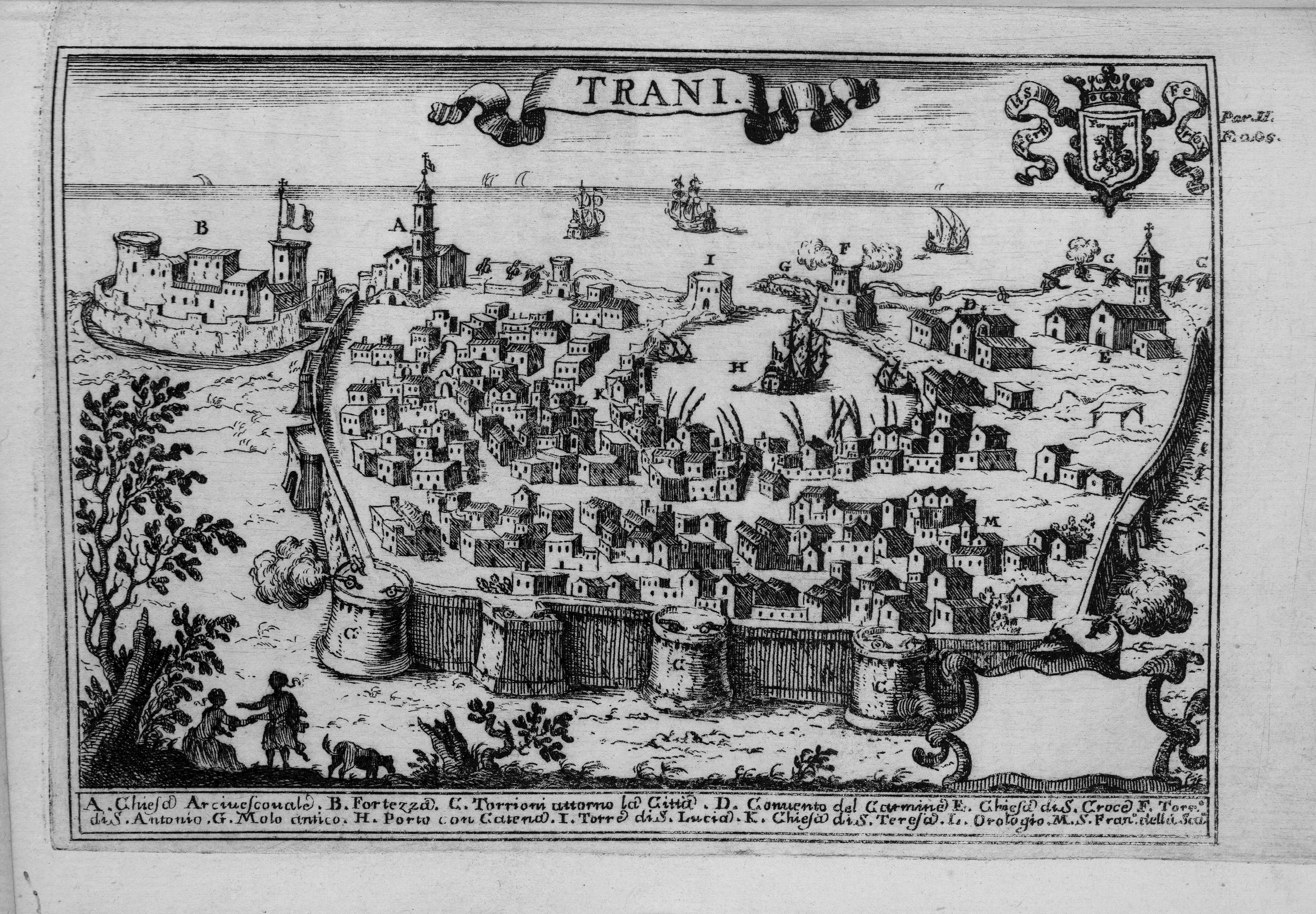
Rappresentazione della città ne Il Regno di Napoli in prospettiva di G.B.Pacichelli, 1703

Il governo vicereale cercò di porre rimedio alla crisi insediandovi la Sacra Regia Udienza: il Viceré Don Giovanni di Zunica, Principe di Pietraperzia, nel 1582 comunicò a Filippo II, re di Spagna, Napoli e Sicilia, figlio di Carlo V d'Asburgo, che sarebbe stato opportuno dotare la Sacra Regia Udienza di un'ulteriore sede, oltre a quella di Lecce, per via della distanza e della difficoltà nelle comunicazioni fra quest'ultima e le città della provincia, e di crearne quindi un'altra nella Terra di Bari che avesse le medesime competenze.

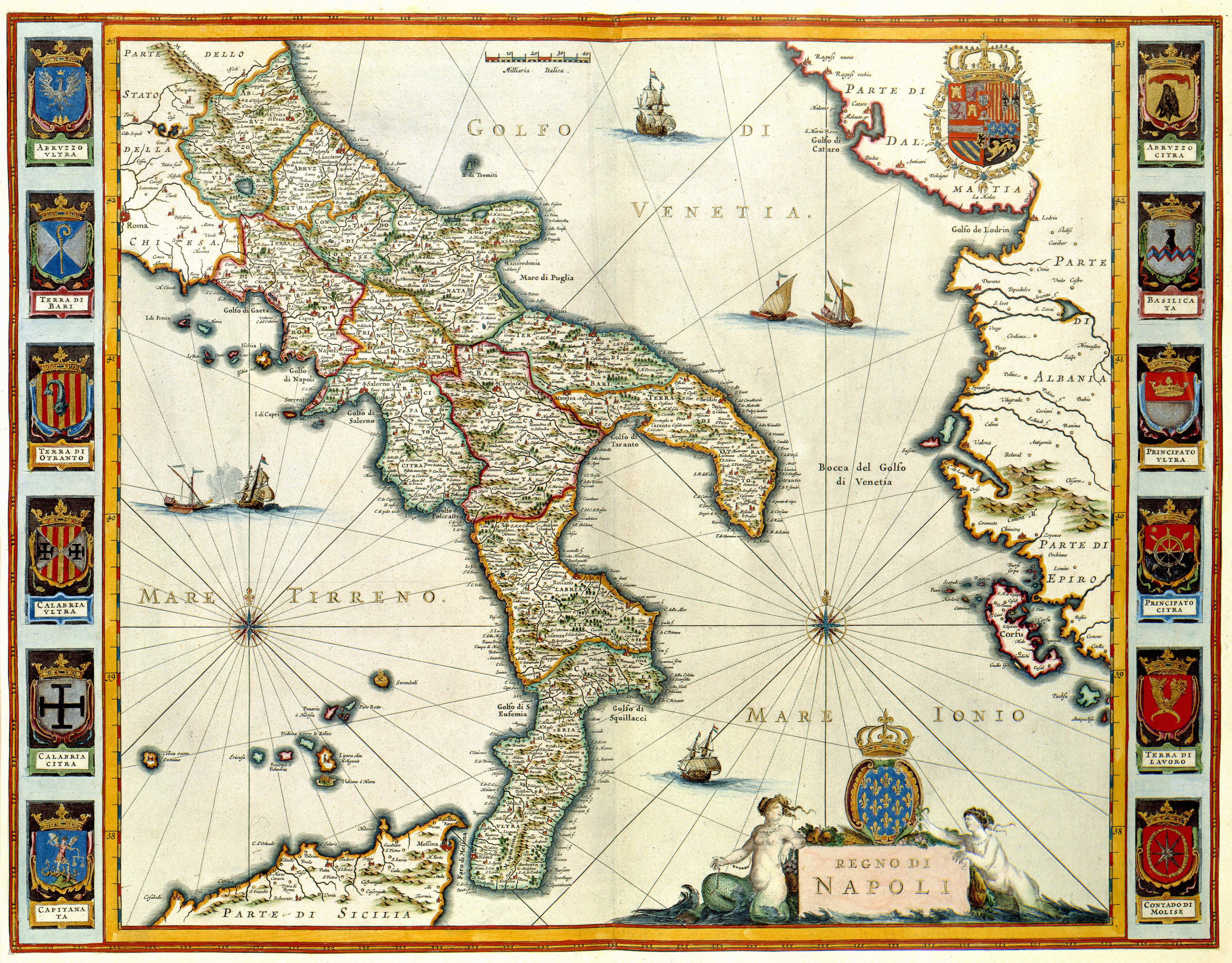
Carta del Regno di Napoli pubblicata nel 1640 dai fratelli Blaeu. Ai margini gli stemmi delle Province. Il regno era all'epoca territorio della Spagna degli Asburgo e in alto a destra figura lo stemma spagnolo.

Re Filippo II, nel 1583, indicò Trani come capoluogo della Regia Udienza per la provincia di Terra di Bari.
Il decreto per l'istituzione della Regia Udienza, tuttavia, fu consegnato in bianco nel punto dove indicare la città da destinare a sede, a Don Diego de Vargas, nominato Preside della Provincia dal Viceré Don Pedro Téllez-Girón, I duca di Osuna. Il De Vargas, giunto a Bari nel 1584, indicò questa quale sede della Regia Udienza, ma per la durata di due anni a titolo di prova. Re Filippo II, terminato il periodo di prova, su proposta del Viceré di Osuna e con l'appoggio del Preside de Vargas, il 24 giugno 1585 decretò che avrebbe stabilito a Trani la sede definitiva della Sacra Regia Udienza della Provincia in quanto la città aveva grande fama, specialmente in ambito giudiziario.
La Sacra Regia Udienza, corrispondente all'attuale Corte d'appello, ebbe competenze giurisdizionali di seconda istanza in ambito civile, penale ed amministrativo, e quella dei gravami dalle sentenze dei giudici minori di tutta la provincia di Terra di Bari della quale facevano parte anche Matera e Trinitapoli; in appello prima di allora erano giudicate dalla Gran Corte della Vicaria di Napoli. Il Preside oltre che capo della Provincia ricopriva anche altri importanti ruoli, ovvero Governatore delle armi e Capo Politico, ed in tale qualità presiedeva il Tribunale Militare sottoposto alla Regia Generale Udienza di Napoli.
Trani, quindi, nel luglio 1586, dopo che fu abolita la Corte del Capitano già operante in città dal 1424, divenne sede della Regia Udienza della provincia di Terra di Bari. La sede fu posta inizialmente nel Castello Regio, per poi passare a diversi altri palazzi della città, tra cui quello attualmente sede di sezione dell'Archivio di Stato.
Trani divenne a tutti gli effetti il capoluogo della provincia di Terra di Bari, ruolo che rivestirà per oltre duecento anni, fino al 1806: il Preside era infatti sia rappresentante del Regno che esecutore del potere giudiziario. La presenza dell'amministrazione giudiziaria permetterà alla città di rivestire un ruolo prestigioso nel campo giuridico fino ai tempi moderni. L'insediamento dell'Udienza diede infatti vita a nuove prospettive di sviluppo economico e sociale della città la quale da centro marinaro e commerciale diventò anche centro principale, amministrativo e culturale della terra di Bari. Da allora la città divenne residenza di molti nomi illustri, avvocati, funzionari e magistrati, i quali vi si stabilirono portando con sé anche le loro famiglie che arricchirono la città di tesori d'arte, preziose biblioteche e sontuosi palazzi. Trani visse così un periodo di grande fioritura culturale grazie alla sua funzione politica, ritrovando parte del suo passato splendore soprattutto nel XVIII secolo, durante la dominazione dei Borbone.

### Gli avvenimenti del 1799
Nei primi mesi del 1799, a seguito della proclamazione della Repubblica Napoletana, alcuni cittadini ispirati dagli ideali liberali della nuova repubblica tentarono di prendere il controllo della città: il Sindaco e gli eletti vennero dichiarati decaduti e il 3 febbraio venne piantato, di fronte alla chiesa di San Francesco, l'albero della libertà, nel luogo denominato oggi Piazza Libertà in memoria di quegli avvenimenti. Alcuni cittadini però si opposero, abbattendo qualche giorno dopo l'albero e proclamando la loro fedeltà al Re: i reazionari occuparono i punti strategici della città e il porto, procedendo all'arresto dei cittadini repubblicani e attendendo il ritorno dei Borbone, coadiuvati dalla flotta russa.
Nel frattempo l'esercito francese che appoggiava la Repubblica Napoletana, era giunto in Puglia per riconquistare le città ribellatesi alla Repubblica, tra cui Andria, San Severo, Trani. I reazionari tranesi, asserragliati nelle massicce mura federiciane della città, respinsero per ben otto volte la richiesta di resa avanzata dal generale francese Broussier, e tra il 25 e il 29 marzo massacrarono tutti i 35 detenuti politici repubblicani rinchiusi nel Castello e diversi cittadini ritenuti loro fiancheggiatori. Il 30 marzo la città venne assediata dalle truppe francesi, capitolando dopo appena un giorno di assedio e di cannoneggiamento. Bloccata ogni possibile via di fuga anche con un blocco navale, i francesi e i repubblicani capitanati dal Carafa, assaltarono la città il 1º aprile, saccheggiando la città che venne in gran parte bruciata e distrutta. Molti abitanti furono massacrati, compresi molti esponenti delle famiglie di Lernia, Bianchi, di Feo, Bassi, Petrignani, Palumbo e Moscatelli: si stima che quel giorno morirono almeno 800 cittadini, mentre il fumo degli incendi era visibile dalle città vicine. Le navi francesi non esitarono a sparare con i cannoni sui pescherecci dei cittadini in fuga e a catturare e a fucilare diversi cittadini sfuggiti al blocco navale e sbarcati in approdi ritenuti più sicuri. La rappresaglia francese, determinata soprattutto dalla errata convinzione che i Tranesi fossero avversi alle nuove idee della rivoluzione, fu spietata. Innumerevoli furono le uccisioni di onesti cittadini, indiziati o no, gente anziana, sacerdoti, nobili e plebei, i saccheggi, gli incendi che distrussero documenti della città, carte notarili, libri preziosi e arredi sacri. Il giorno dopo i francesi presero il controllo della città, con il generale Broussier che emanò un proclama di perdono per i cittadini insubordinati. La città, durante il breve periodo dell'occupazione francese, dal punto di vista amministrativo divenne uno dei cantoni del dipartimento del Bradano retto dal commissario governativo Nicola Palomba. Le truppe francesi si ritirarono dalla città qualche settimana dopo, permettendo il 16 maggio la restaurazione del dominio borbonico.

### Dal XIX secolo ad oggi

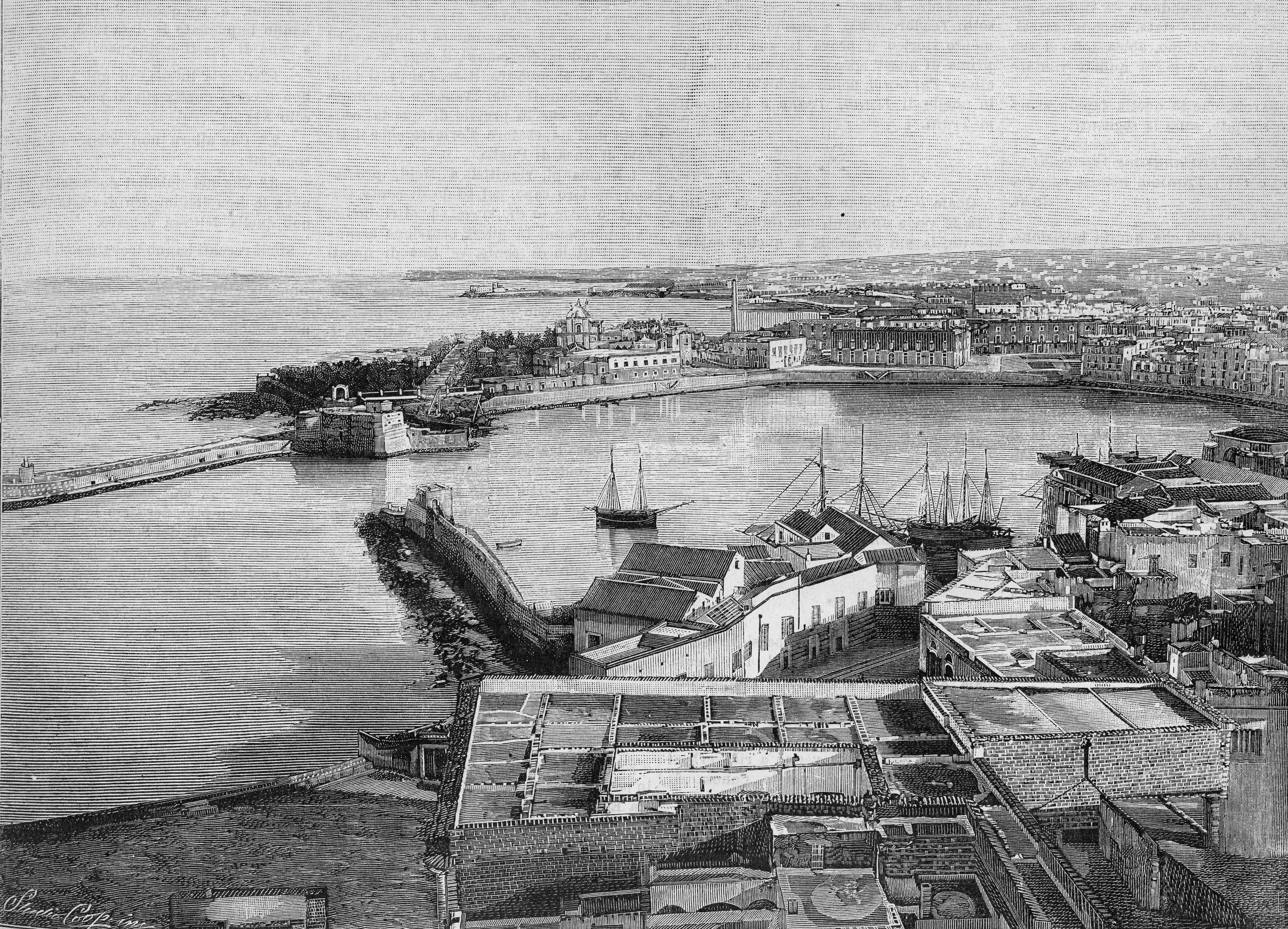
Veduta del porto di Trani

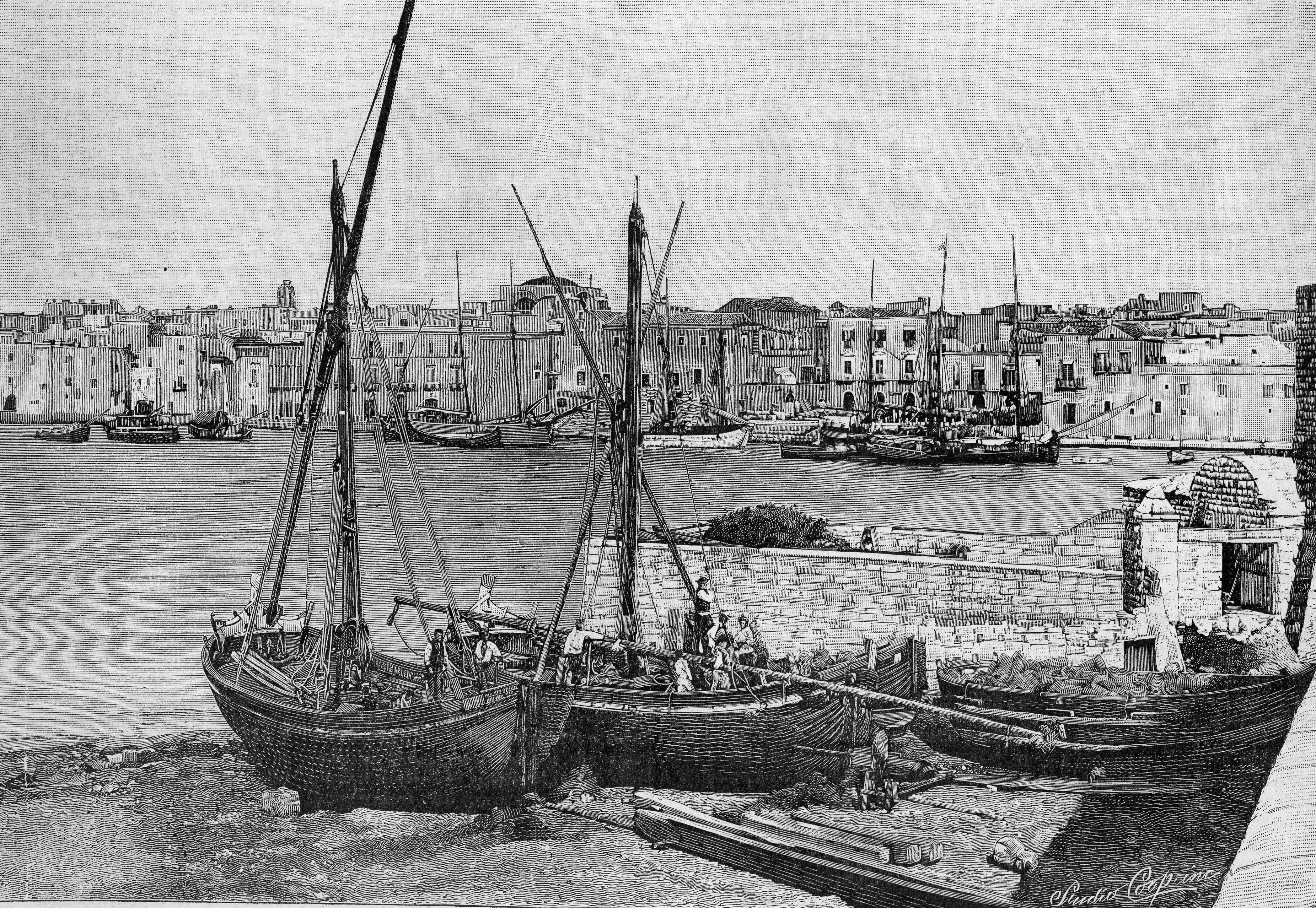
Veduta di una parte del porto

Trani ebbe lo stato di capoluogo della provincia di Terra di Bari fino all'era napoleonica, quando con Giuseppe Bonaparte e Gioacchino Murat si decretò che Bari (1808) dovesse assumere tale funzione: Trani perse così il suo ruolo di capoluogo mantenuto per più di due secoli. I francesi prima e i Borbone poi, dopo la restaurazione, mantennero comunque la Corte d'Appello in città. Con la proclamazione del Regno d'Italia nel 1861, Trani mantenne il primato giudiziario fino al 1923, quando la Corte venne definitivamente trasferita a Bari.
Anche se la città nei primi anni del XIX secolo perse il suo ruolo di centro amministrativo della Provincia, segnò ugualmente un notevole aumento sia del numero di abitanti che in termini di espansione urbana; da un verso, la crescita della città era dovuta alla permanenza dell'importante ruolo giudiziario, ancora affidato a Trani, che ebbe il tribunale provinciale e nel 1817 la Corte d'Appello e vide fiorire un ampio ceto legato alle magistrature, alle attività giuridiche e numerosi intellettuali, che diffusero idee liberali, e dall'altro lato, alla crescita contribuì l'attività del porto che era stato rinnovato proprio in quel periodo, e grazie ad esso era possibile il sostentamento di circa due terzi della popolazione cittadina, che nel complesso ammontava a circa 16 000 abitanti.

#### L'espansione urbana ottocentesca

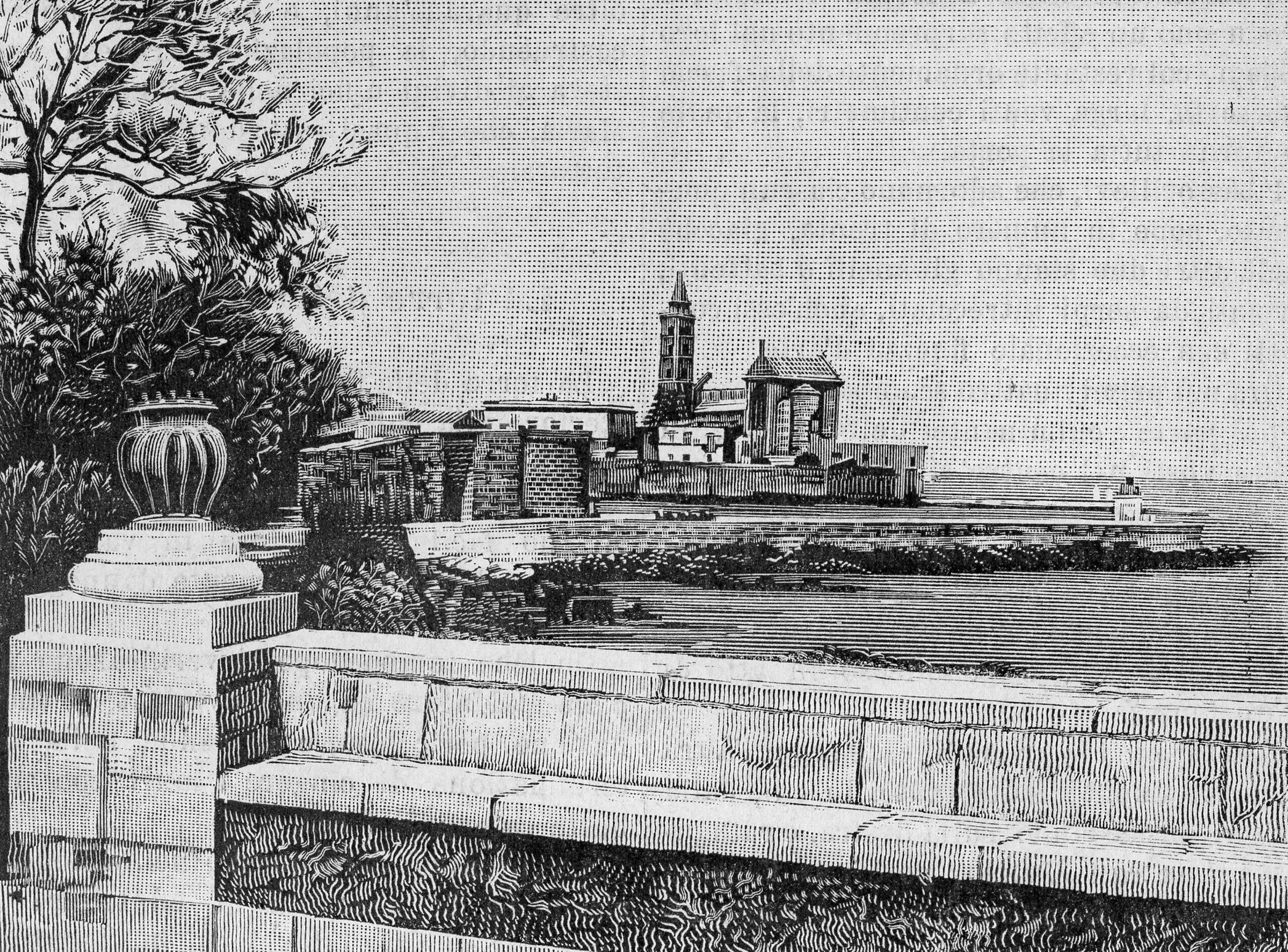
La Cattedrale vista dalla Villa

Nella prima metà dell'800 si iniziò ad avvertire la necessità di espandere in modo regolare la città al di fuori dell'antica murazione, dopo che già sul finire del secolo precedente si erano visti sorgere i primi caseggiati in terreni esterni alle mura. Nel 1840 Il Comune affidò quindi all'ingegnere comunale Gaetano de Camelis il compito di redigere la pianta del Borgo. Il piano previde che, a seguito della demolizione delle mura, terminata nel 1846, la città si espandesse in modo regolare, con isolati disposti a maglia ortogonale su tracciati rettilinei; si determinarono quindi degli assi di percorso maggiori, a collegare le piazze e le infrastrutture principali, attraversati da strade perpendicolari, di larghezza inferiore; gli isolati prevedevano la realizzazione di fabbricati elevati di due piani oltre il terreno. L'espansione ottocentesca della città tendeva quindi a risultare piuttosto "seriale", nella sua omogeneità ed uniformità, tuttavia l'importanza delle preesistenze legate alla viabilità ed alla città storica, alle quali il nuovo sviluppo si sarebbe allacciato, fece sì che il tessuto urbano, nel suo complesso, fosse dotato di caratteri di grande organicità non facilmente riscontrabili nelle espansioni urbane della stessa epoca, di altre città, e non soltanto pugliesi.

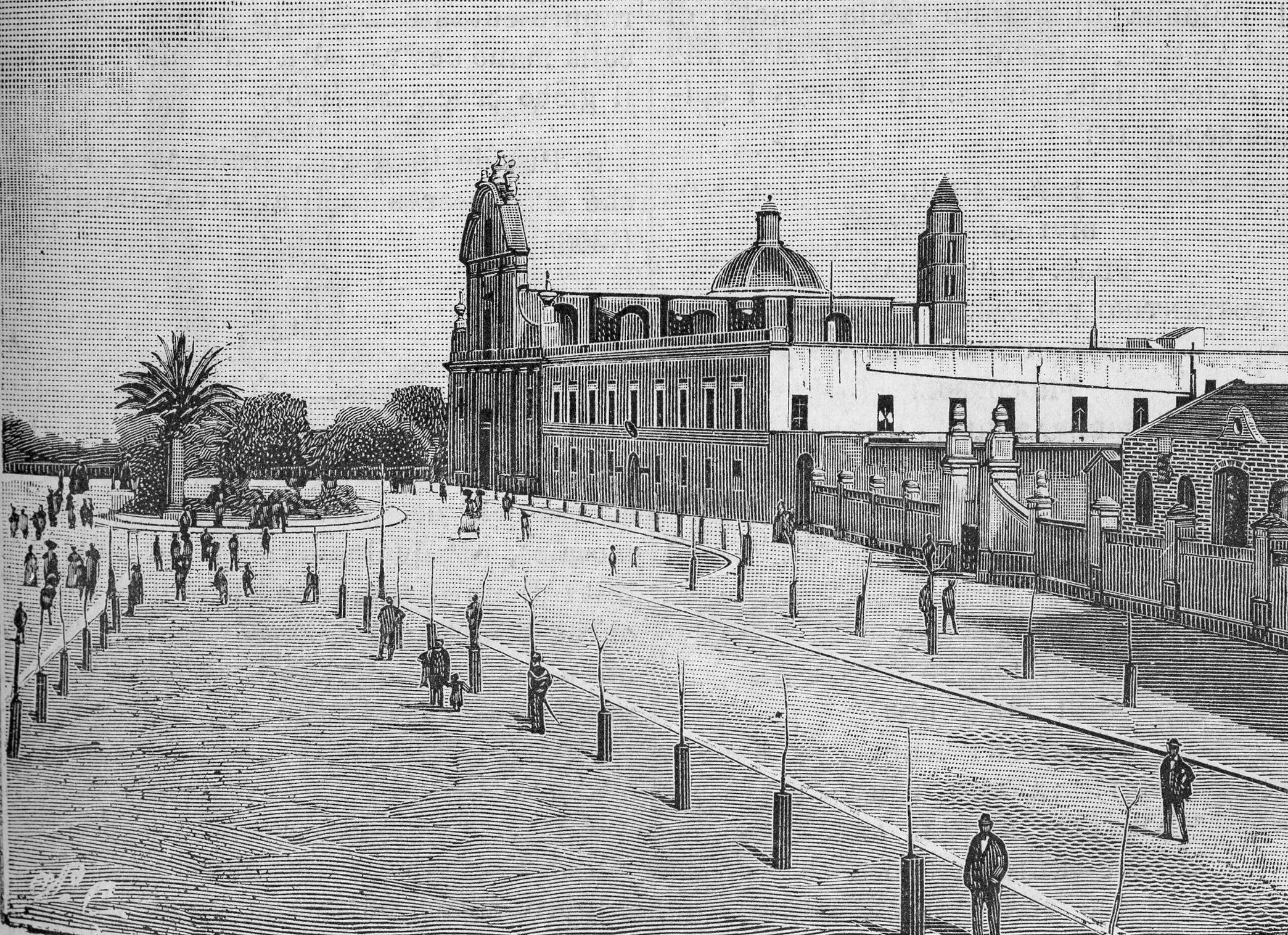
Largo San Domenico

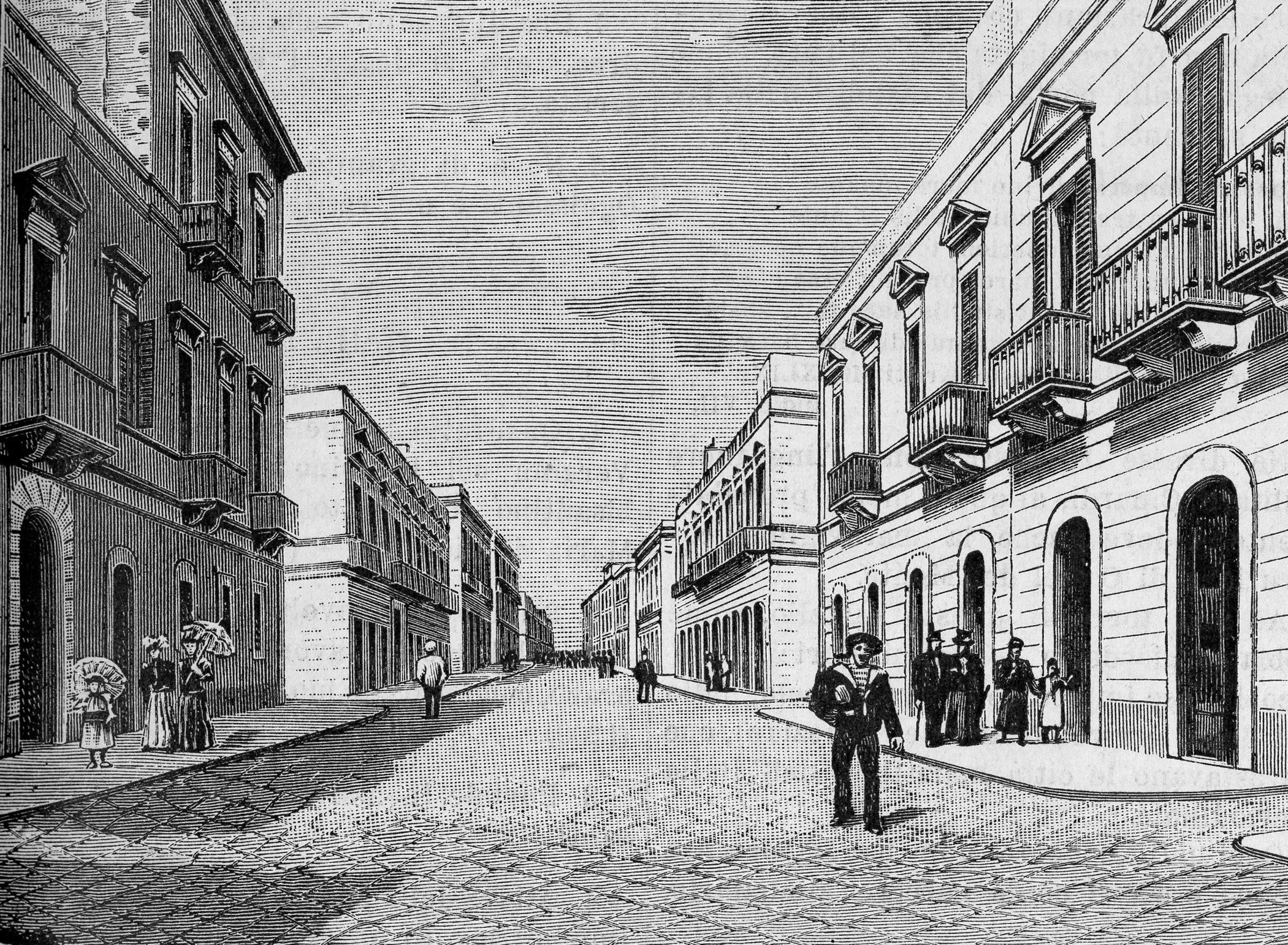
Corso Vittorio Emanuele

In questo periodo furono realizzate diverse importanti opere pubbliche, fra le quali vanno certamente ricordate la Villa Comunale, inaugurata il 1824, e le due strade carrabili Trani-Corato e Trani-Andria, terminate nel 1827, caratterizzate dall'andamento rettilineo; nel 1832 fu inaugurata l'attuale Piazza Campo dei Longobardi, destinata a mercato di generi alimentari e ricavata dalla demolizione di un quartiere composto dalla Chiesa dell'Annunziata e da alcune abitazioni private; nel 1840 fu inaugurato l'attuale Cimitero. Nel 1828 il Comune acquistò la proprietà del Teatro Comunale "San Ferdinando", costruito nel 1793, tra i primi teatri stabili del Mezzogiorno, e probabilmente il più antico di Puglia; il teatro fu danneggiato da un incendio in occasione dell'attacco delle truppe francesi nel 1799, cui fece seguito una ricostruzione durata cinque anni, poi nuovamente danneggiato da un terremoto nel 1851, ancora gravemente danneggiato dai bombardamenti del secondo conflitto mondiale, date infine le gravi condizioni statiche l'amministrazione comunale nel 1958 ne dispose l'abbattimento; dell'arredo del teatro si conserva il sipario dipinto nel 1863 dal pittore Biagio Molinaro, raffigurante la promulgazione degli Statuti marittimi.

#### Il periodo risorgimentale
La folta ed animata presenza in città di intellettuali e di appartenenti alla classe dell'agiata borghesia, fece sì che anche a Trani si sviluppassero e diffondessero gli ideali del Risorgimento. Era presente in città, già dal 1820, un'associazione di Carbonari chiamata Il Pellicano che giunse a contare ben 506 iscritti, senza che al suo interno vi fosse distinzione di censo, e della quale l'Avv. Pietro d'Alessandro fu Gran Maestro. Giuseppe Beltrani, sindaco per molti anni, era Presidente di un'altra associazione patriottica. Nel 1848 Trani partecipò con entusiasmo al movimento liberale volto all'ottenimento della Costituzione e mandò gli avvocati Leopoldo Tarantini e Giuseppe Ugenti al Parlamento Napoletano.
Il 29 marzo 1848 un gruppo eterogeneo, formato da intellettuali, "galantuomini", artigiani e guardie nazionali, bruciò nella piazza pubblica lo stemma austriaco; questo atto fu naturalmente considerato "ostile" e portò un seguito di condanne; nel febbraio del 1849 fu dato l'ordine di sciogliere la guardia nazionale, tuttavia la cittadinanza oppose resistenza e la municipalità protestò con forza, il sindaco fu allora destituito e si ebbero carcerazioni, esili e l'iscrizione nelle liste di "attendibili".
Nonostante le repressioni del governo, Trani continuò ad essere il centro della provincia ove le idee risorgimentali si facevano sentire più forti; si contarono numerosi cittadini tra gli organizzatori dei comitati insurrezionali del 1860.

#### Il "Discorso di Trani" di Francesco de Sanctis
Il famoso storico e critico della letteratura italiana Francesco de Sanctis nel 1882 si presentò come candidato alla Camera dei Deputati del Regno d'Italia nel collegio elettorale di Trani, venendo eletto con 4279 voti contro i 797 riportati da Pietro Antonio Cafiero, i 774 di Felice Cavallotti e i 403 di Carlo Cafiero. La sera del 29 gennaio 1883, nel teatro comunale San Ferdinando, De Sanctis pronunciò quello che sarà poi conosciuto come "Discorso di Trani", il quale risulta essere una sorta di testamento politico ed etico.

De Sanctis, nel discorso, affrontò ampiamente non solo il tema dell'Unità nazionale, ma anche quello della "Unificazione" nazionale, ovvero il modo per raggiungere l'effettiva e concreta unità della nazione, sia a livello geografico che sociale; esalta poi il ruolo che ha l'educazione, fondamentale per il progresso ed il miglioramento della società. Alcuni brani significativi:
(Discorso di Trani, De Sanctis | da Nilo Cardillo: http://www.nilocardillo.it/wp3/archives/720)
A chiusura del discorso, come a smorzare i toni dopo aver espresso concetti così importanti, De Sanctis si congedò esprimendo il proprio compiacimento per l'appellativo di "Atene delle Puglie" attribuito alla città di Trani, che lo aveva appoggiato nelle elezioni, e ricordando l'impegno che egli avrebbe profuso per il bene comune:
(Discorso di Trani, De Sanctis | da Nilo Cardillo: http://www.nilocardillo.it/wp3/archives/720)

#### Seconda guerra mondiale
Durante la seconda guerra mondiale la città subì diversi bombardamenti, il più grave dei quali distrusse una palazzina sul porto uccidendo 21 persone il 27 aprile 1943, ricordato dai cittadini come "Pasquetta di sangue". Pochi mesi dopo i tedeschi invasero la città. La mattina del 14 settembre del 1943 un aereo tedesco decolla da Barletta bombardando nuovamente la città. Furono colpiti l'ufficio delle Poste e probabilmente per errore venne quasi distrutta la palazzina del notaio Filippo Salvati in via San Gervasio. Prima di ritirarsi verso nord, i soldati nazisti rastrellarono 50 cittadini per rappresaglia dopo l'uccisione di cinque soldati durante un'azione di guerriglia. Grazie all'intervento del podestà Giuseppe Pappolla, del segretario politico Antonio Bassi e dell'arcivescovo monsignor Francesco Petronelli, i tranesi vennero però rilasciati dal tenente colonnello della guarnigione tedesca, Friedrich Kurtz, che si rifiutò di impartire l'ordine di fucilazione.

### Simboli
(Motto sulla lista dello stemma)
Lo stemma riconosciuto con decreto ministeriale del 13 luglio 1914 non corrispondeva al simbolo storico, ma ad una ricostruzione fatta attraverso i documenti all'epoca noti: per fare un confronto con lo stemma odierno, il drago e la collina su cui poggia, si trovavano in cima alla torre e non viceversa; lo sfondo era inoltre grigio e non azzurro e la testa era bovina e non di toro. Dopo accurate e approfondite ricerche storiche, anche attraverso il confronto con gli stemmi scolpiti su diversi edifici cittadini, è stato ricostruito lo stemma originale e fatta domanda di sostituzione al Ministero.
L'8 settembre del 2000 il presidente della Repubblica Carlo Azeglio Ciampi ha firmato il decreto di sostituzione dello stemma e del gonfalone.
Stemma
(DPR 8 settembre 2000)
Corona
Gonfalone
Creato nel 1098 lo stemma della città raffigura un drago munito di grandi ali, nell'atto di stringere tra i suoi artigli una testa taurina, e con una torre poggiata sul dorso. Lo stemma campeggiava sulla porta urbica orientale detta "di Bisceglie" e sul sedile del popolo; esemplari antichi dello stemma attualmente si trovano: uno a sormontare un'epigrafe del 1473 posta a ricordo della costruzione della coeva Torre dell'orologio; un altro sul fortino del porto; poi sulla facciata della chiesa di San Rocco insieme allo stemma del governatore veneto Vittore Soranzo che fece costruire la chiesa nel 1528; un altro ancora è sulla facciata della chiesa già di San Sebastiano, ora di Sant'Agostino, anche in questo caso accompagnato allo stemma cinquecentesco di un altro governatore veneto, Giuliano Gradenigo.
Il significato che può essere dedotto dalle parole del motto "FORTIS FEROX FERTILIS" trova corrispondenza nelle parti di cui è composto lo stemma:
FORTIS ("Forte", "resistente") - la torre indica il grado di civiltà, la solidità delle fortificazioni e la forza dei diritti politici e storici derivanti dalle imprese realizzate e dalla costante autonomia goduta;
FEROX ("Fiero", "indomito", "intrepido") - il drago, posto significativamente a sostegno della torre, in araldica simboleggia vigilanza, custodia e fedeltà ed è anche emblema di valore militare;
FERTILIS ("Fertile", "fecondo", "produttivo") - la testa di toro e la collina, a significare il possesso di ricchezza, la produttività e la prosperità cittadina.

## Monumenti e luoghi d'interesse

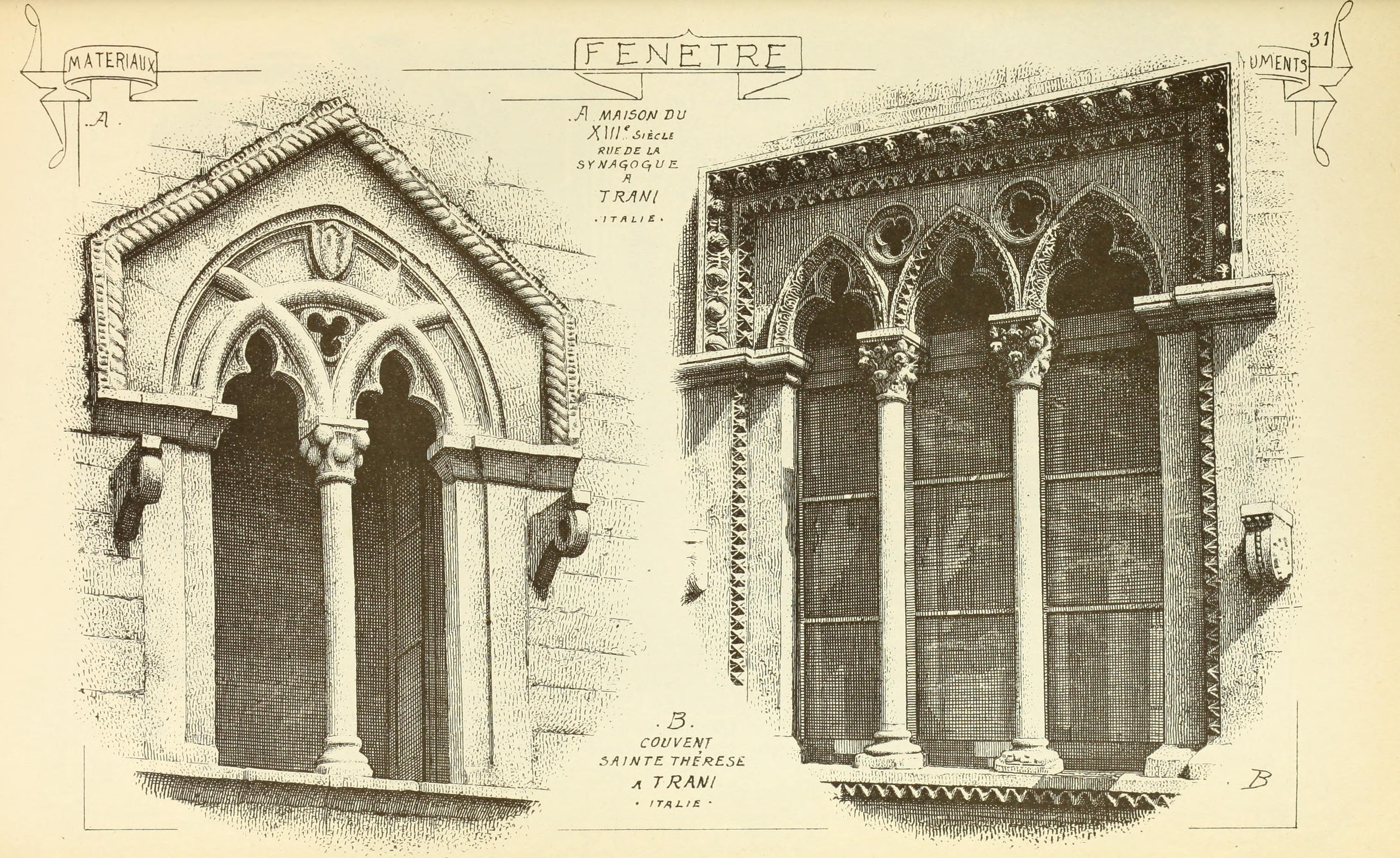
A sinistra la bifora della "Casa del Rabbino" nel quartiere ebraico, a destra la trifora di Palazzo Caccetta

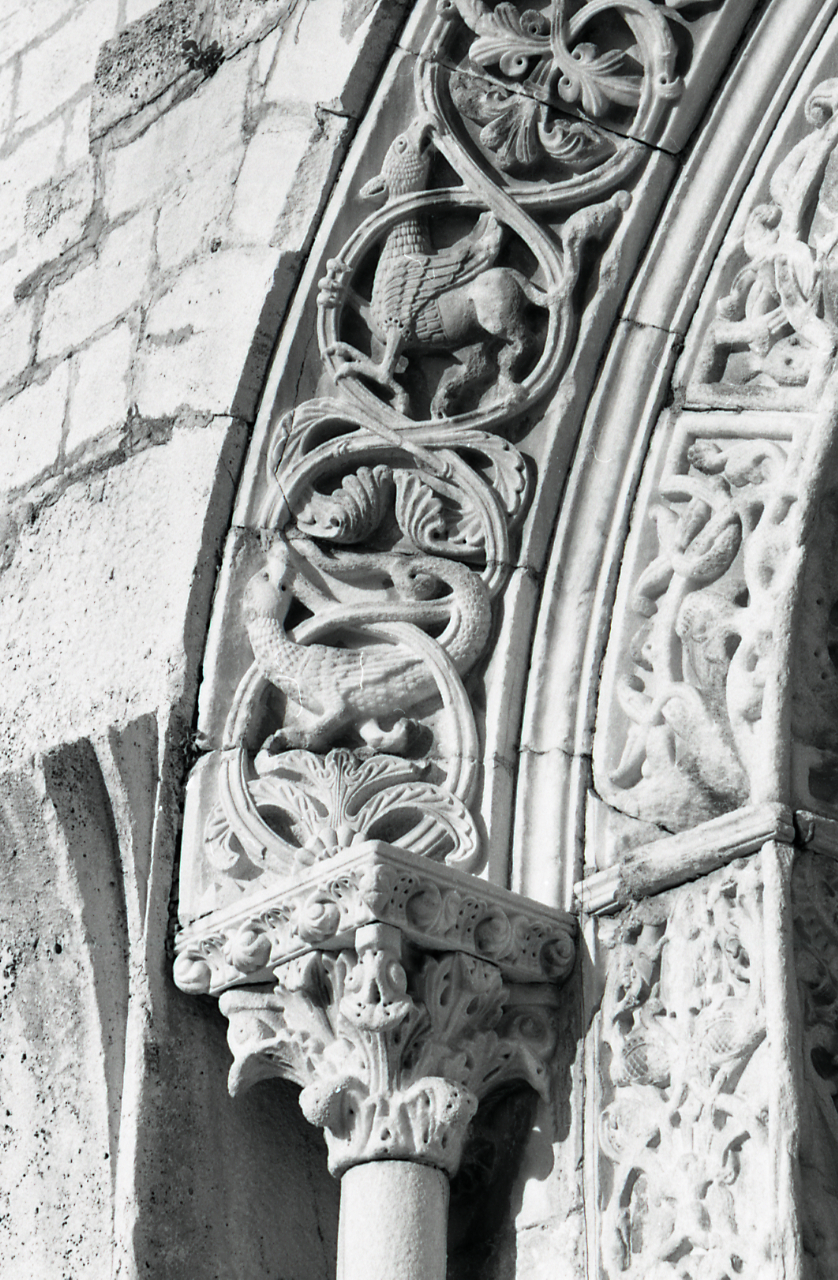
Dettaglio dell'archivolto del portale della cattedrale

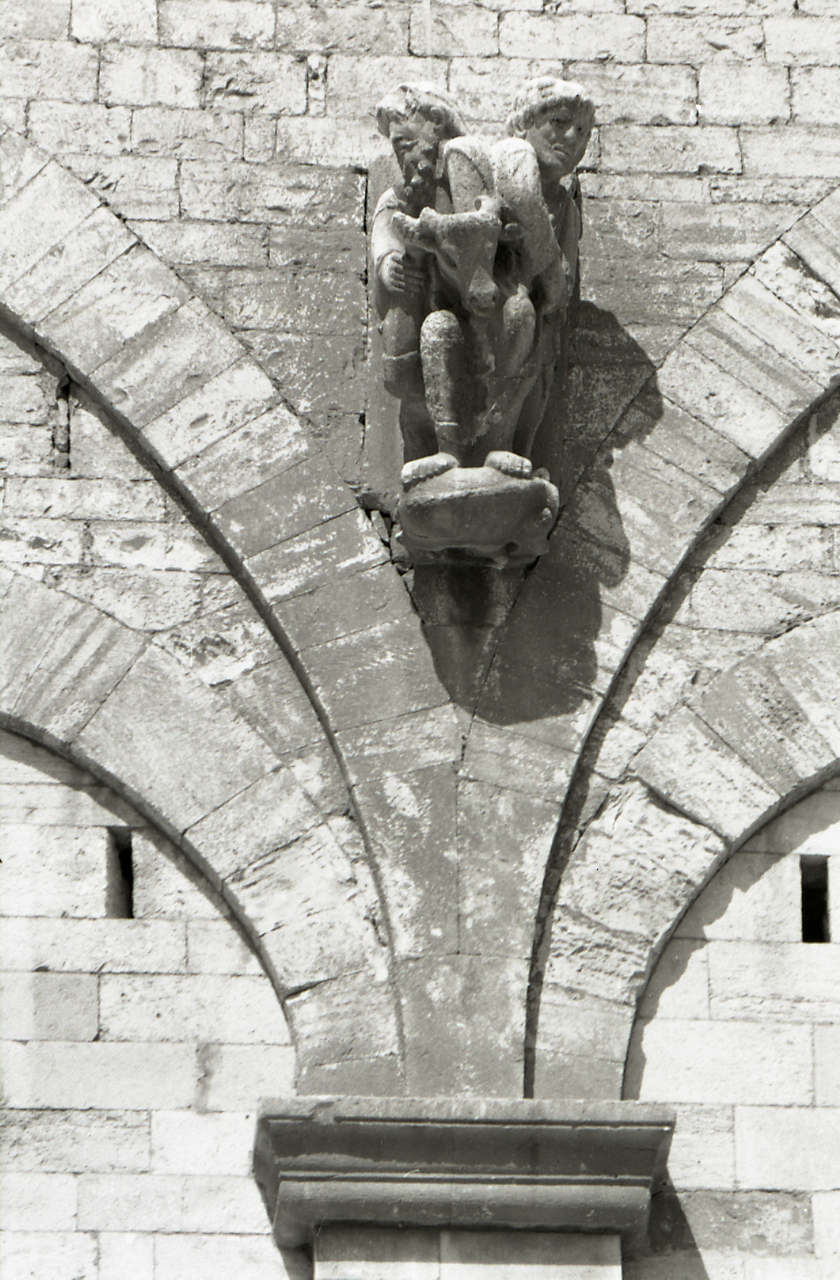
Il gruppo del cosiddetto "Spinario" sul fianco meridionale della cattedrale

Trani si fregia del titolo di città d'arte e vanta un ampio patrimonio artistico e architettonico, testimonianza della particolare prosperità goduta nel corso del tempo: oltre alla celebre cattedrale sul mare e al castello svevo, la città è ricca di chiese e monasteri, oltre che di palazzi storici. Tra le chiese romaniche sono da mettere in evidenza per rilevanza artistica la chiesa di Ognissanti anche detta dei Templari, le chiese di San Francesco, di Sant'Andrea e di San Giacomo.
Nel tessuto urbano del borgo antico il materiale predominante è la pietra di Trani; sono diffusi per il borgo, ancora presenti e ben leggibili, numerosi elementi architettonici legati al periodo medievale: a questi appartengono i caratteristici archi ogivali di logge al pianterreno in antico utilizzate a scopo commerciale, con il passare del tempo chiuse ed annesse ai locali di abitazione; i passaggi tra i vicoli coperti con volta a botte, sui cui fronti si impostano archi di accurata fattura; sui prospetti delle abitazioni si riconoscono paramenti murari tipicamente medievali e su questi vi sono ancora, libere o tamponate, aperture di porte e finestre con arco a pieno centro, ad arco ogivale e talvolta parti di loggette.

### La descrizione di Trani di Anselmo Adorno (1471)
Nel 1470 Anselmo Adorno, nobile fiammingo appartenente a famiglia di origini italiane, ricevette l'incarico da Carlo I di Borgogna di esaminare le condizioni degli stati musulmani in Oriente, passando per l'Italia, al fine di riferirgli poi quanto visto. Nel 1471 Adorno, di ritorno dal suo viaggio, fece tappa nelle principali città italiane, visitò Trani e ne fornì un'efficace descrizione nel suo "Itinerarium Terrae Sanctae":
Priusquam ad eam applicuimus, Bisegi parvam urbem pertransivumus. Fortibus muris ac
moenibus cincta est. Tranensis civitas, super mari sita, pro parvis navibus, triremibus ac fustis
portum iocundissimum infra civitatem habet, fortem versus marinam exitum sive introitum
unum tantum habens, cum turribus fultum ad ipsius portus roborem, alias robur. Circumcirca
portum sunt pulchrae domus aedificatae, inter quas est inceptum dersmael ad galeas ac naves
reponendum. Nulla est in Pulia in negociis sive mercimoniis similis.
Edificia pulchra et alta marmorea et in copia magna sunt. In aspectu pulchrae et sumptuosae
dictae domus sunt, quarum anterior ex marmoribus albis paries in forma diamantum acutorum
scissus. Quilibet enim lapis in medio est elevatus et circa fines depressus in hunc modum
proprie quemadmodum est Damasci castrum ac prout domus multae sunt in Barutho.
Fenestras habent haec domus cum scissis sculptisque columpnis. Ea quidem edificia
pulcherrima iudicavimus. In ea multi iudei commorantur, quorum aliqui preteritis annis ad nostram fidem conversi
sunt. Quorum successores ibidem novelli christiani appellantur. Hii enim magnificentiores
domos civitatis construxerunt. Multae siquidem in ea ecclesiae ornatae sunt. Cathedralis vero
per gradus marmoreos ascenditur. Cuius ianuae aereae artificiose mirabiliterque sculptae sunt. Cripta infra ecclesiam est admodum magna quantum ecclesia est. Plures in ea reliquiae sunt:
corpus beati Nicolai peregrini, quod in altari maiori in cripta sepultum est; Graecus fuit
natione, ex cuius ore nunquam aliud quam Kyrieleyson evolavit, quidquid etiam sibi diceretur
vel ab eo peteretur; brachium sancti Leucae, patriarche Alexandriae; manus sanctae
Freboniae; corpus Domini miraculosum: muliercula quaedam in urbe, non ex versutis sed
simplicibus, hostiam sacratam coquaere conata est quae mox conversa in carnem, adhuc hodie
ibi caro oculis cernitur; digitus sancti Ambrosii episcopi; manus sancti Damiani; os magnum
sancti Georgii; imaginem unam Virginis Mariae, quam sanctum Lucam pinxisse ferunt.
Sanctus enim Lucas tredecim imagines Nostrae Dominae pinxit, quarum unaquaeque quasi
una ex tredecim decatria appellari potest. De hiis multas hinc inde diversis in locis vidimus.
Febronia; il corpo miracoloso del Signore: una donnetta in città, non per cattiveria ma per ingenuità, cercò di cucinare un'ostia consacrata che si trasformò subito in carne, ancora oggi osservando vi si scorge la carne; il dito di sant'Ambrogio vescovo; la mano di san Damiano; un grande osso di san Giorgio; un'immagine della Vergine Maria, che si dice abbia dipinto san Luca.
San Luca infatti dipinse tredici quadri di Nostra Signora, ciascuno di questi tredici può essere chiamato Decatria. Abbiamo visto molte di queste cose qua e là in luoghi diversi.
In questa città c'è un castello abbastanza forte. Dista da Bisceglie quattro miglia.»
(Fonte bibliogr.: Testo in latino da: de Groër, Heers, Itinéraire d’Anselme Adorno en Terre Sainte
(1470-1471), 392; 1978 - "http:// www.viaggioadriatico.it")

### Architetture religiose
Le chiese di Trani si presentano per la maggior parte in stile romanico, in primis la cattedrale medievale. In tutto tra sconsacrate, demolite ed ancora esistenti se ne sono contate più di cento. Inoltre la città vantava la presenza di quattro sinagoghe di cui due sono andate perdute e le altre due ancora esistenti sono state riconvertite in chiese.

#### Cattedrale di San Nicola Pellegrino

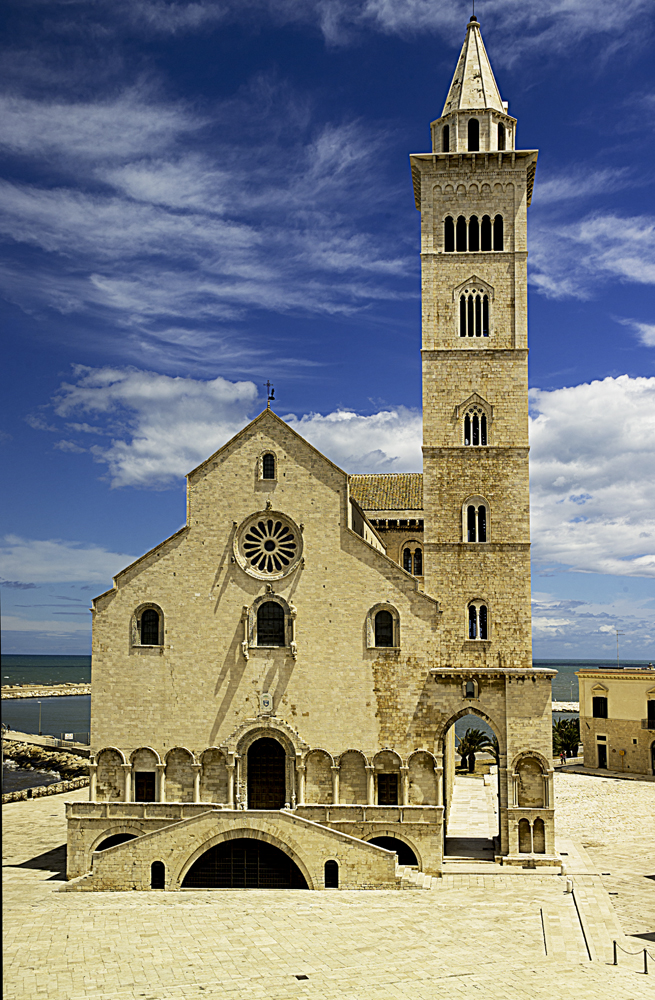
Facciata della Cattedrale

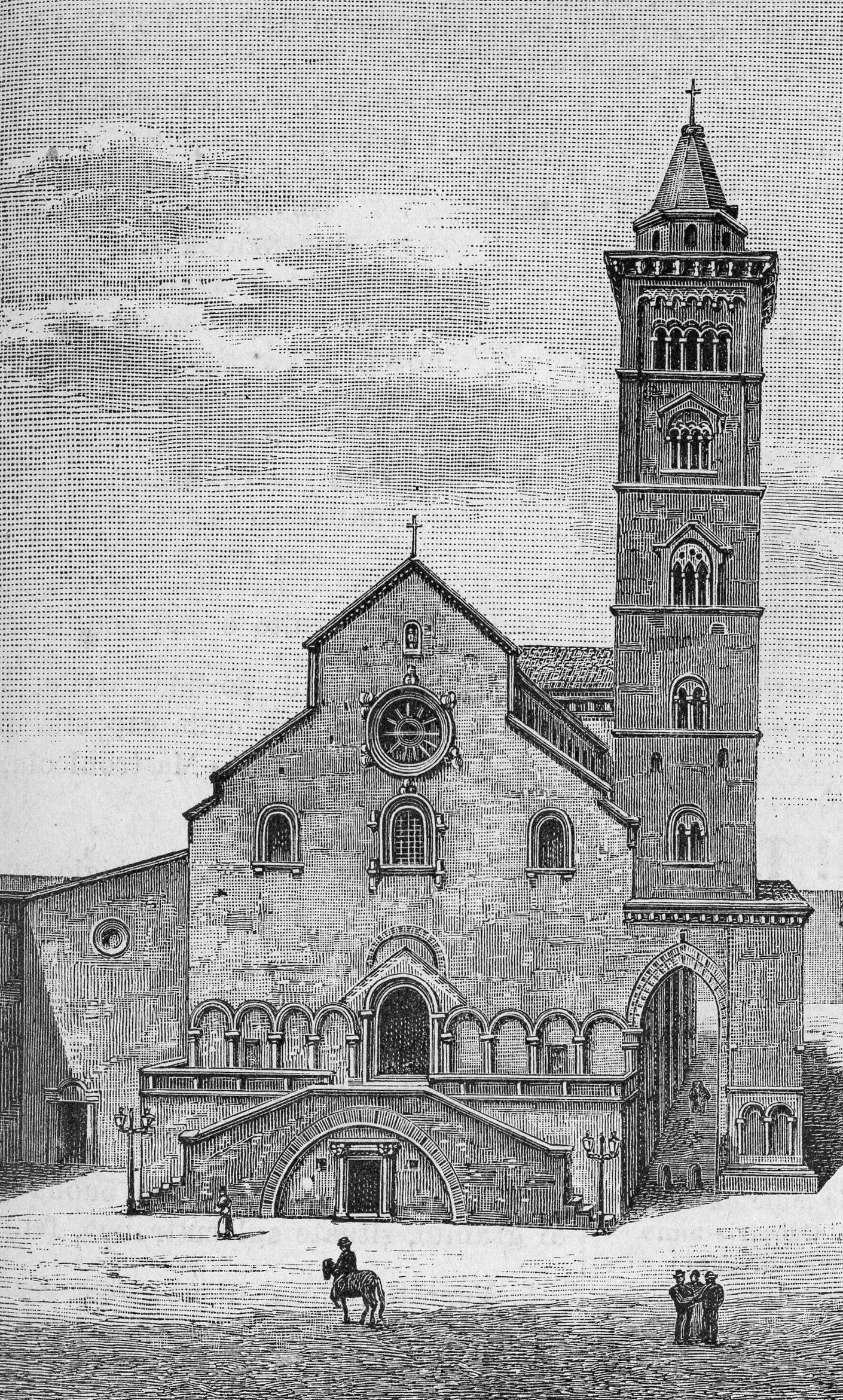
La facciata della Cattedrale prima dei restauri, 1898

La cattedrale di Trani, la cui basilica superiore è intitolata a santa Maria Assunta, è la costruzione più prestigiosa della città pugliese.
È uno dei più rappresentativi e pregevoli esempi di architettura romanica pugliese. È stata definita come "la regina delle cattedrali di Puglia" e costituisce anche un'apprezzata meta di turismo culturale. La costruzione è stata realizzata utilizzando la pietra calcarea tipica della zona, la pietra di Trani estratta dalle cave della città, caratterizzata da un colore roseo chiarissimo, quasi bianco.
La cattedrale si distingue da ogni altro esempio di architettura romanica pugliese prima di tutto per la sua posizione di immediata vicinanza al mare e per il risultare pienamente leggibile sui fronti esterni da tutti i lati, grazie ad una certa distanza che la separa dagli edifici circostanti; si distingue inoltre per l'imponente transetto coronato da un elaborato cornicione, per l'uso poi dell'arco a sesto acuto nel passaggio situato sotto il campanile, fenomeno non molto diffuso nell'architettura romanica, e per l'insolita presenza di quattro diversi luoghi di culto nella stessa cattedrale, ognuno dotato della propria distinzione e compiutezza architettonica.
Un primo edificio di culto risalente al IV secolo, come evidenziato da recenti scavi archeologici, sarebbe sorto sull'area dove è attualmente ubicata la cattedrale. Successivamente la chiesa di Santa Maria, corrispondente al piano dell'attuale cripta longitudinale posta sotto la navata della basilica superiore, sostituì l'edificio più antico e al suo interno fu scavato un sacello per ospitare le reliquie di san Leucio.
La costruzione dell'attuale cattedrale iniziò nel 1099, nel periodo subito successivo alla santificazione di san Nicola Pellegrino, durante la dominazione normanna.
La consacrazione avvenne nel 1143 prima ancora del completamento. La fase decisiva della costruzione si ebbe presumibilmente tra il 1159 e il 1186 sotto l'impulso del vescovo Bertrando II, mentre verso il 1200 il completamento era da considerarsi raggiunto, eccezione fatta per il campanile. L'elegante torre campanaria, alta circa 58,90 m., fu eretta soltanto in seguito, essenzialmente tra il 1230 e il 1239, ma il completamento si ebbe poco dopo la metà del Trecento mentre era vescovo Giacomo Tura Scottini.
Per secoli la cripta dedicata a san Nicola Pellegrino, ovvero la cripta trasversale o soccorpo di San Nicola, posta esattamente sotto il transetto della basilica superiore, ha custodito insigni reliquie, tra le quali il corpo della martire orientale santa Febronia, di cui è possibile ancora oggi ammirare un pregevole reliquiario del XVIII secolo ed un dipinto ovale che la raffigurano, presso il museo diocesano.
La porta centrale di bronzo è opera di Barisano da Trani e fu realizzata nel 1175: si tratta peraltro di uno dei più interessanti esempi del genere nell'Italia meridionale. La porta originale è esposta all'interno dell'edificio, mentre all'esterno è stata collocata una fedele replica, inaugurata nel 2012.
Il piazzale situato dinanzi all'edificio romanico si presta ad eventi artistici di vario genere, grazie alla scenografica cornice offerta dalla maestosità della cattedrale e dal mare. La piazza ha ospitato numerosi concerti di artisti internazionali e non, tra cui Sting, George Benson, Massimo Ranieri, Gianni Morandi, Lucio Dalla, Ornella Vanoni, Gino Paoli, Francesco De Gregori, Angelo Branduardi, Claudio Baglioni, Antonello Venditti, Gianna Nannini, Fiorella Mannoia, Gigi D'Alessio, Francesco Renga, Samuele Bersani, Vinicio Capossela, Ludovico Einaudi, Mario Biondi, ed altri. Oltre a diverse rappresentazioni teatrali, recentemente nel piazzale hanno avuto luogo anche alcuni spettacoli di opera.

#### Monastero di Santa Maria di Colonna

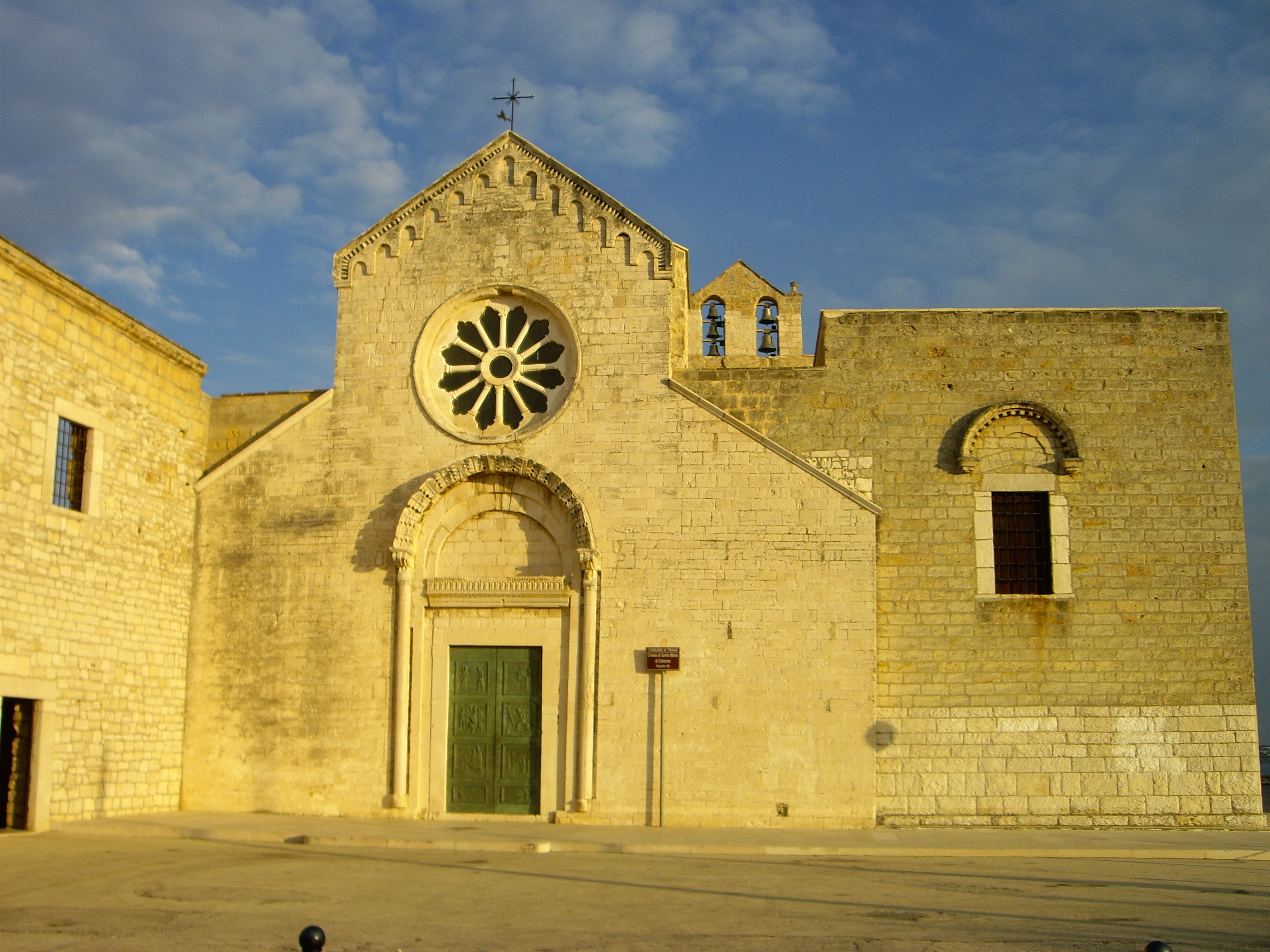
La chiesa del monastero di Colonna

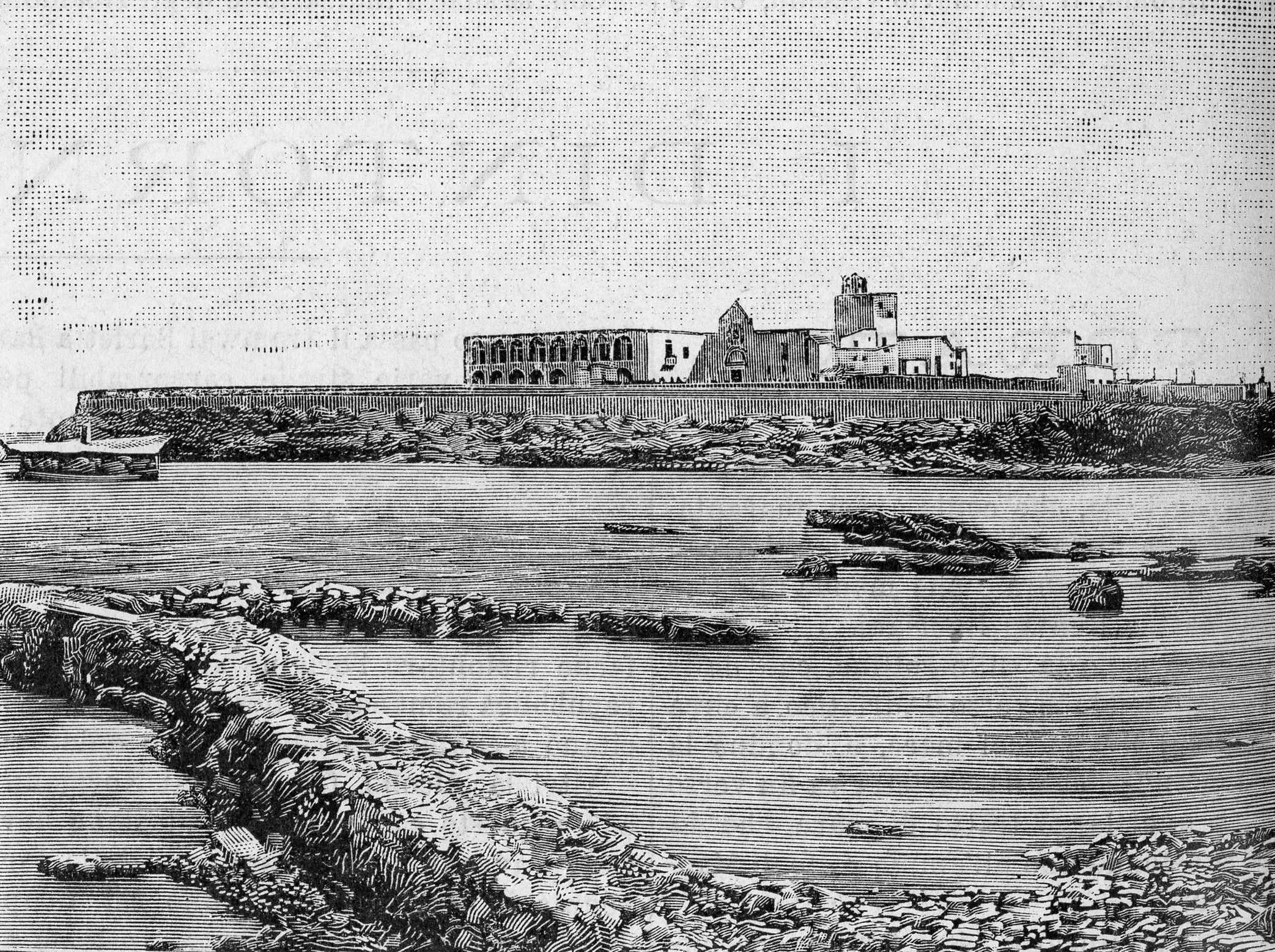
Antico Monastero di Colonna

Il monastero di Santa Maria di Colonna, situato sulla penisoletta di Capo Colonna, è a poco più di un miglio dal centro della città, in un'area un tempo fuori dall'abitato urbano, ma adesso compresa al centro di una florida zona turistico-residenziale. Il monastero benedettino fu fondato insieme all'attigua chiesa tra la fine dell'XI secolo e l'inizio del XII, dal nobile tranese Goffredo Siniscalco.
La facciata della chiesa è composta secondo schemi tipici dell'architettura romanica, è presente il rosone, il portale è compreso in un protiro con arco lavorato sostenuto da agili colonnine che include un architrave di finissima fattura proveniente da un monumento classico, a coronamento è posta una serie di archetti pensili sulla cuspide.
All'interno della chiesa si conserva il Crocifisso ligneo del XV secolo oltraggiato dai corsari saraceni e un prezioso altare donato dal Gran Duca di Toscana in cambio delle reliquie di Santo Stefano, che qui si veneravano fino al 1684. Notevole è la veduta panoramica di cui si può fruire, salendo al piano superiore, dal quale è possibile osservare la costa antistante il lungomare, sino alla villa comunale con la cattedrale sullo sfondo.
Attualmente il monastero è utilizzato per iniziative culturali, concerti di musica jazz e classica all'interno del chiostro o nel cortile esterno. Il piazzale del monastero è utilizzato, al pari delle piazze della cattedrale e del castello e di altre piazze cittadine, come contenitore ideale per eventi artistici e musicali; ha avuto grande importanza il concerto di Elton John di settembre 2010.
Altri monasteri
- Monastero / Convento degli Agostiniani
- Monastero / Convento di Santa Chiara
- Monastero / Convento del Carmine
- Monastero / Convento dei Capuccini
- Monastero / Convento di San Domenico
- Monastero / San Giovanni Battista (Le Clarisse)
- Monastero dei Carmelitani Scalzi
- Monastero / Convento di San Lorenzo
- Monastero / Convento di San Paolo
- Monastero Torre dei Monaci

##### Chiese altomedievali (IV - X secolo)
- Ipogeo di Santa Geffa
- Chiesa di Santa Maria di Giano
- Chiesa di Santa Maria de Dionisio (oggi dei Santi Medici)
- Chiesa di San Martino - Chiesa Cristiana Ortodossa

##### Chiese romaniche (XI - XII secolo)
- Chiesa di Sant'Andrea
- Chiesa Sant'Agata
- Chiesa di Sant'Antonio Abate e Fortino
- Chiesa di San Francesco
- Chiesa di San Giacomo
- Chiesa di Santa Lucia - Palazzo Gadaleta
- Chiesa di Ognissanti / Templari o Chiesa del Purgatorio
- Chiesa di Santa Maria di Colonna
- Chiesetta di San Nicoliello (detta anche San Nicolino)

##### Chiese del periodo angioino (XIII-XV secolo)
- Chiesa di Santa Maria Scolanova - Sinagoga
- Chiesa di Sant'Anna - Sinagoga
- Chiesa del SS. Crocifisso o Santuario di Maria SS. dell'Apparizione[72][73]
- Chiesa di Santa Chiara
- Chiesa di San Donato e Torre dell'Orologio

##### Chiese barocche (XVI secolo)
- Chiesa di Sant'Agostino
- Chiesa Del Carmine
- Chiesa di San Rocco
- Chiesa di Santa Maria delle Grazie o dei Cappuccini

##### XVIII secolo
- Chiesa di San Domenico
- Chiesa di San Giovanni
- Chiesa di San Luigi
- Chiesa di Santa Teresa
- Chiesa del Santissimo Salvatore o del Miracolo Eucaristico

##### XIX secolo
- Chiesa di San Michele
- Chiesa di San Toma
- Chiesa Santa Maria del Soccorso (all'interno del Cimitero)

##### XX secolo
- Chiesa di Sant'Antonio
- Chiesa degli Angeli Custodi
- Chiesa di San Giuseppe
- Chiesa Madonna di Fatima
- Chiesa del Sacro Cuore
- Chiesa dello Spirito Santo
- Chiesa Santa Maria del Pozzo

##### XXI secolo
- Chiesa di San Magno Vescovo e Martire.[74]

#### Sinagoghe
- Sinagoga Scolanova
- Sinagoga Grande
- Sinagoga San Leonardo
- Sinagoga San Pietro il Martire

### Architetture militari

#### Castello svevo

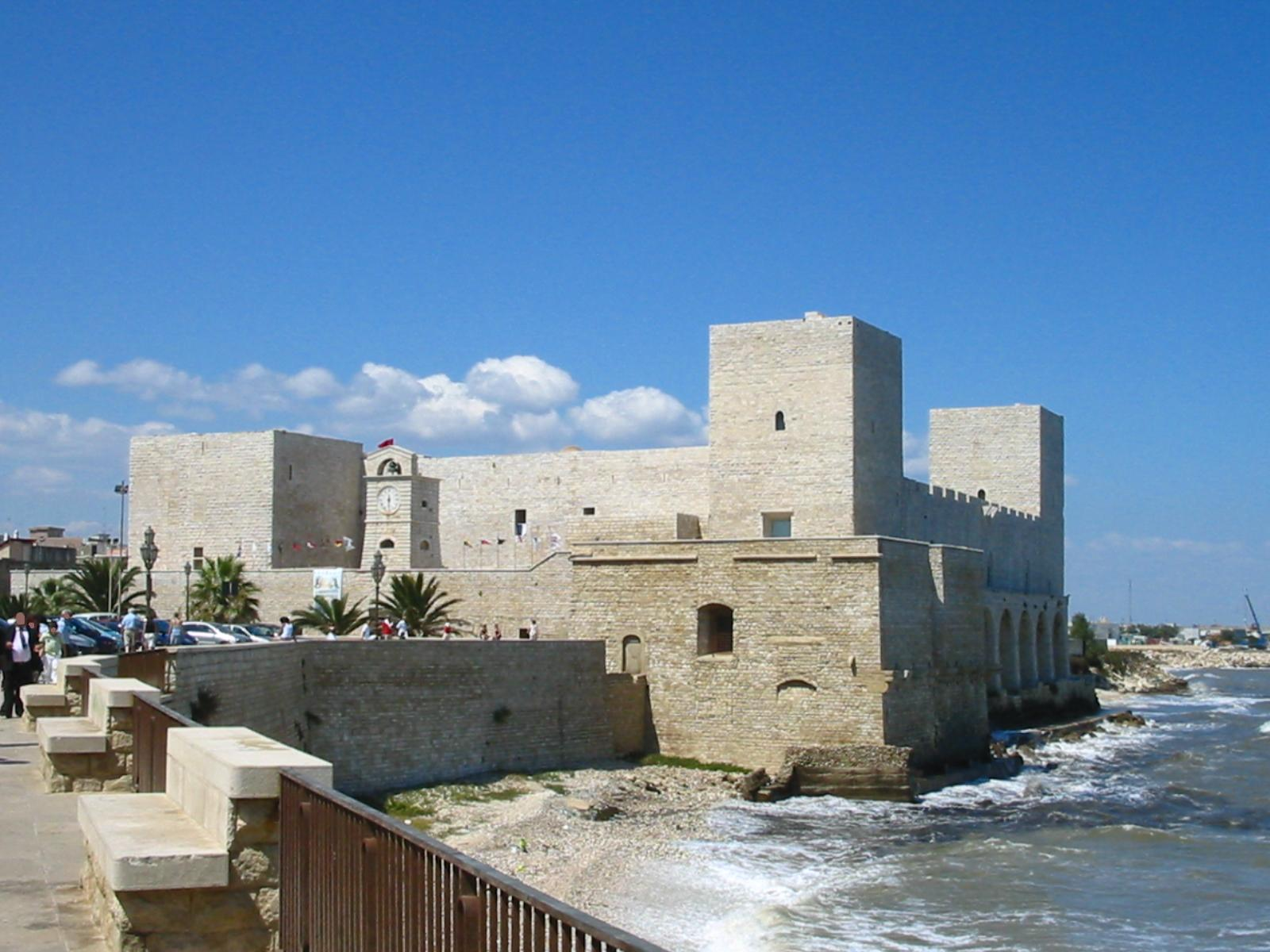
Il castello svevo

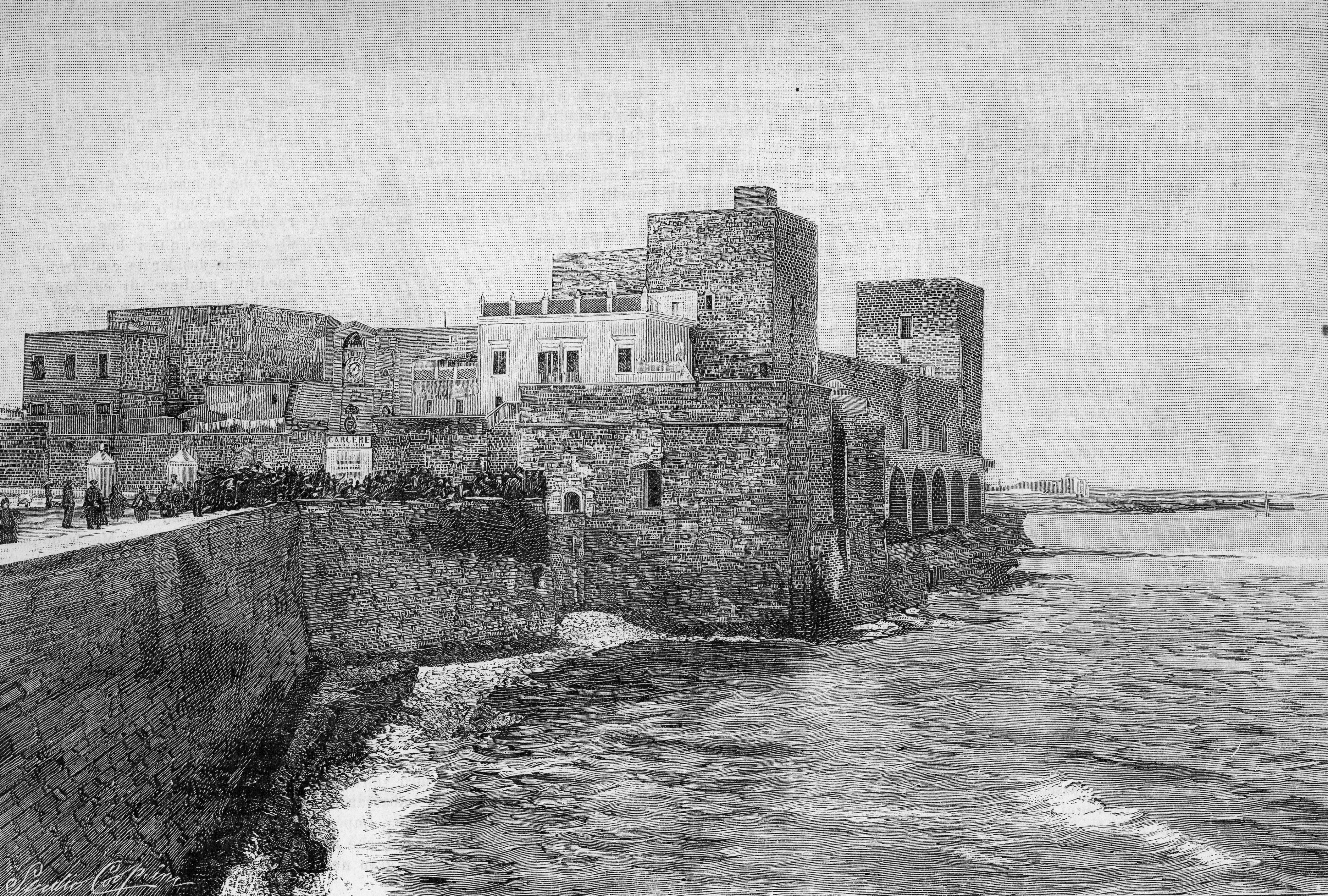
Il castello come si presentava prima dei restauri moderni

Il castello svevo di Trani fu edificato nel 1233 sotto il regno di Federico II di Svevia; è uno dei più importanti e meglio leggibili tra i castelli federiciani, malgrado alcune trasformazioni che ne hanno in parte modificato l'assetto originario. L'edificio fronteggia il prospetto della cattedrale, ed è posizionato nel tessuto urbano in modo che la considerevole altezza originaria delle torri desse agio al controllo del porto e delle vie d'accesso alla città.
Nello stesso sito era sorta in precedenza una torre del X-XI secolo, di dimensioni non grandi, a pianta quadrilatera e di accurata fattura, con probabili funzioni di vedetta, i cui resti sono stati rinvenuti sotto il piano di pavimentazione dell'attuale ingresso nell'androne orientale. È accertato che nella città di Trani vi fosse già un Castello Antico dell'attuale, di cui tuttavia si ignora l'esatta ubicazione, costruito per iniziativa del re normanno Ruggero II e distrutto nel 1137; da questo anno, fino al momento della fondazione dell'attuale castello nel 1233, mancano documenti che forniscano notizie su edifici castellari in Trani, ma è anche provata per tale periodo la presenza in città, e l'interessamento alla stessa, da parte di Federico II.
Nel castello soggiornò spesso il figlio di Federico, Manfredi, che il 2 giugno del 1259 vi sposò in seconde nozze Elena Ducas Comneno, con celebrazioni ricordate nelle cronache per lo sfarzo e la solennità.
Nella seconda metà del XIII secolo, sotto il dominio angioino, il castello fu intensamente impiegato in ruoli di grande rilievo; in quel periodo infatti fu un importante centro amministrativo e vivace ambiente per la vita di corte, i membri della famiglia reale vi risiedettero con frequenza e si celebrarono significativi eventi.
Nel castello furono trasferiti i quaderni e gli scritti dei conti dei Maestri Razionali, che raccolti in registri, seguivano la corte regia nei suoi spostamenti; il 16 marzo 1290 il custode dell'archivio delle "rationes" della Curia, Guglielmo de Pontoise, ricevette a Napoli tutti i registri contabili dei vari funzionari delle province, fino ad allora custoditi a Trani. Per un certo periodo nel castello fu custodito anche il tesoro regio, il cui controllo era affidato a Matteo de Riso e al castellano di Trani. L'edificio funse anche da deposito regio per materiale bellico e per beni di valore: ebbe quindi immagazzinato un vasto arsenale a disposizione dell'esercito, di cui sono documentati in modo puntuale le quantità di ferro ed acciaio da forgiare, di lance, balestre e quadrelli, e di uniformi; vi furono inoltre custoditi ingenti volumi di cera e di merci ricercate e preziose come pepe, cannella, zucchero e bombice.
Un'ala del castello era tenuta pronta ad ospitare il sovrano e la sua corte: grazie alle missive inviate da Carlo I, da alcune si apprende che il re avesse la consuetudine di essere ospite del castello -"in cameris castri nostri Trani, in quibus consuevimus hospitari"-, e da altre che provvedeva al denaro necessario per le spese delle sue figlie che lì vi dimoravano. Nel 1268 si tennero nel castello le nozze tra Carlo I d'Angiò e Margherita di Borgogna e nel 1271 quelle di Filippo, secondogenito di Carlo, con Isabella di Villehardouin principessa d'Acaia.
Il castello sotto il dominio spagnolo, regnante Carlo V, subì a partire dal 1533 notevoli trasformazioni, affinché fosse adeguato alle nuove esigenze difensive sorte in seguito all'invenzione della polvere da sparo. A partire dal 1832 subì una serie di lavori per la trasformazione in carcere centrale provinciale, aperto nel 1844, funzione mantenuta fino al 1974. Nel 1976 il castello fu consegnato alla Soprintendenza ai beni ambientali e artistici della Puglia. È stato sottoposto a lavori di restauro a partire dal 1979 ed è stato aperto al pubblico il 5 giugno 1998.
È stato dichiarato Monumento nazionale con il R.D. 27 ottobre 1936, n. 2091 (abrogato dal D.P.R. 248/2010). Dal dicembre 2014 il Ministero per i beni e le attività culturali lo gestisce tramite il Polo museale della Puglia, nel dicembre 2019 divenuto Direzione regionale Musei.

#### Fortino di Sant'Antonio

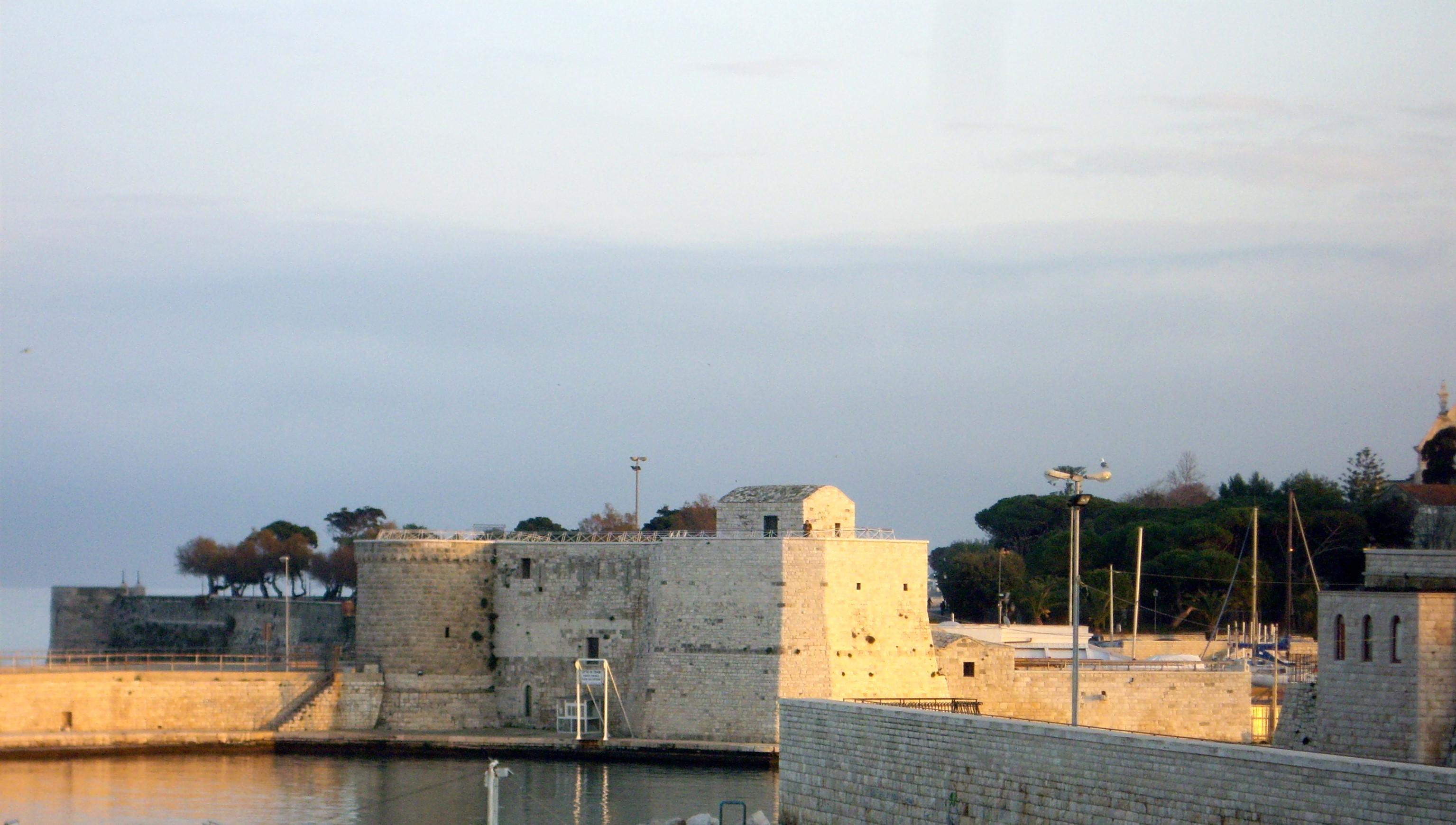
Il fortino visto dalla cattedrale

All'estremità sinistra della villa comunale si accede all'antico fortilizio destinato alla protezione dell'estrema punta orientale del porto: il fortino è un'opera di fortificazione posta a protezione dell'ingresso del porto, sul molo di Sant'Antonio, che prende il nome da un edificio religioso del XII secolo, la chiesa di Sant'Antonio Abate, dal 1478 sconsacrata ed utilizzata come deposito annesso ad un cantiere navale, nel quale il ricco commerciante Simone Caccetta nello stesso 1478 fece costruire una nave di grossa stazza dotata di 160 uomini di equipaggio. Il 20 febbraio 1530 il governatore veneto Giovanni Vetturi in questo luogo ufficializzò la consegna della città al vicario di Carlo V, Fernando de Alarcon. La struttura della chiesa fu poi inglobata definitivamente nel 1541 all'interno della costruzione difensiva preesistente, a seguito della fortificazione voluta dal Viceré Pietro de Toledo per esigenze difensive della rada del porto. La chiesa e il fortino sono stati oggetto di restauro negli anni ottanta.
Dalla sommità del fortino è possibile ammirare tutta l'insenatura su cui si affaccia il borgo antico, distinguendo chiaramente la cattedrale e le caratteristiche absidi della chiesa di Ognissanti. Questo punto panoramico è considerato dai suoi abitanti uno dei posti più belli e suggestivi della città.

#### Torre Barbinelli

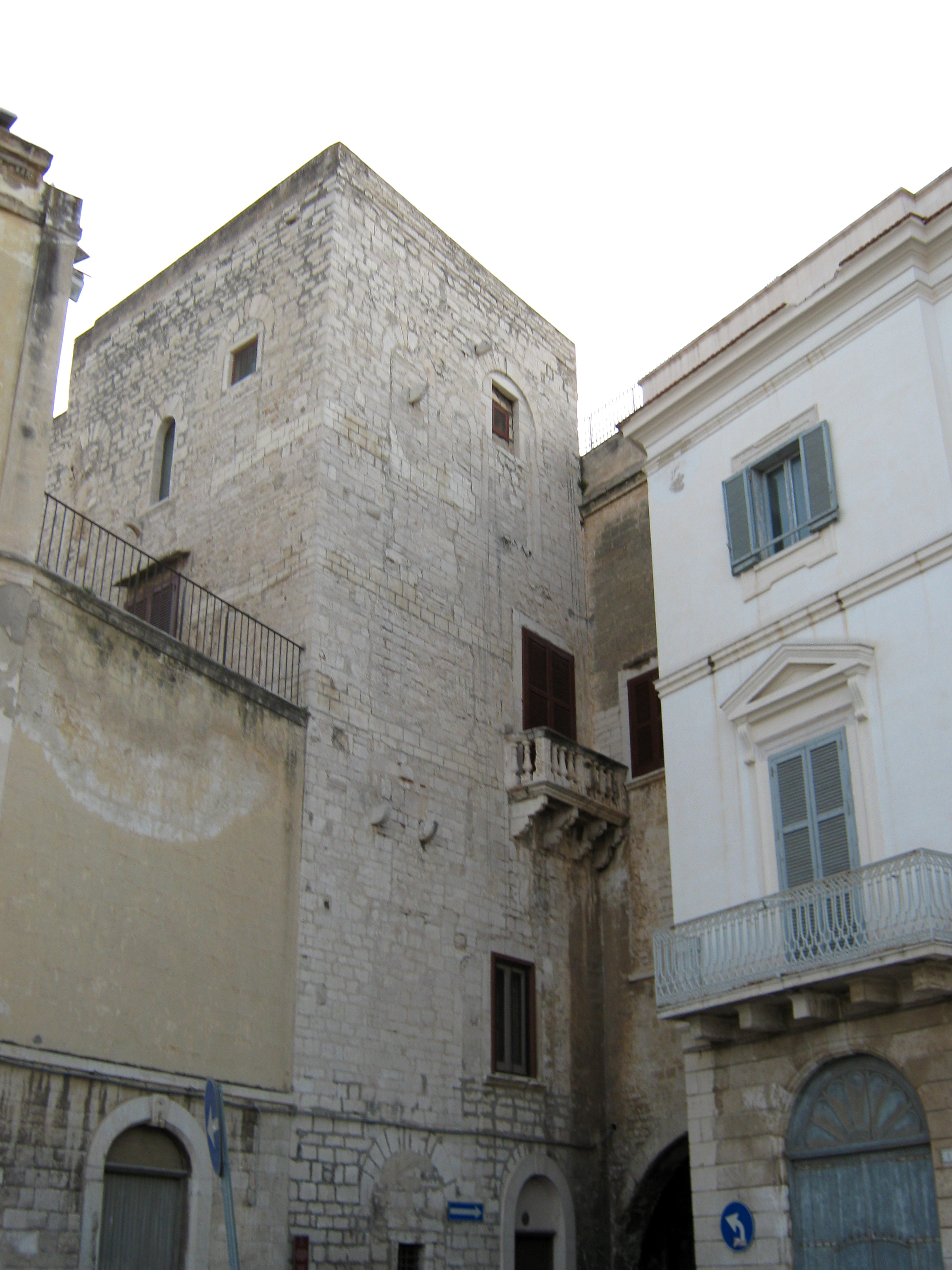
La Torre Barbinelli

Torre fortificata dell'XI secolo situata in piazza Cesare Battisti. Con scopi di avvistamento faceva parte del primo castello regio bizantino-normanno.
Altre torri
- Torre Lamadoro
- Torre Medievale
- Torre Olivieri

#### Porta Antica
Delle 4 porte di accesso dell'antica cinta muraria Longobarda una sola si conserva ancora oggi inglobata nei fabbricati, è porta antica detta anche aurea.
Altre porte
- Porta Vassalla
- Porta Nova
- Porta Vetere (Porta via Barletta)
- Porta via Bisceglie

### Architetture civili

#### Casa de Agnete

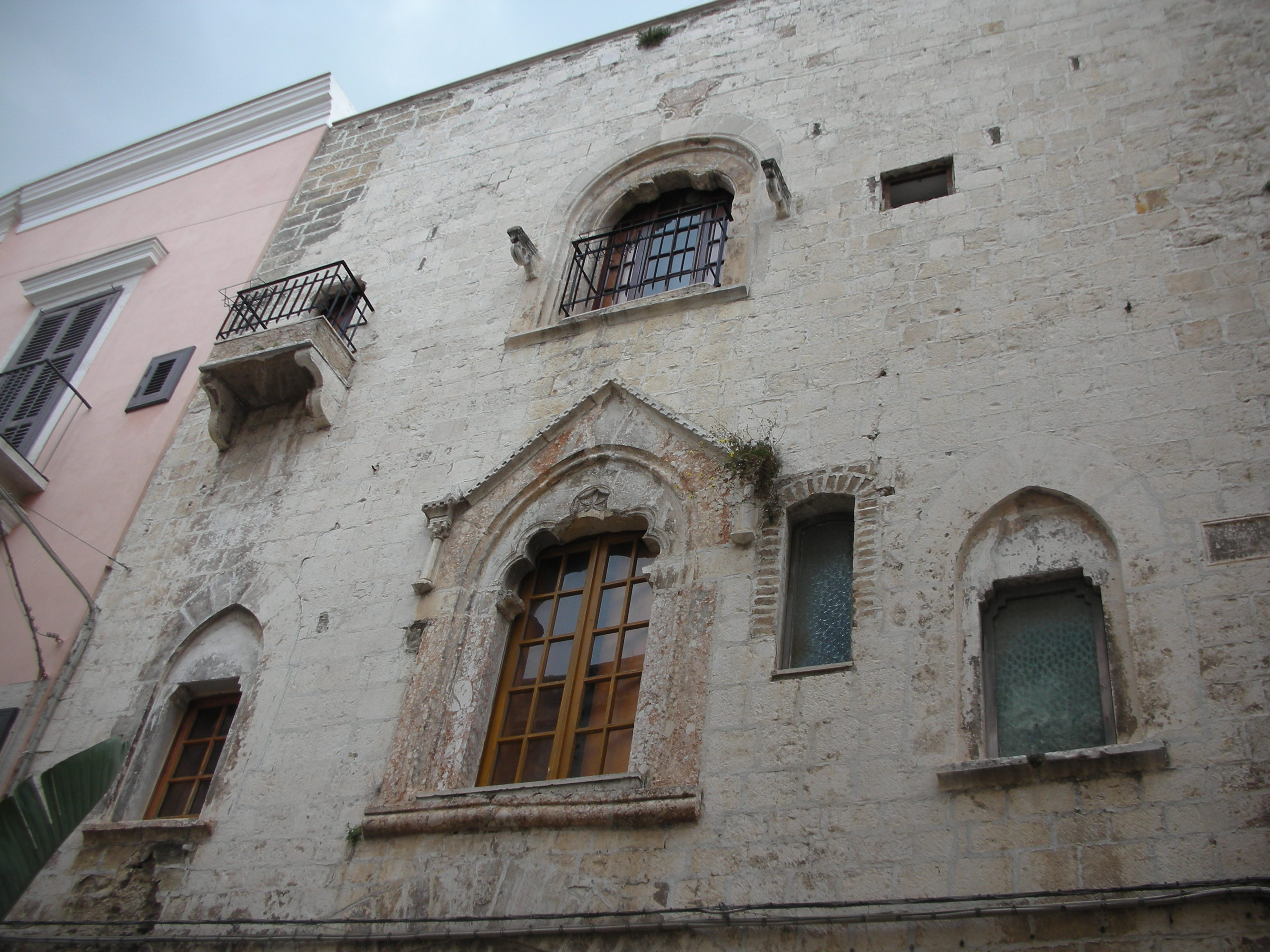
Casa de Agnete

Venne edificata nel 1283 da Nicola Lombardo figlio di Giovanni De Agnete, presenta una facciata medievale quasi integra ricca di dettagli architettonici decorativi. Al piano terra presenta, come altri edifici della stessa via, le tracce di un antico portico. Al primo livello un'elegante finestra, in origine bifora ma oggi mancante della colonna centrale, dal profilo interno lobato, è sormontata da una cornice a estroflessione esterna dalla forma triangolare poggiante su due colonnine, e due finestrine monofore ad arco acuto lateralmente alla grande finestra. Al livello superiore vi è una più grande finestra centrale ad arco acuto ai lati della quale vi sono le mensole poggia tenda.

#### Torre dell'Orologio
La torre medievale è l'edificio più alto del centro storico dopo il campanile della Cattedrale. Venne fatta edificare dal Sindaco Spirito de Piczioni, nel 1473, attigua alla chiesa di San Donato. All'interno della torre, di proprietà del Comune, venne collocato un orologio meccanico, uno dei primi nel Regno di Napoli. La base della torre reca lo stemma originario della città. La torre è stata restaurata nel 1931, mentre l'orologio è stato ripristinato dopo anni di incuria solo nel 1994. Oggi la torre non è accessibile al pubblico.

#### Palazzo Caccetta

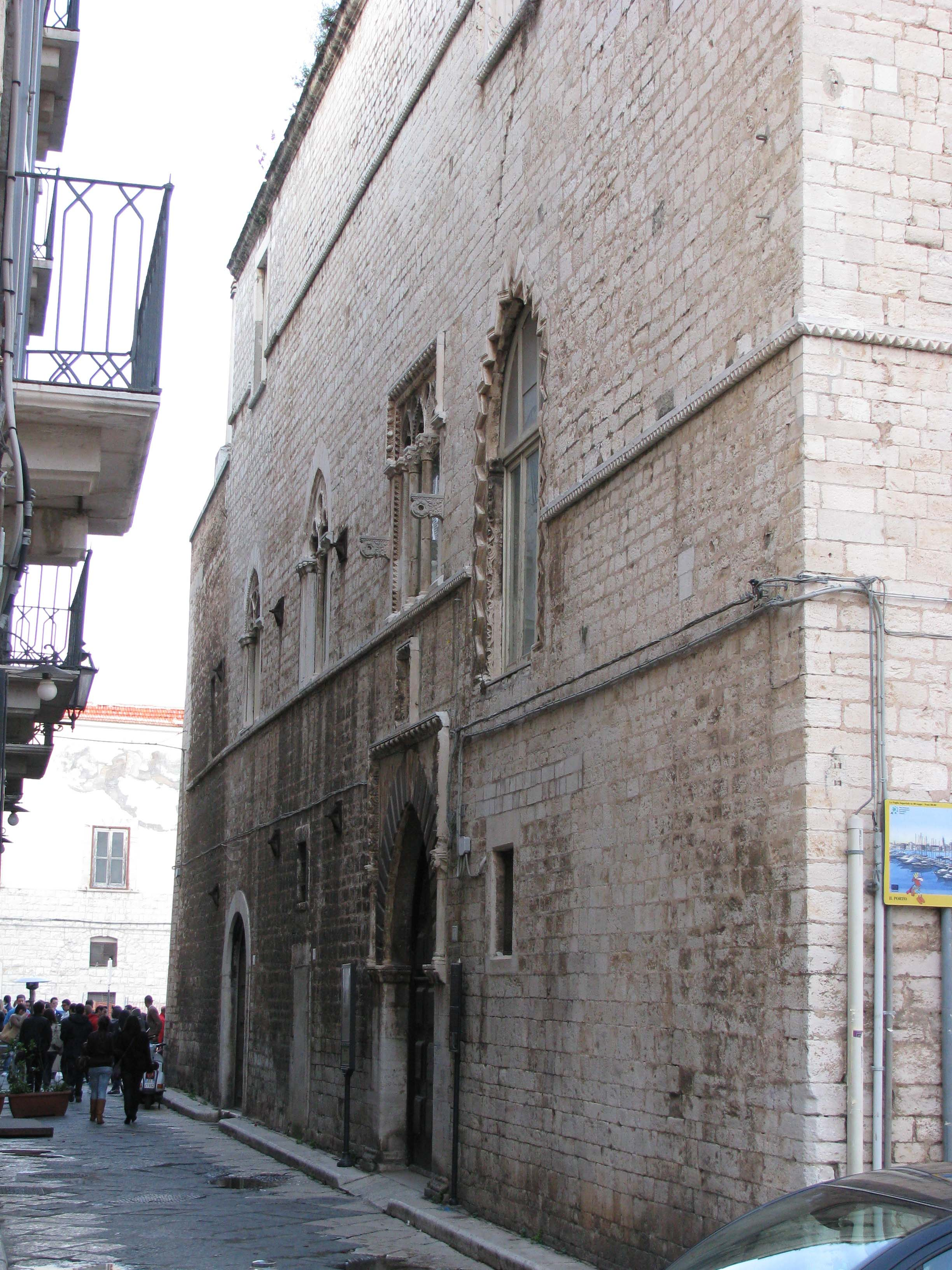
Palazzo Caccetta

Il Palazzo venne fatto edificare dal mercante tranese Simone Caccetta nel 1456. È da ritenersi una delle opere più interessanti dell'architettura del 400 a Trani, data la commistione di generi che caratterizza la facciata, sola parte dell'edificio ad aver conservato le caratteristiche originarie dell'epoca di costruzione del palazzo. La facciata principale è stata realizzata principalmente in stile tardogotico; oltre al portale ad arco ogivale a raggiera sono presenti altri elementi architettonici interessanti, quali le finestre di diverse forme, che vanno dalle bifore alla bellissima trifora in corrispondenza del portale d'ingresso.
Nel 1484 re Ferrante d'Aragona confiscò il palazzo a Simone Caccetta, a causa di un tentativo di rivolta contro l'autorità regia, vendendolo per 1000 ducati all'Università di Trani. Di proprietà del comune, ha ospitato i governatori veneti fino al 1509, diventò convento dei monaci Teresiniani nel 1642 e Seminario nel settecento.
La tradizione vuole che da questo palazzo la notte del 13 febbraio 1503 partì la notizia per tutt'Italia della vittoria dei 13 cavalieri italiani capeggiati da Ettore Fieramosca sui francesi nella Disfida di Barletta.

#### Palazzo Antonacci Telesio

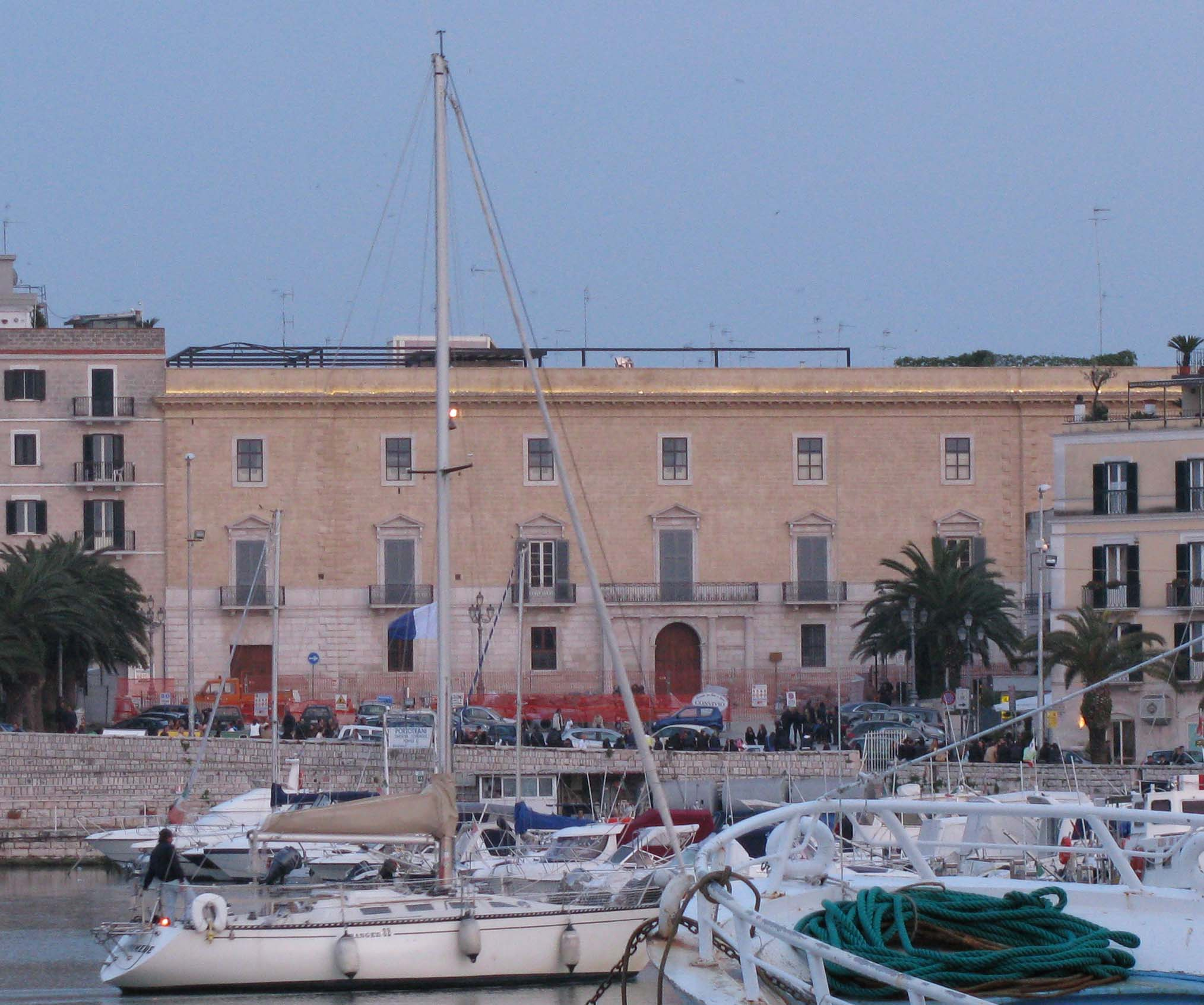
Vista di Palazzo Telesio dal porto (dopo la ristrutturazione del 2009)

Dopo l'incendio delle case degli Antonacci nel 1799, il palazzo fu edificato in quel sito nei primi anni dell'Ottocento dalla famiglia Antonacci (lo stemma di famiglia posto nell'androne che indica la data del 1761 fu prelevato dall'androne dell'attiguo palazzetto a via San Giorgio 15, pure di proprietà degli Antonacci, e posto nell'androne di Palazzo Telesio-Antonacci nel 1960 dal Duca Vincenzo Telesio e, perciò, non si riferisce alla data di costruzione del palazzo) e passò poi per successione alla famiglia Telesio, insignita del titolo di duca di Toritto, che tuttora lo abita. Con la facciata principale rivolta verso il porto sulla odierna Piazza Quercia, ha subito un ampliamento sul lato est, dopo la demolizione delle mura federiciane, nel 1845 ad opera dell'architetto Luigi Castellucci di Bitonto, il quale pure adeguò la facciata su piazza Quercia allo stile neoclassico. Il palazzo ospita all'interno il Museo delle Carrozze: una raccolta di 33 carrozze ottocentesche, appartenenti per lo più alla famiglia Telesio, oltre a finimenti e divise da cocchiere. L'importanza di questa raccolta sta nell'illustrare l'abilità artigianale dell'epoca e nel far rivivere la storia di un'intera classe sociale e di tutti coloro che per essa operavano.
Palazzo Torres

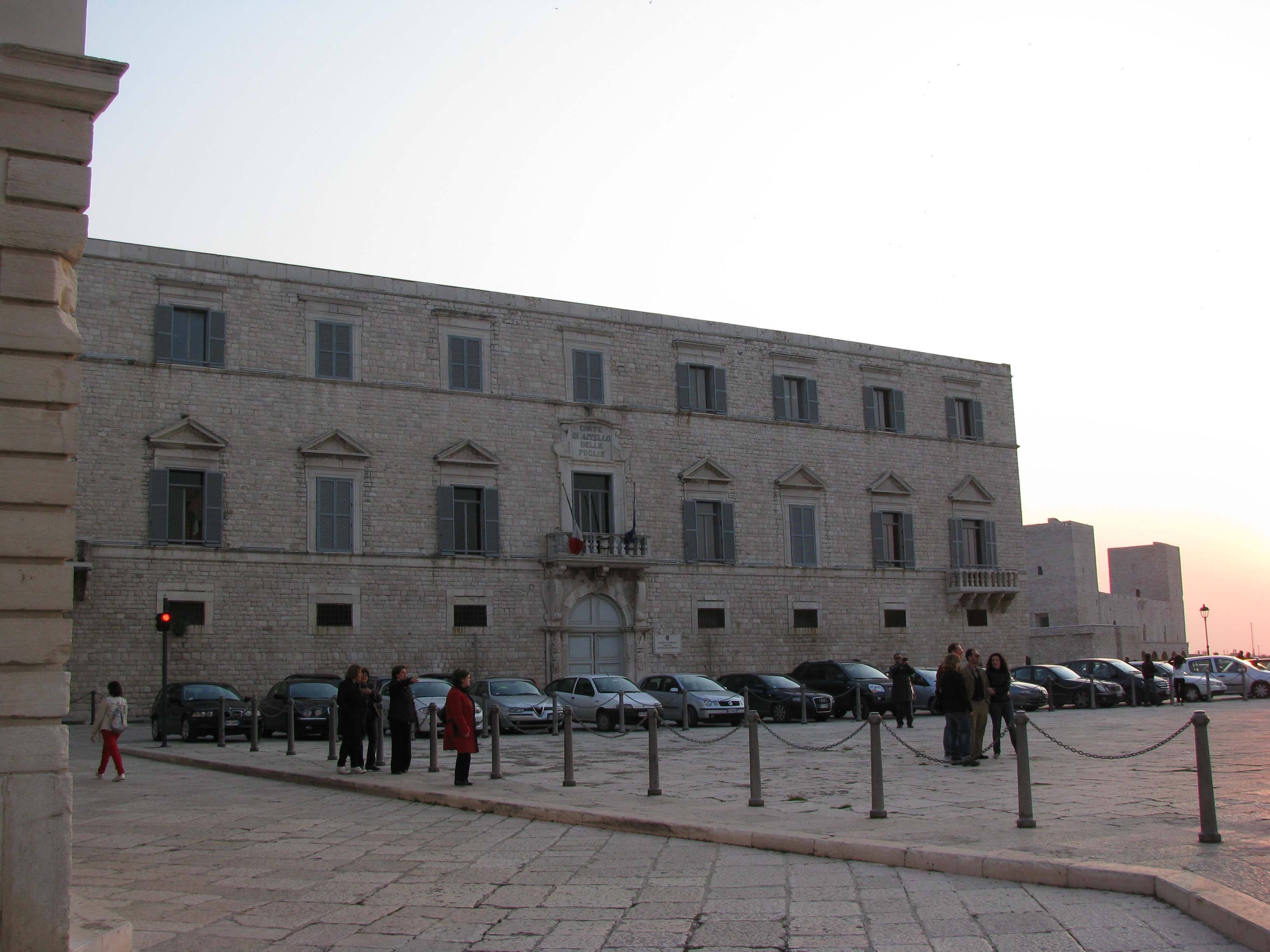
Palazzo Torres, sede centrale del Tribunale di Trani, già sede della Corte d'Appello delle Puglie

Fu costruito nella piazza antistante la Cattedrale romanica, nella prima metà del XVI secolo, da Martino Torres, membro di una famiglia tranese di origine spagnola. Il prospetto è interamente realizzato in pietra e i piani sono scanditi da cornici marcadavanzale; gli elementi presenti in facciata, il portale, le finestre a timpano e i tre balconi rendono una sobria eleganza all'insieme. Dal 1811 il Governo ricevette in concessione dal Comune l'uso del Palazzo per l'amministrazione della giustizia, ospitando il massimo organo giudiziario della Terra di Bari e dal 1861 al 1923 la Corte d'Appello delle Puglie. Oggi è la sede centrale del Tribunale di Trani.

#### Altri palazzi nobiliari della città
- Palazzo Beltrani
- Palazzo Bianchi
- Palazzo Bonismiro
- Palazzo Broquier già Lepore Campitelli
- Palazzo De Angelis
- Palazzo De Angelis-Ventricelli
- Palazzo Discanno
- Palazzo Campione
- Palazzo Candido
- Palazzo Carcano
- Palazzo Covelli già Forges Davanzati
- Palazzo Fabiano già Filangeri
- Palazzo Filisio
- Palazzo Gadaleta
- Palazzo Gattola-Mondelli
- Palazzo Lambert già Palagano
- Palazzo Morola
- Palazzo Moselli-Maggiolla
- Palazzo Palumbo-Quercia
- Palazzo Petta già Lopez
- Palazzo Rogadeo oggi Palazzo Arcivescovile
- Palazzo Sarlo
- Palazzo Sifola
- Palazzo Sorìa
- Palazzo Trombetta
- Palazzo Torres
- Palazzo Valenzano - Sede della Sezione di Archivio di Stato di Trani
- Palazzo Vischi

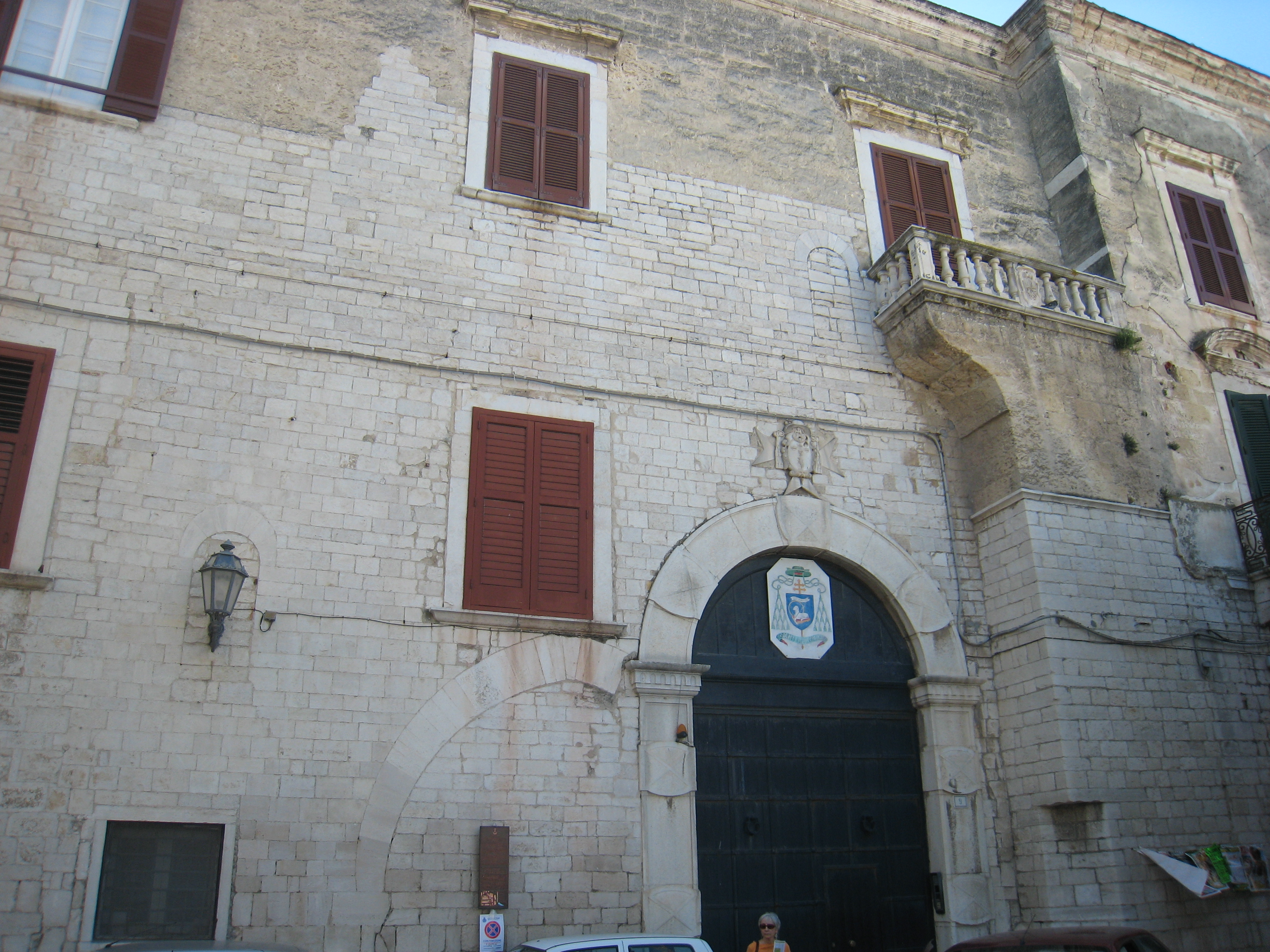
Palazzo Rogadeo, oggi Palazzo Arcivescovile
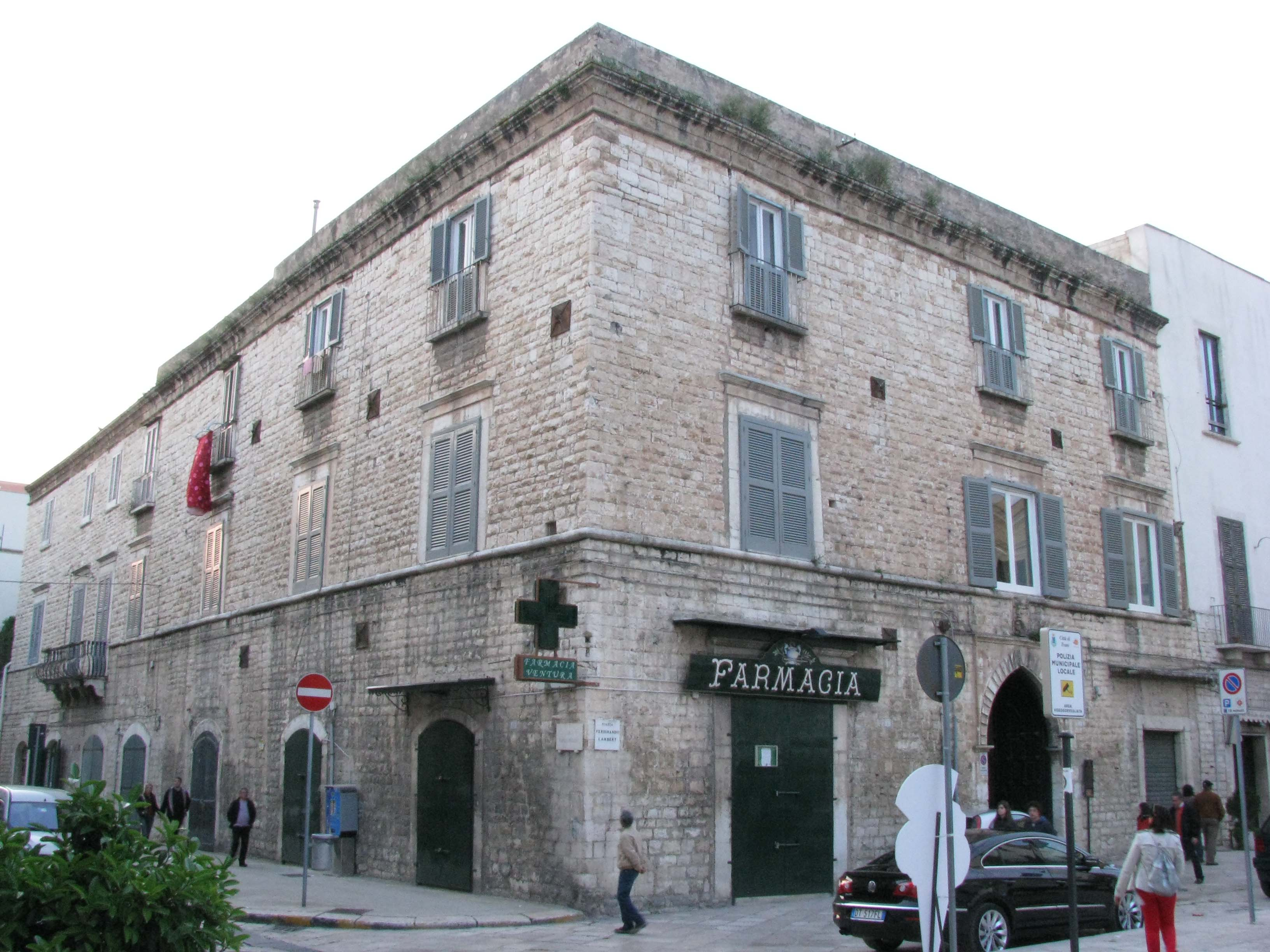
Palazzo Lambert
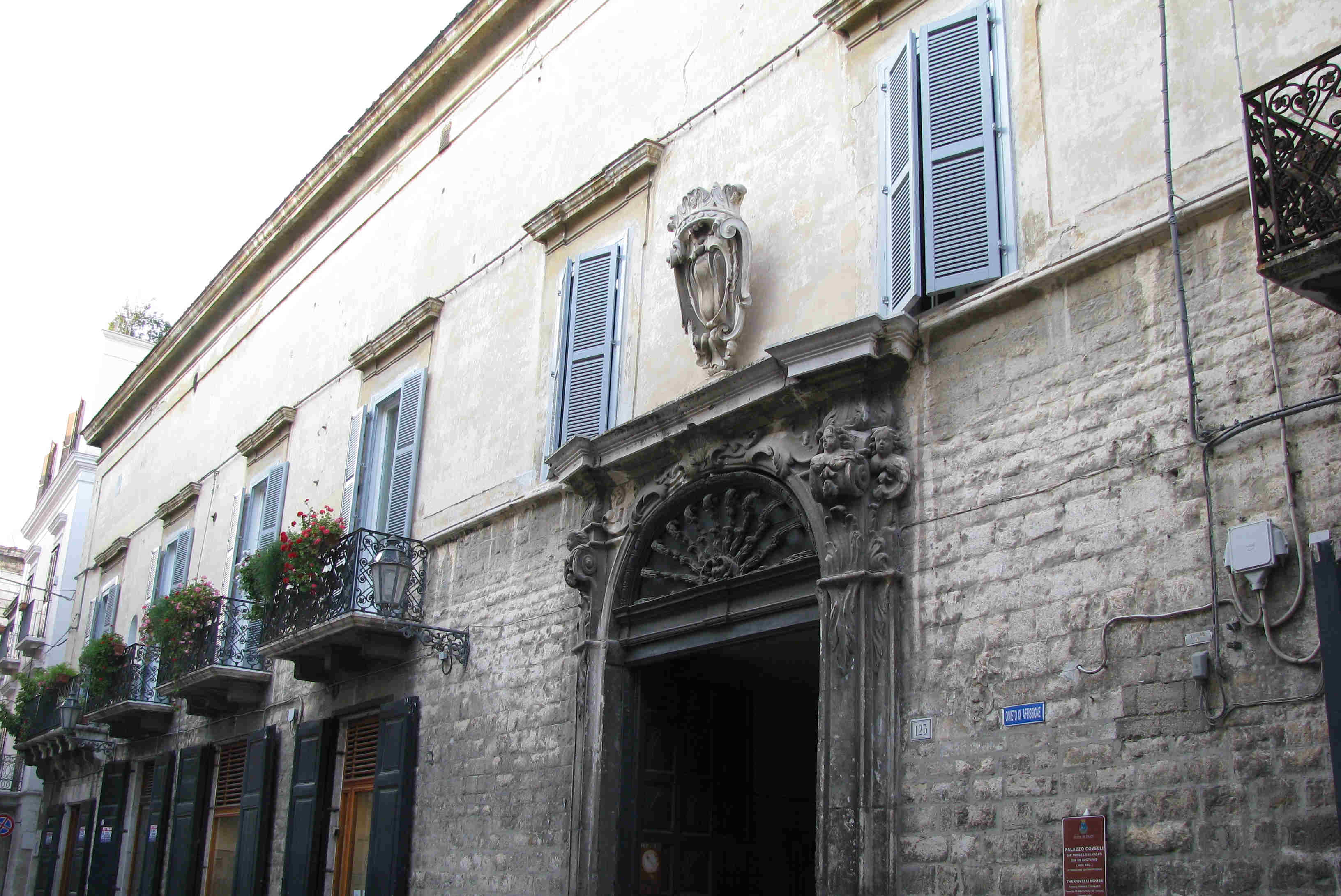
Palazzo Covelli
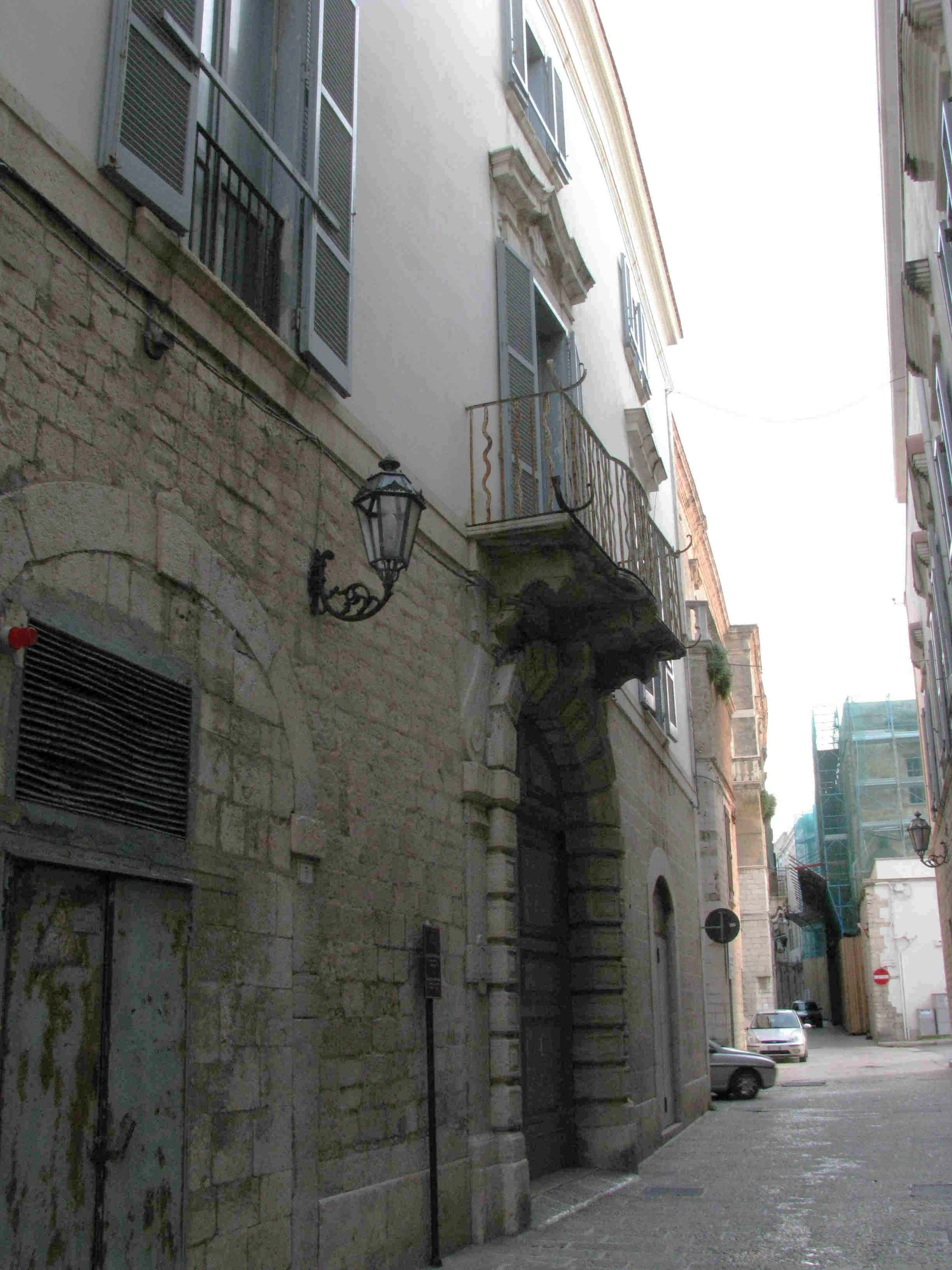
Palazzo Candido
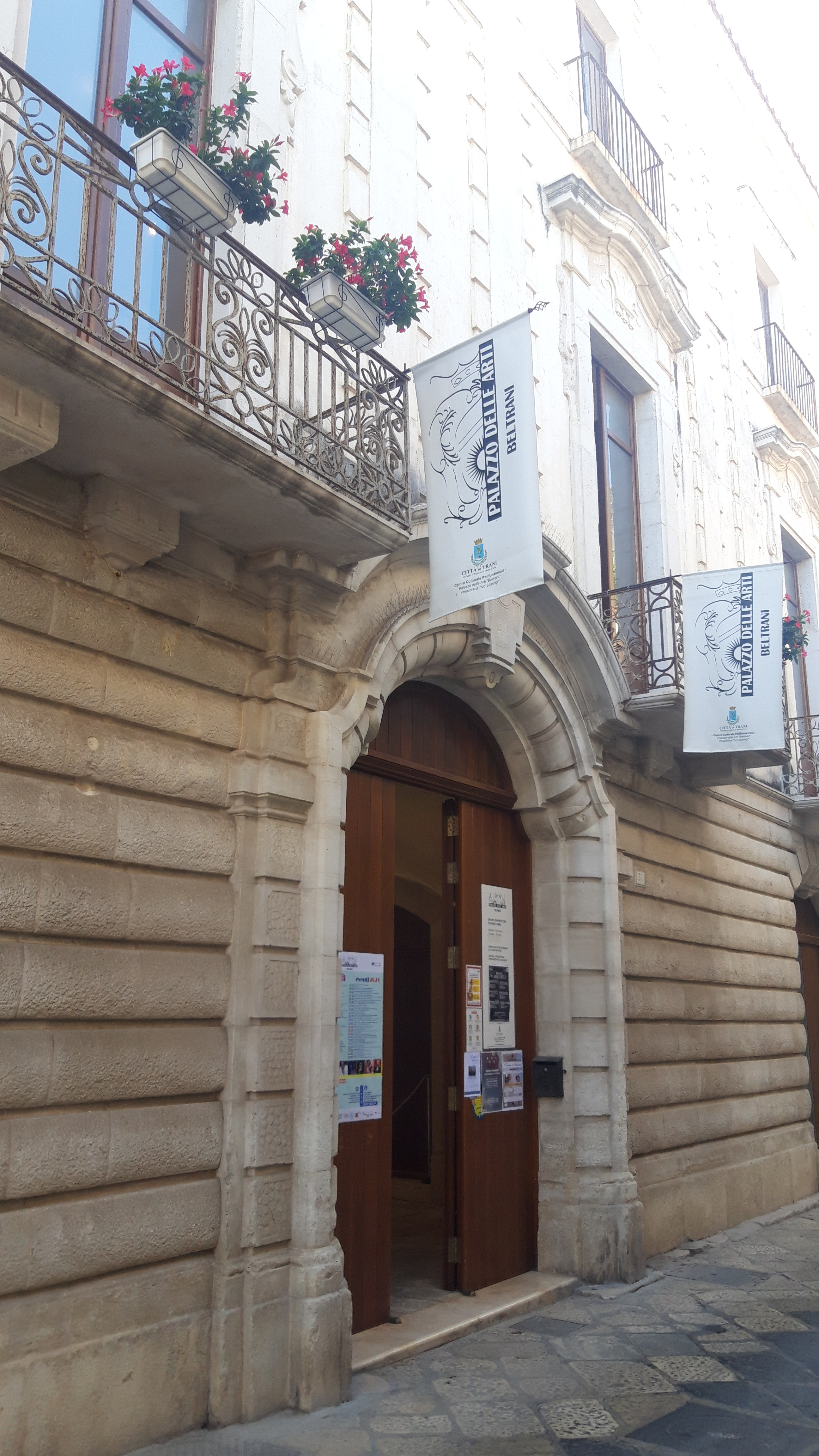
Palazzo Beltrani
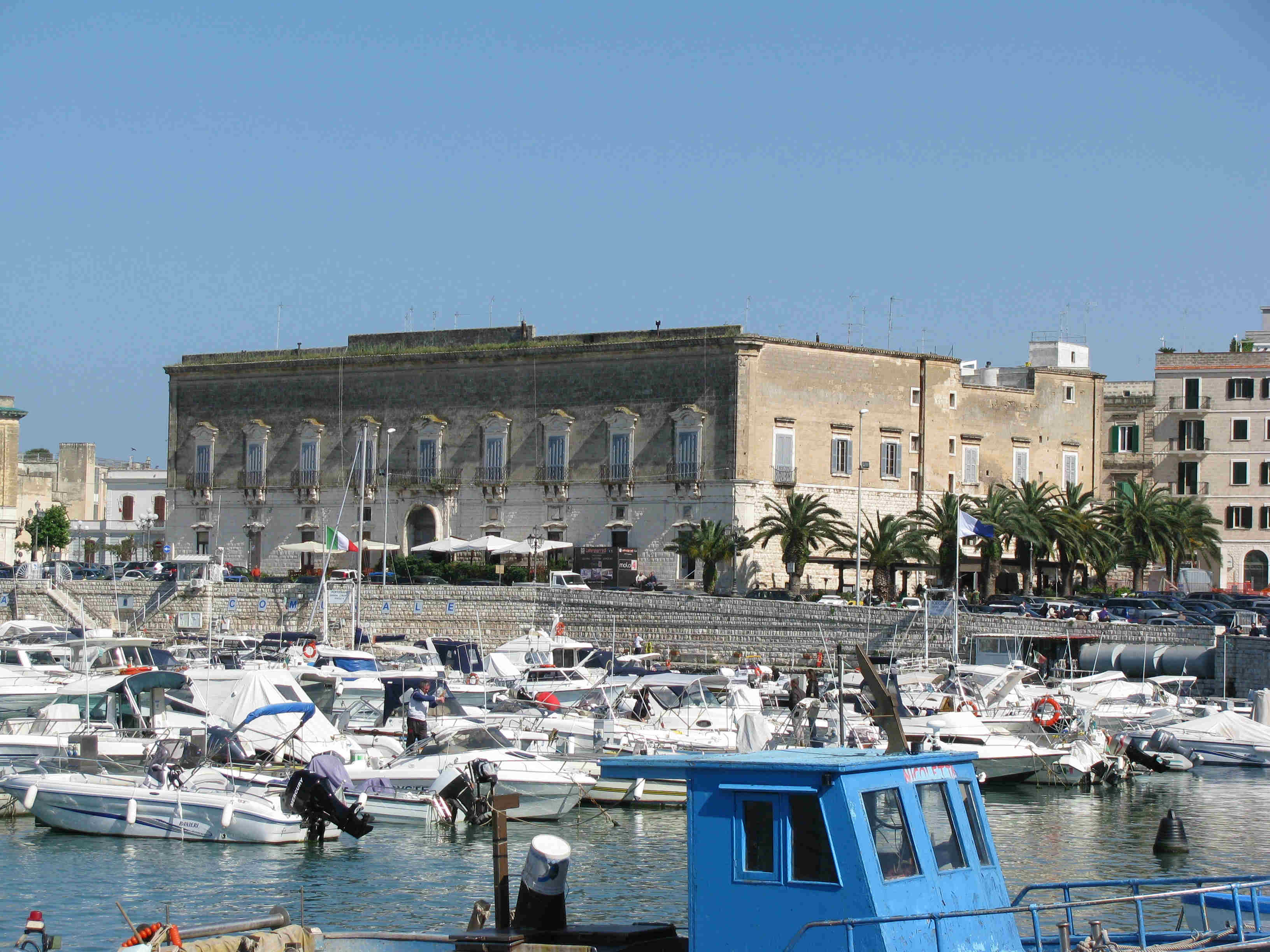
Palazzo Quercia
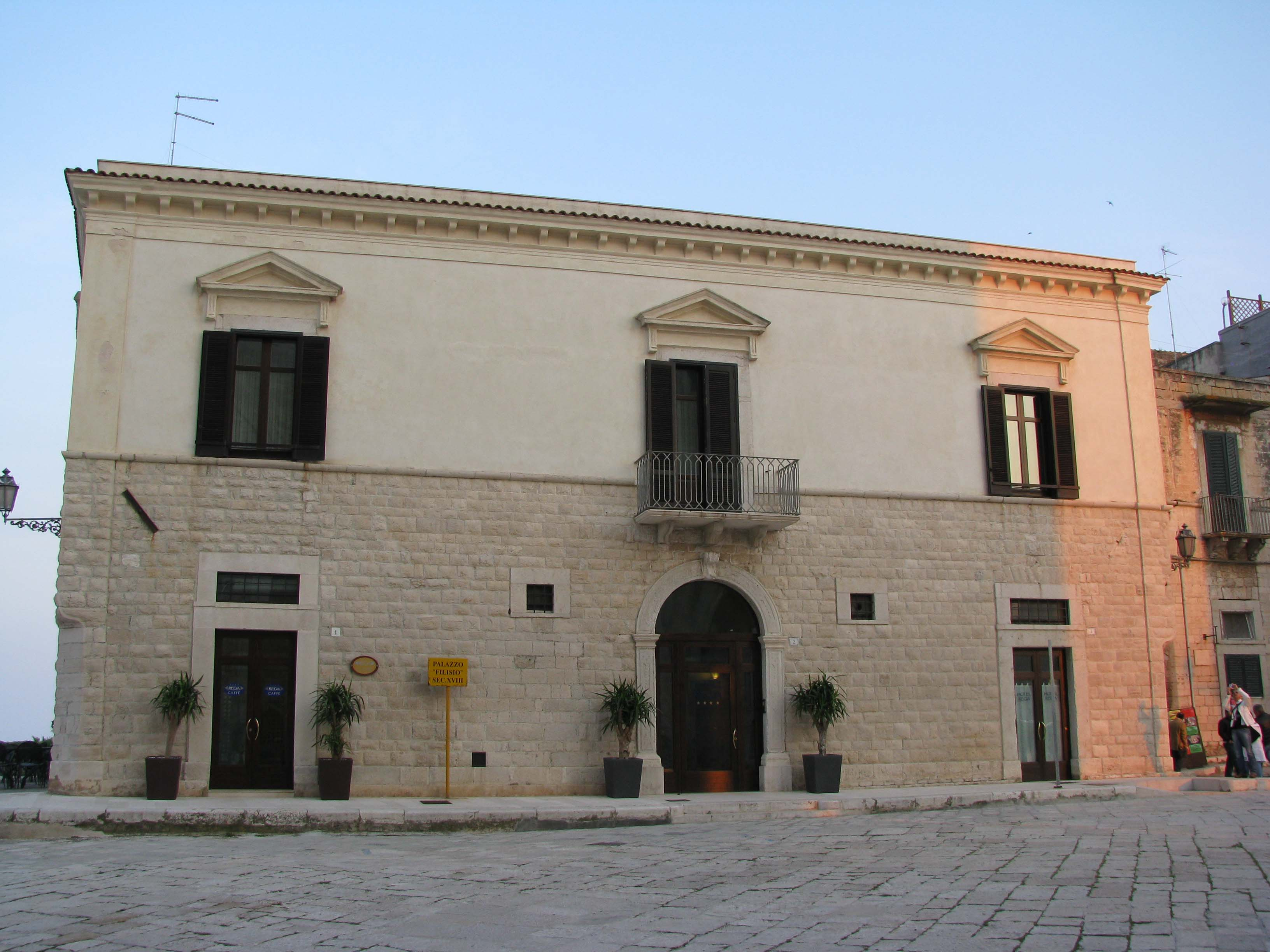
Palazzo Filisio

### Parchi e giardini

#### Villa comunale

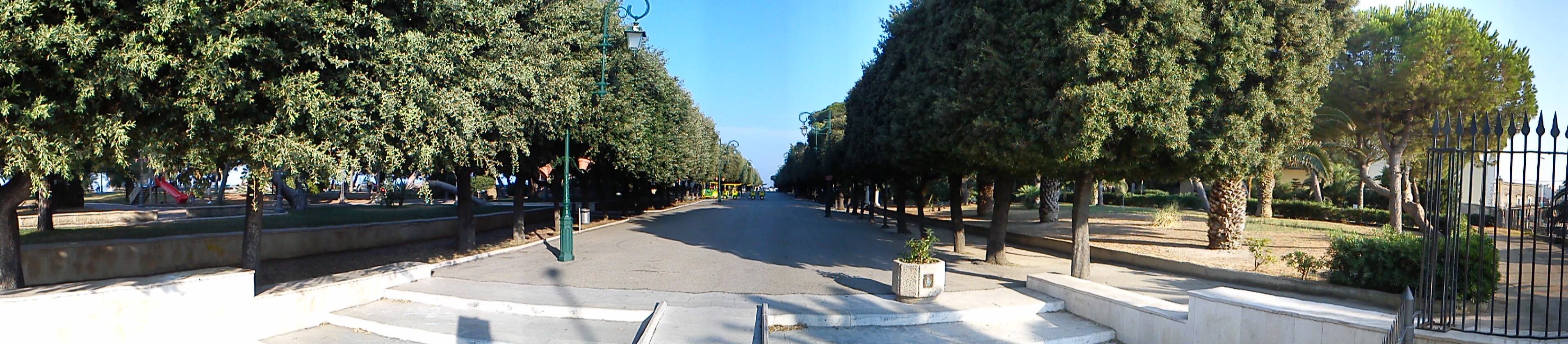
Il viale principale della Villa Comunale, nella direzione del Monastero di Colonna

È il giardino pubblico più grande della città. Si estende su un terrazzamento a picco sul mare, cinto dai bastioni delle antiche fortificazioni della città, circondato su tre lati dal mare. La posizione della villa offre, sul lato sud, una splendida vista panoramica del lungomare fino al monastero di Santa Maria di Colonna, mentre dal lato nord si accede al Fortino di Sant'Antonio, da cui si può godere della vista dell'intera insenatura del porto e della cattedrale.

La villa venne inaugurata nel 1824 e successivamente ampliata grazie alla bonifica dei terreni immediatamente a sud, sulla costa, nella zona denominata per l'appunto "Canneto" a causa dell'insalubrità dei luoghi. Fu annoverata tra i giardini pubblici più belli dell'Italia meridionale nell'edizione del 1937 dell'Enciclopedia Treccani.

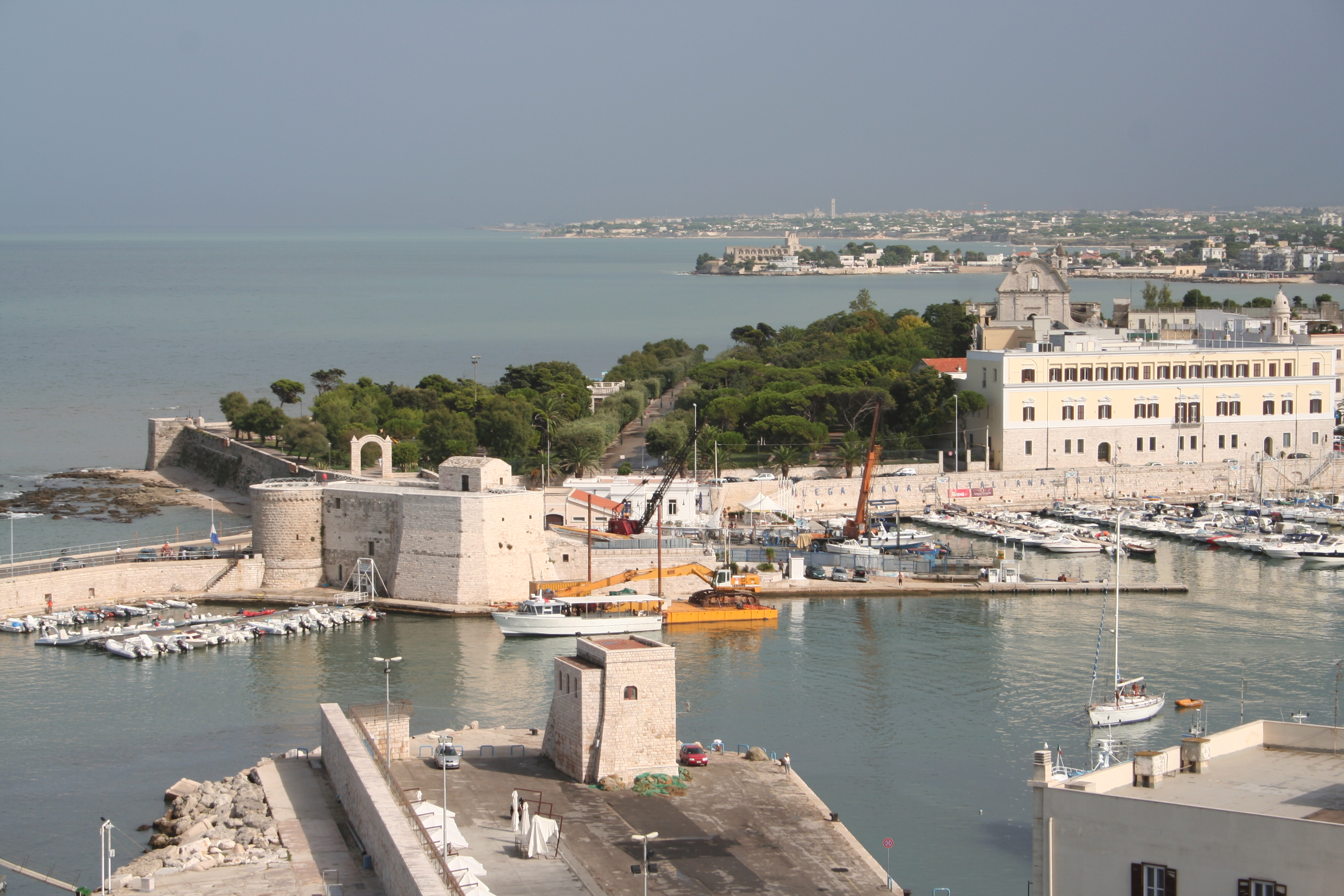
Villa comunale e fortino

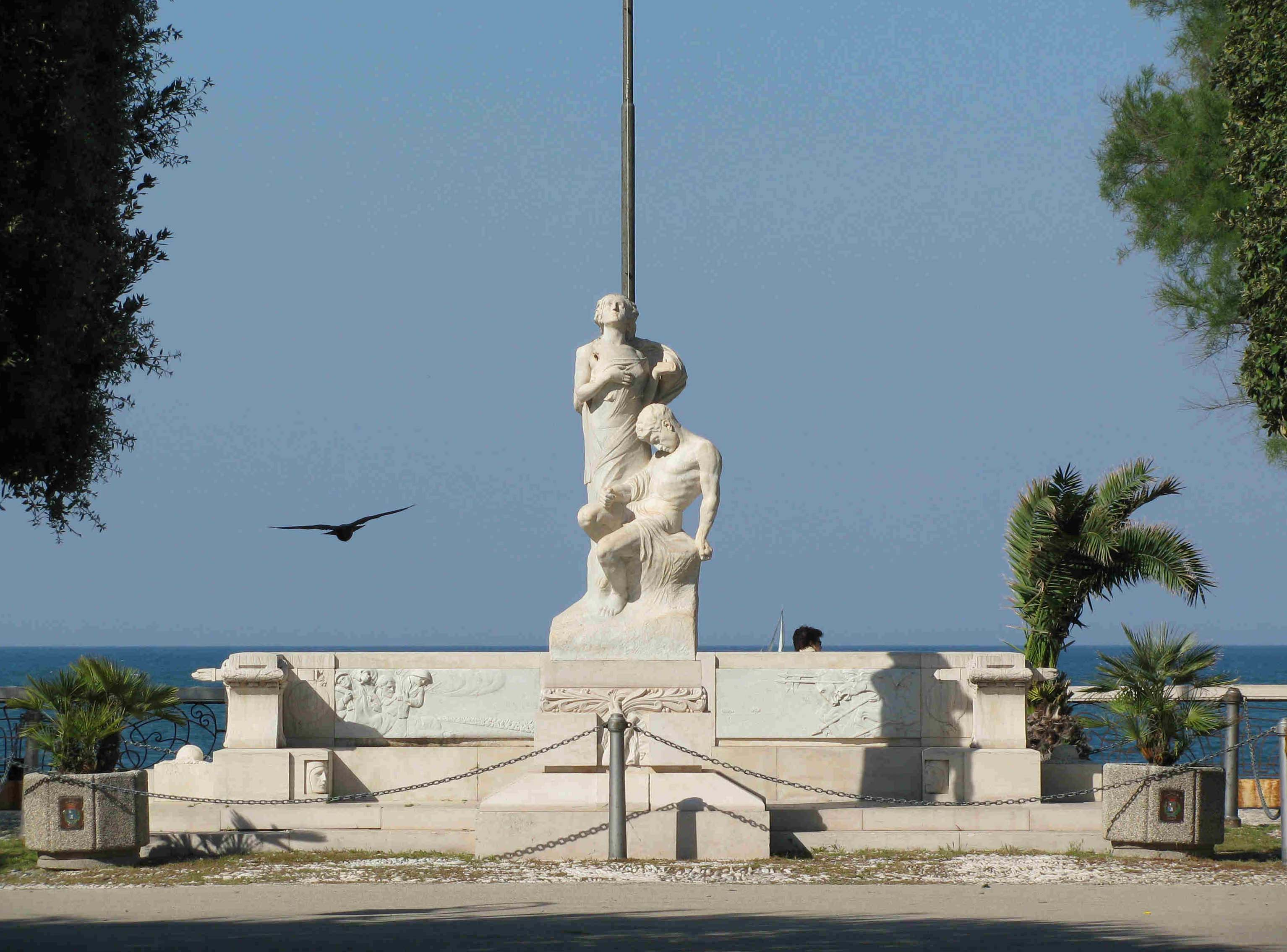
Il Monumento ai Caduti, opera dello scultore Antonio Bassi

L'area è piantumata a palme, lecci, querce e pini, ed è abbellita da aiuole, fontanelle e giochi per bambini. Nella parte sud, all'interno di una galleria che scende al livello delle antiche mura, è presente un acquario contenente diciotto vasche valorizzate con pietra di Trani che ospitano circa cinquecento pesci di molte specie provenienti da diversi laghi e fiumi del mondo e piante acquatiche ornamentali.
Il viale centrale corre quasi interamente parallelo alla linea della costa ed è lungo 350 metri; sul viale, collocato di fronte all'ingresso principale, si trova il monumento ai caduti, scolpito nel 1923 dal tranese Antonio Bassi. Percorrendo il viale si incontra uno chalet del XIX secolo, sede di mostre e iniziative culturali a cura di artisti locali, e la cassa armonica, realizzata nel 1888 e recentemente restaurata e resa nuovamente funzionale; nei viali di destra sono raccolte sei colonne miliari dell'antica via Traiana, provenienti dal tratto Ruvo-Canosa.

## Società

### Evoluzione demografica
Abitanti censiti

### Etnie e minoranze straniere
Gli stranieri residenti a Trani al 31 dicembre 2023 erano 1804, pari al 3,28% della popolazione. Di seguito sono riportati i gruppi più consistenti:
- Albania 567
- Marocco 312
- Romania 192
- Cina 169
- Algeria 65

### Religione
Trani è la sede arcivescovile dell'omonima arcidiocesi suffraganea dell'arcidiocesi di Bari-Bitonto e appartenente alla regione ecclesiastica Puglia. La diocesi è stata costituita nel VI secolo e nel 2004 contava 274.060 battezzati su 286 560 abitanti: attualmente è retta dall'arcivescovo Leonardo D'Ascenzo. L'arcidiocesi, oltre alle tre città titolari, annovera anche i centri di Corato, Margherita di Savoia, San Ferdinando di Puglia e Trinitapoli.
La città di Trani venera il suo santo patrono San Nicola Pellegrino, un giovane predicatore greco morto a Trani nel 1094, e il crocifisso di Colonna, un antico crocifisso che rubato dal monastero di santa Maria di Colonna nel 1480 durante un'incursione saracena, venne mutilato del naso e miracolosamente prese a sanguinare.
In città vi sono diverse confraternite, se ne contano quindici (di cui tre arciconfraternite). Ognuna di queste festeggia un proprio santo, da cui prendono l'obbligo religioso, i riti e gli oneri dei festeggiamenti, come le processioni per le vie cittadine. Anticamente potevano nascere come organizzazioni laiche con lo scopo di promuovere opere di carità e di assistenza, in specie ospedaliera e per assicurare ai confratelli il rito funerario e la tumulazione presso le cripte delle chiese dove erano stabilite le confraternite. La più antica è quella di San Vito martire, già di Santa Maria de' Bianchi, la cui presenza è attestata dal 1466.
Si registra dal 2004 il ritorno della comunità ebraica, attiva fin dal Medioevo, che attualmente esercita presso la Sinagoga Scolanova; è presente inoltre una comunità ortodossa rumena che esercita presso l'antica chiesa di San Martino, consegnata al nuovo culto nel 2008.

### Tradizioni e folclore

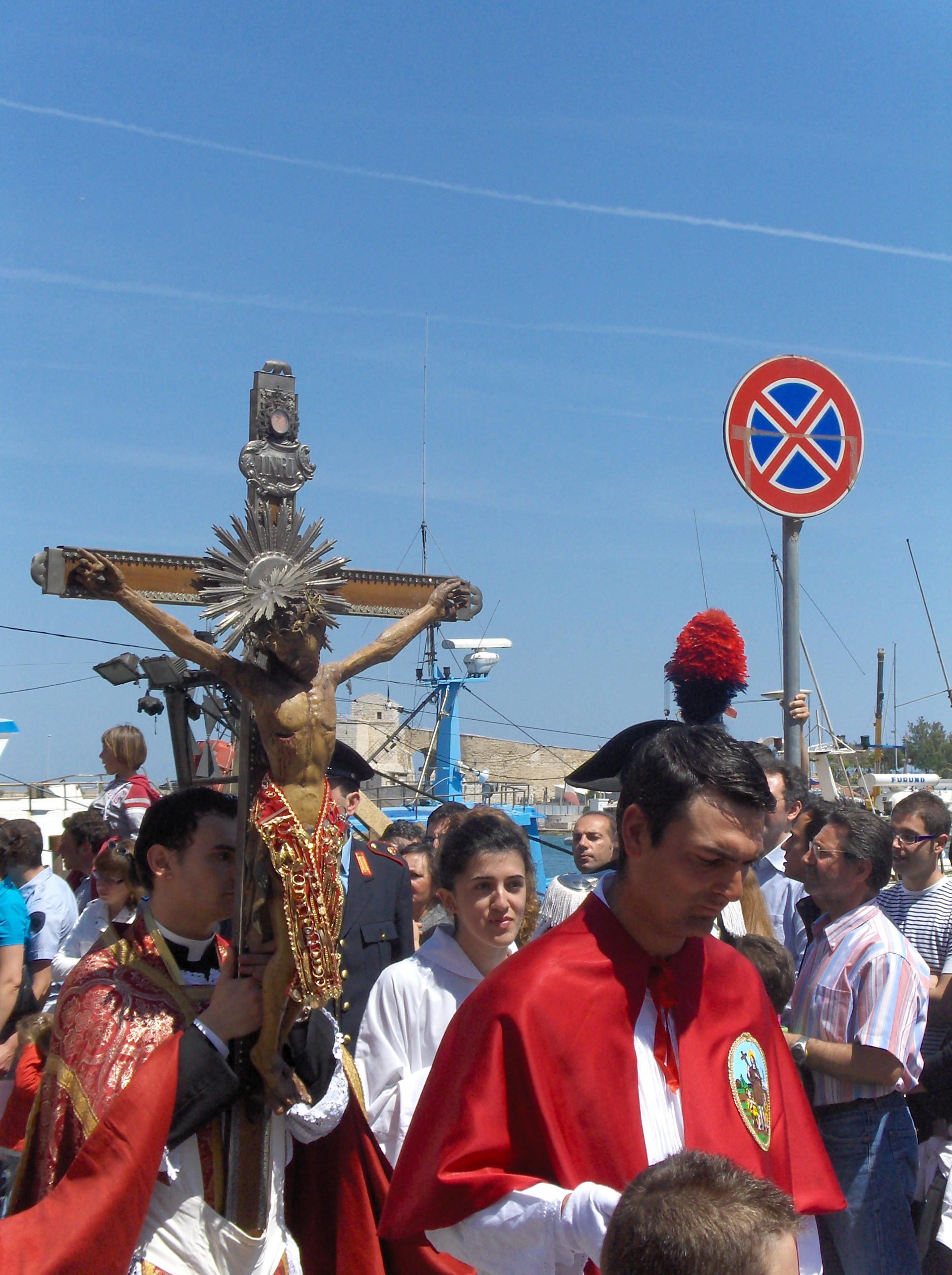
Processione della Croce di Colonna

#### Settimana santa

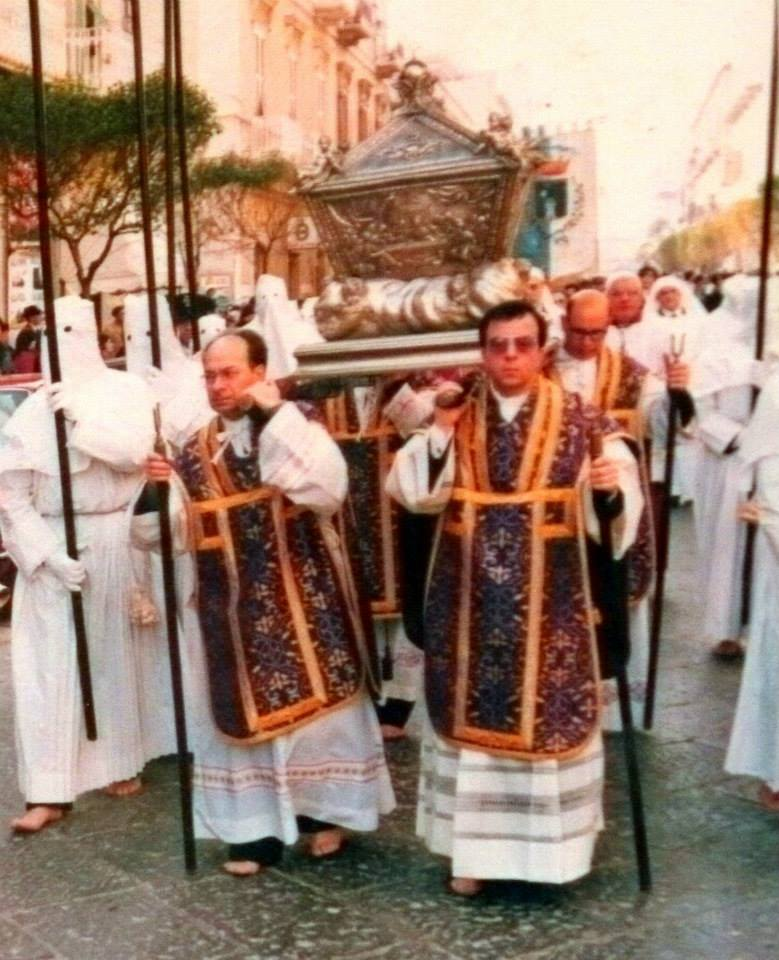
Processione Eucaristico-Penitenziale-Riparatoria (21 aprile 1984, Sabato Santo) in ricordo del Miracolo eucaristico di Trani.

Un periodo particolare e suggestivo della tradizione tranese è la settimana santa, pertanto citiamo gli Altari della Reposizione (erroneamente chiamati Sepolcri per l'immediata successione degli eventi) del Giovedì santo, ossia la solenne esposizione dell'Ostia consacrata, pratica liturgica comune alla cattolicità. A Trani le varie parrocchie cittadine assieme alla cattedrale e alle sole rettorie sedi di associazioni religiose, coadiuvate dalle rispettive confraternite, si impegnano ogni anno preparando degli Altari della Reposizione suggestivi che portano i cittadini tranesi a riversarsi nelle vie dalla sera del Giovedì santo sino alla mattina del Venerdì santo e a recarsi di chiesa in chiesa. La tradizione vuole che bisogna visitarne almeno sette.
Una delle tradizioni più suggestive che la città vanti è la processione dell'Addolorata organizzata dall'Arciconfraternita dell'Addolorata che si svolge nelle primissime ore del mattino (dalle ore tre) del Venerdì santo. La processione percorre quasi tutte le vie della città, visitando dieci dei quattordici Sepolcri delle chiese cittadine seguita da una numerosa folla di devoti e non. L'uscita della Madonna di notte, come chiamano semplicemente i Tranesi, è fissata alle tre del mattino dalla chiesa di Santa Teresa, che è la stessa dove si venera la statua che viene portata in processione.
Un'altra processione della settimana santa è la Processione dei Misteri che si svolge alle ore 20.30 del Venerdì santo, una processione di ben quattordici immagini sacre che parte dalla cattedrale e si snoda per le vie più antiche di Trani alla quale partecipano tutte le confraternite cittadine ed è organizzata dalla Arciconfraternita del SS. Sacramento (o dei Bianchi). Questa processione è nata per ricordare un miracolo eucaristico avvenuto in città nell'XI secolo, infatti il gonfalone nero che apre il corteo presenta la scritta SPQR che indica la presenza dell'Impero romano d'Oriente durante questo miracolo. Fino al 1986 la processione veniva chiusa da quattro sacerdoti che, a piedi scalzi, portavano a spalla un'urna in argento contenente il Santissimo Sacramento; questo avveniva, tradizionalmente, in segno di riparazione al miracolo. Attualmente, invece, viene portata una reliquia di un pezzo della Sacra Croce.
Questa processione ha spesso cambiato giorno infatti dal Giovedì santo si è passati al Venerdì, in seguito al Sabato (per l'aliturgicità del giorno) per poi ritornare al Venerdì santo, con un passo lento (fino al 2006 la processione si è avviata alle ore 17.00).

#### Festa patronale della Croce di Colonna
Il 3 maggio si festeggia il SS. Crocifisso di Colonna che ha origini antichissime in cui storia e leggenda si confondono. Si narra difatti che il 3 maggio del 1480 fu rubato dalla chiesa di Santa Maria di Colonna dai pirati un Crocifisso ligneo cui fu mutilato il naso del Cristo che prese a sanguinare e venne gettato in mare; così da quel lontano anno l'evento è ricordato ancora. La festa del SS. Crocifisso dà vita ad una processione di barche che partendo dalla penisola di Colonna con il Crocifisso a bordo di uno dei pescherecci della locale marineria, si porta sino al porto dove è impartita la benedizione solenne alle acque tra fuochi pirotecnici e suono di campane, dopo di che la Sacra Immagine viene sbarcata sulla terraferma ed è effettuata la solenne processione con suon di banda musicale. La processione che tradizionalmente percorre tutto il porto, percorre le principali vie di Trani sino ad arrivare in una delle parrocchie della città ove il SS. Crocifisso di Colonna rimane alla venerazione dei fedeli per circa cinque giorni. La festa si conclude con la via Lucis, partendo dalla parrocchia ove il SS. Crocifisso è rimasto esposto, sino al Santuario di Colonna; fino agli anni '50 i festeggiamenti in onore del SS.Crocifisso seguivano un cerimoniale diverso da quello attuale: dopo esser arrivato in porto, il SS. Crocifisso lo percorreva per intero senza effettuare alcuna "sosta" in una delle parrocchie cittadine e tornando direttamente al Santuario di Colonna.

#### Festa patronale di san Nicola il Pellegrino

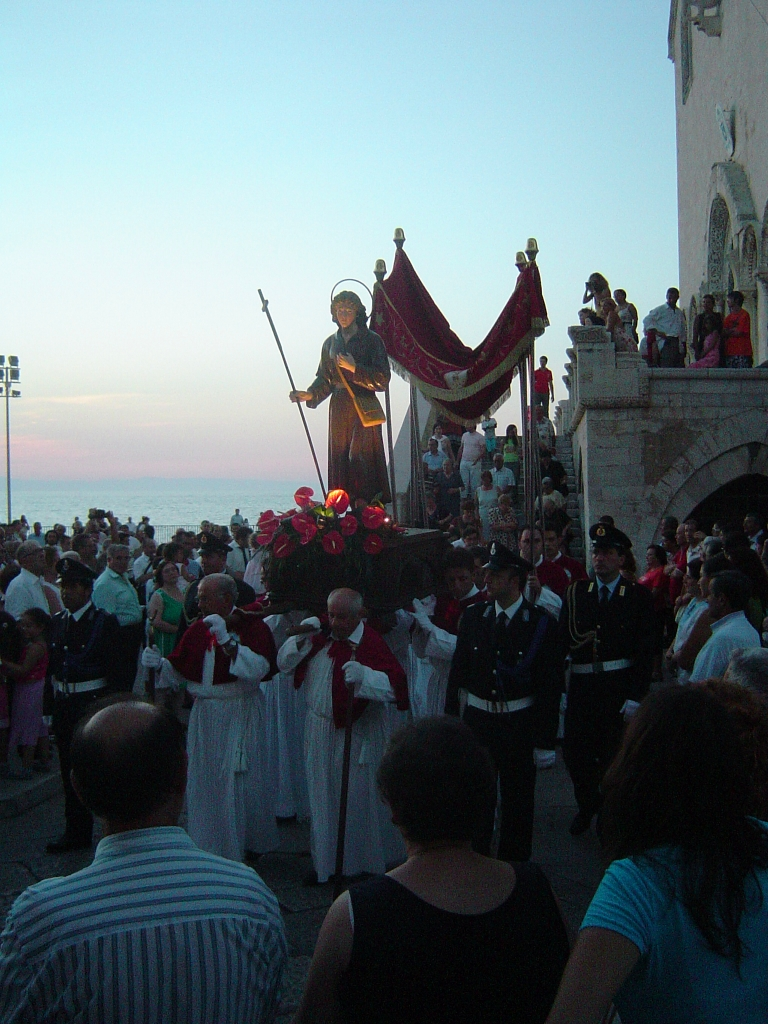
Processione del Santo Patrono Nicola Pellegrino. Particolare dell'uscita della processione dalla Cattedrale di Trani.

La festa patronale in onore di san Nicola il Pellegrino è organizzata dal Comitato Feste Patronali ed è molto sentita dalla devozione tranese. Le celebrazioni si svolgono nell'arco di tre giorni, tra il sabato e il lunedì della prima settimana di agosto. La festa per il Santo attira un grande numero di visitatori dalle zone limitrofe oltre ai turisti, anche stranieri.
Oltre alle solenni processioni e alle iniziative culturali e religiose, vengono organizzate gare e spettacoli pirotecnici, giri bandistici per le vie della città e concerti. Il momento principale della festa è la prima domenica di agosto, quando vengono portate in processione per le vie della città il busto d'argento e le reliquie del Santo, con la partecipazione delle massime autorità ecclesiastiche (Capitolo Cattedrale e clero tutto), civili e militari e tutte le arciconfraternite e confraternite della città.

## Cultura

### Istruzione

#### Biblioteche
- Biblioteca comunale Giovanni Bovio;
- Biblioteca diocesana.

#### Scuole
- Scuole Secondarie di I grado: 3 scuole
- Scuole Secondarie di II grado: 6 scuole (2 istituti professionali, 1 istituti tecnici per ragionieri, 4 licei: classico, scientifico, pedagogico, linguistico)

#### Università
Sono presenti sul territorio cittadino due università telematiche: la Unicusano, la Guglielmo Marconi e la Unitelma Sapienza.
Era presente a Trani l'Istituto Superiore di Scienze Religiose "San Nicola Pellegrino". Con il riordino degli ISSR da parte della Conferenza Episcopale Pugliese anche questo istituto è stato chiuso come tutti gli istituti non metropolitani.

#### Musei
- Museo diocesano la cui sede è il Palazzo Lodisposto, che comprende numerosi reperti recuperati dalla cattedrale e dalle varie chiese cittadine. Nasce nel 1975 per volontà dell'Arcivescovo Giuseppe Carata, al fine di dare una più adeguata sistemazione al materiale lapideo e scultorio proveniente da demolizioni operate nella Cattedrale ed in altre chiese della città di Trani. Nel corso degli anni il suo patrimonio si è notevolmente arricchito di opere e reperti di grande valore artistico e storico.
- Museo ebraico situato presso la chiesa di sant'Anna (ex sinagoga), raccoglie opere e testimonianze della storie ebraica cittadina, è l'unico museo ebraico del sud Italia.
- Pinacoteca Ivo Scaringi la cui sede è nel palazzo Beltrani, raccoglie una collezione di opere del pittore tranese Ivo Scaringi, donata dalla famiglia.
- Museo delle carrozze, sede presso il palazzo Antonacci in piazza Quercia, sono ospitate circa 40 carrozze appartenute ai duchi Telesio e divise di cocchieri e finimenti per i cavalli.

##### Sezione di Archivio di Stato di Trani
È una sezione dell'Archivio di Stato di Bari e ha sede nel settecentesco Palazzo Valenzano nel pregevole contesto del centro antico cittadino, in posizione di notevole interesse panoramico sul promontorio prospiciente il porto nelle vicinanze della celebre cattedrale romanica.

### Media

#### Radio
Le uniche emittenti radiofoniche presenti in città sono:
- Radio Bombo[96]
- Radio Canale 93 Stereo

#### Televisione
La città non ha ospitato per circa vent'anni alcuna emittente televisiva infatti l'unica TV locale presente, Tele Radio Nord Barese (Trnb), aveva cessato le trasmissioni a metà degli anni '90.
Con il passaggio al digitale terrestre è nata la nuova emittente TeleTrani, prodotta da Telebari, che ospita il nuovo canale sulla sua piattaforma; a TeleTrani è stato assegnato il canale numero 188. La programmazione del nuovo canale è iniziata l'11 febbraio 2013.

### Eventi
I ''Dialoghi di Trani'', un festival culturale e letterario nato nel 2002 e organizzato dall'associazione La Maria del Porto con il patrocinio del comune di Trani, della provincia Barletta-Andria-Trani e della Regione Puglia. I ''Dialoghi'' ospitano principalmente dibattiti e tavole rotonde nella cornice del Castello svevo e coinvolgono scrittori, autori, giornalisti e artisti di fama nazionale ed internazionale. La programmazione del festival si articola in diverse giornate ed è caratterizzata da una tematica diversa ogni anno, intorno alla quale i diversi ospiti sono chiamati ad interessanti confronti e dibattiti.

## Geografia antropica

### Urbanistica
Il tessuto urbano della città è facilmente distinguibile in tre zone. Il primissimo nucleo racchiude la zona del porto e comprende la Giudecca o quartiere ebraico, che con porta Vassalla e porta Aurea racchiudono la prima murazione della città. Successivamente le mura furono ampliate, esse correvano lungo le attuali vie Alvarez e Bovio fino alla piazza della Repubblica dove sorgeva l'antica porta di Bisceglie, per poi proseguire verso il mare, scendendo l'attuale corso Cavour con deviazione sull'attuale via E. Comneno fino alla villa comunale. Queste mura sono rimaste in piedi fino agli inizi dell'Ottocento, poi furono abbattute per l'esigenza espansionistica della città; nacque così il borgo ottocentesco formato da due strade principali che si intersecano presso piazza della Repubblica, via Cavour e corso Vittorio Emanuele. A ridosso di queste due direttrici si espandono le altre vie dritte e intersecate tra di loro e tutte parallele. È possibile notare la distinzione tra il borgo medioevale formato da vie strette e tortuose e la zona ottocentesca più lineare. Malgrado i tentativi di rendere organica l'espansione della città, con un progetto di urbanizzazione lungo le direttrici del borgo ottocentesco, lo sviluppo urbanistico nel Novecento è proseguito dapprima sfruttando la direttrice di corso Vittorio Emanuele verso Bisceglie, lungo cui la città ha avuto la maggiore espansione, arrivando a collegare la zona intorno alla penisola di Colonna, fino agli anni '50 isolata e caratterizzata da pregevoli villette. Nell'ultima metà del XX secolo, si è avuta una notevole espansione anche verso Andria e Corato, con la nascita di quartieri periferici di grandi dimensioni (Pozzo Piano, Sant'Angelo, Stadio-Alberolongo). Non si è verificata invece un'espansione verso Barletta, a causa della nascita della zona industriale all'inizio del XX secolo, che si è in seguito sviluppata lungo la costa verso Barletta con l'insediamento di numerose attività di lavorazione del marmo e della pietra di Trani.
Disattese le direttive dei P.R.G. del 1929 e del 1977, la città si è dotata di un piano urbanistico generale nel 2009. L'ultimo decennio ha visto anche la progressiva urbanizzazione della frazione di Capirro, con la nascita di una zona residenziale, caratterizzata dalla presenza di villette monofamiliari: il nuovo agglomerato si è espanso a tal punto da essere collegato a nord-ovest con il resto della città, in particolar modo con i quartieri Stadio-Alberolongo e Pozzo Piano.

## Economia

### Pesca e agricoltura

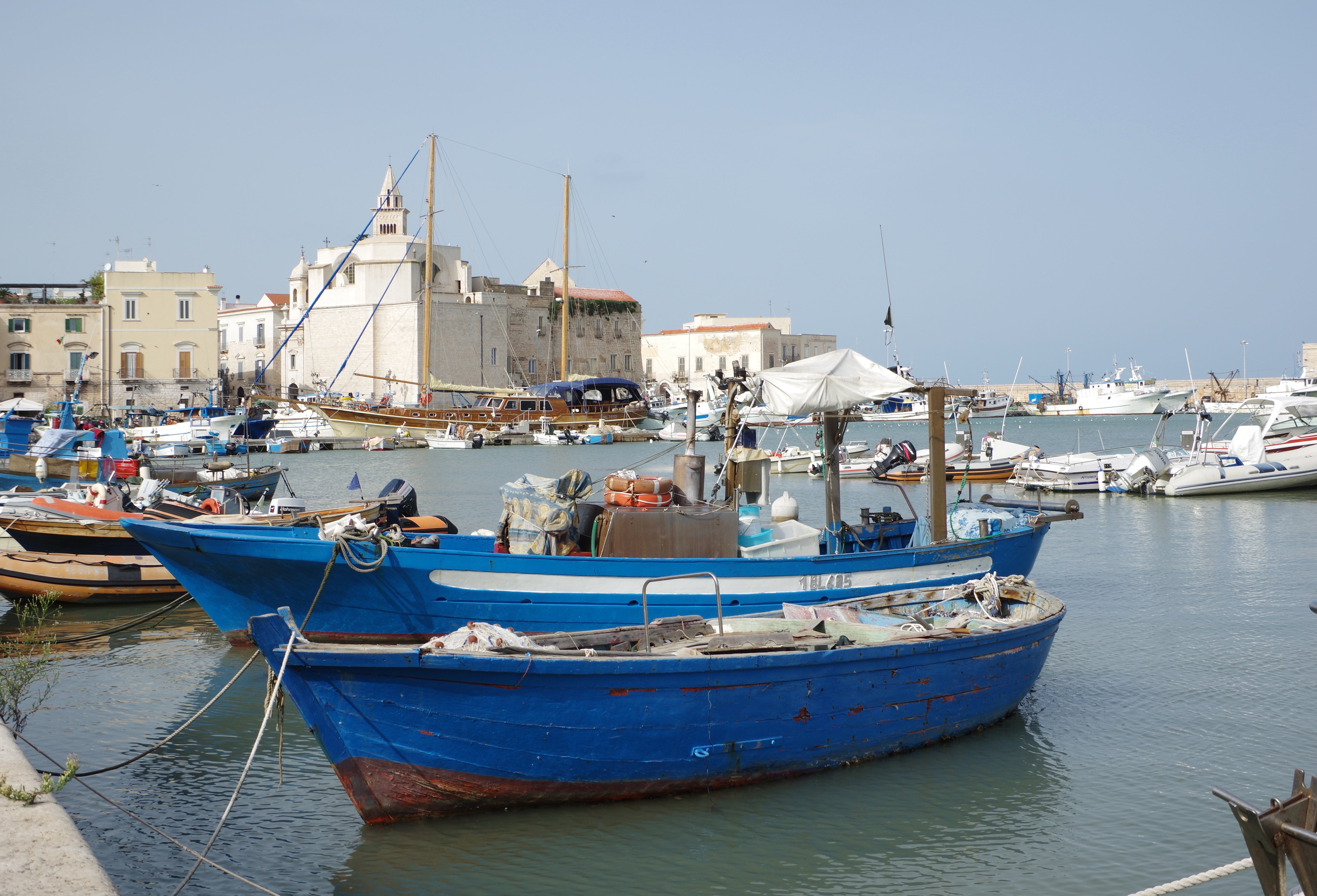
Imbarcazioni nel porto di Trani

La vocazione marinara della città è testimoniata dalla sua flotta peschereccia, che conta oltre 50 imbarcazioni e rende la pesca un elemento di primo piano nell'economia cittadina.
L'agricoltura è imperniata principalmente sull'olivicoltura e la produzione vinicola: il moscato di Trani, che prende il nome dalla città ma è prodotto da uve coltivate anche nei comuni vicini, è un vino dolce naturale che gode della denominazione d'origine controllata. La versione liquorosa, pure DOC, è indicata per accompagnare i dessert.
A Milano e nel Milanese, dalla fine dell'800, l'esportazione dei vini prodotti a Trani nel Nord Italia e l'apertura di locali da parte dei cittadini che lì si erano trasferiti, sulle cui insegne spesso compariva la dicitura "Trani", ha fatto sì che con il termine "trani" si indicasse nell'uso comune della parlata milanese, fino a tempi recenti, il locale dedito alla mescita di vino e quindi taverne ed osterie; con un'accezione più generale, "vino di Trani" indicava anche il vino rosso sfuso. Una vivida descrizione dell'ambiente e dell'atmosfera dei locali chiamati "trani" è data da Giorgio Gaber nel brano "Trani a gogò".

### Industria lapidea e manifatturiera
L'economia della città è legata da sempre all'estrazione della tipica pietra locale detta pietra di Trani. Gravitano intorno a questo settore un gran numero di attività dedite all'estrazione e lavorazione e all'esportazione di questo prodotto, sono presenti infatti sul territorio un gran numero di cave e segherie. Oltre all'estrazione anche il settore dell'edilizia è molto importante per l'economia della città.
È da segnalare la presenza di molte imprese dedite alla lavorazione di calzature da donna (per lo più tomaifici) e dei capi di abbigliamento (maglifici). Tra le attività più tradizionali e rinomate vi sono quelle artigianali, che si distinguono per la lavorazione di vimini e giunchi, finalizzati alla realizzazione di oggetti d'arredo.

### Turismo

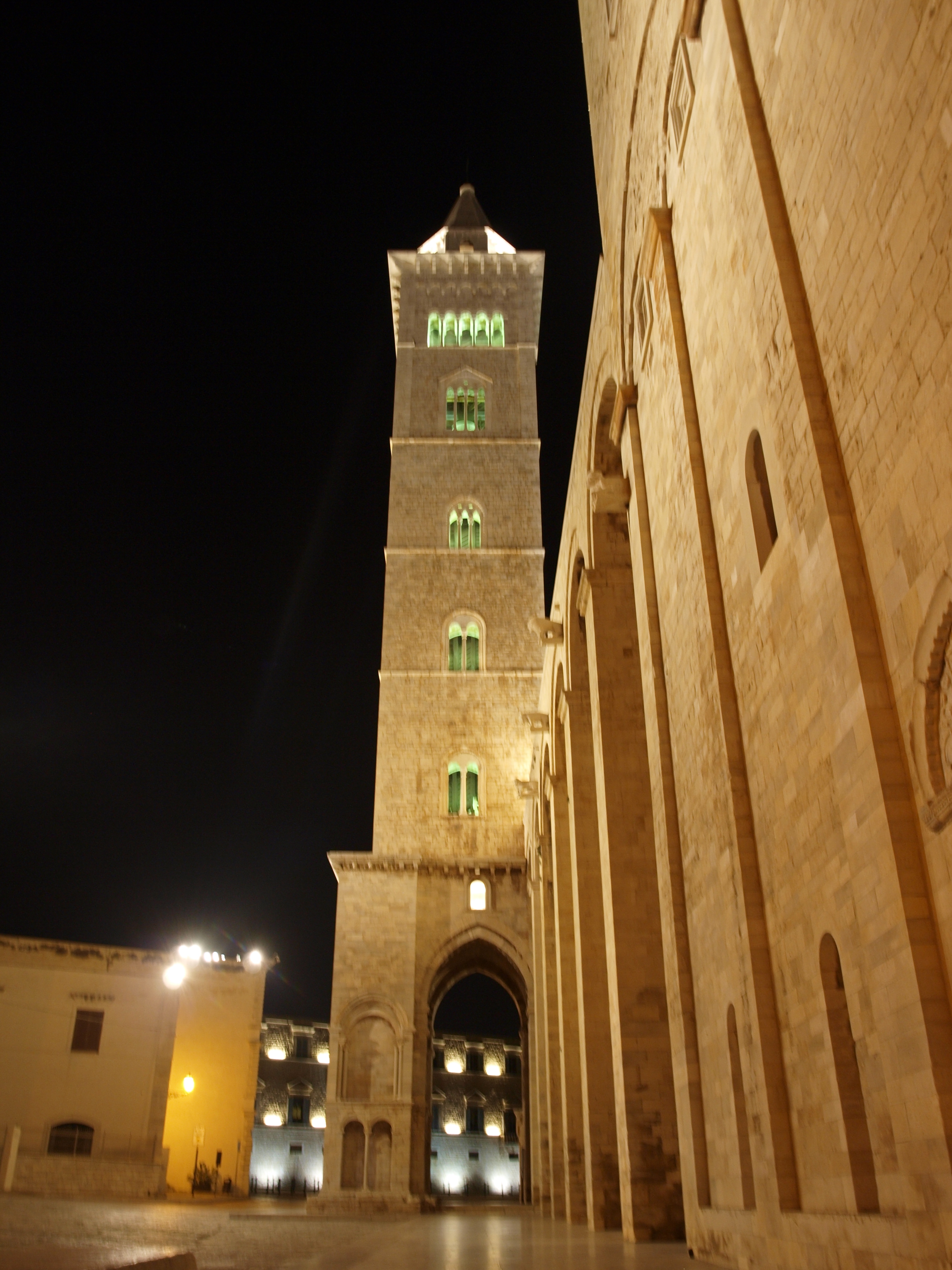
Veduta serale della torre della cattedrale

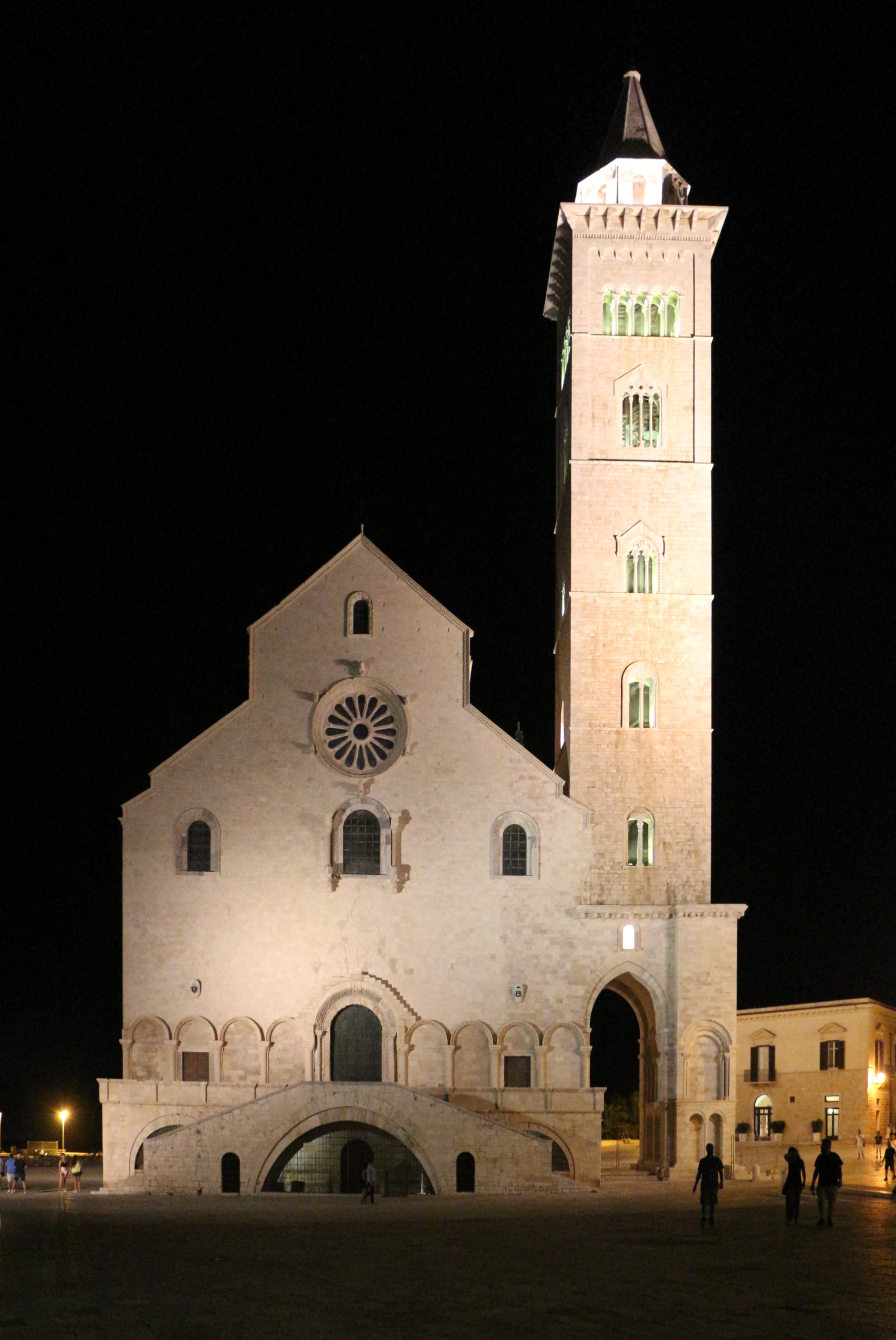
Veduta serale della cattedrale

È sviluppato il settore legato al turismo, sia culturale che balneare. La rilevanza storica e artistica del borgo antico e di monumenti quali la cattedrale romanica e il castello svevo hanno reso a Trani il riconoscimento di città d'arte; questi monumenti, insieme alle altre attrattive e specificità dell'ambito cittadino e territoriale, costituiscono apprezzate mete turistiche. Il connubio dato dall'importanza dei siti storici e dalla presenza del litorale e delle spiagge cittadine, ha fatto attribuire più volte alla città l'appellativo di "Perla dell'Adriatico".
La città è stata meta di viaggiatori già tra la seconda metà del XVIII secolo e la fine del XIX secolo, quando intellettuali e studiosi giungevano da Francia e Germania con lo scopo di studiare da vicino i monumenti del passato, interessati specialmente a quelli classici e medievali, per poi trarne descrizioni e disegni da inserire nelle loro pubblicazioni.
Ebbe grande importanza la visita alla città e alla cattedrale nel maggio del 1985 da parte della coppia reale inglese, la principessa Diana Spencer con suo marito il principe Carlo, in occasione dei loro viaggi compiuti in visita ad alcune delle città e dei monumenti più celebri d'Italia. Un articolo del quotidiano "la Repubblica" del 3 maggio 1985, riporta che la principessa Diana nella piazza antistante la cattedrale abbia affermato che quello fosse il luogo più bello visto fino a quel momento, in relazione a quel viaggio.
Nel 2018 Gianni Morandi, in Puglia per un concerto al Palaflorio di Bari, ha trovato l'occasione per visitare le bellezze e i monumenti pugliesi, e visitando Trani ha pubblicato sui social network una sua fotografia nella piazza davanti alla cattedrale, allegando un messaggio con il quale ha ricordato il concerto di trent'anni prima con Lucio Dalla nello stesso luogo, ed ha espresso con termini lusinghieri il suo apprezzamento per la bellezza della cattedrale.
Nella stagione estiva del 2021 si è registrato un sensibile aumento degli arrivi di turisti rispetto all'anno precedente, il 12% in più, con 100mila presenze, soprattutto tramite trasporto ferroviario.
Il castello, noto per il suo valore storico e culturale, è un sito museale statale gestito dal Ministero per i Beni Culturali, nel 2011 è stato il terzo sito museale statale più visitato in Puglia, con un totale di 49.510 visitatori secondo la classifica redatta dal Ministero.

### Ristorazione
La città sta ottenendo negli ultimi anni attestazioni di qualità per il settore della ristorazione: nel 2020 tre ristoranti hanno ricevuto due forchette sul massimo di tre da parte del Gambero Rosso; nel 2021 compaiono sei ristoranti nella Guida Michelin, dei quali due hanno ricevuto una stella, riconoscimento già ricevuto l'anno precedente. Hanno ricevuto riscontri di buon livello anche altre attività legate alla gastronomia, nel 2021 il Gambero Rosso ha assegnato il riconoscimento massimo di tre pani ad un panificio e due spicchi ad una pizzeria.
La frequentazione turistica della città permette la presenza di un rilevante numero di locali di ristorazione, oltre che di altrettanto numerosi locali di svago e dedicati al fenomeno definito di "movida", quindi insieme a ristoranti, trattorie, pizzerie, osterie e taverne, vi sono anche enoteche, wine-bar e champagnerie.

## Infrastrutture e trasporti

### Strade
La città è attraversata dalla strada statale 16 Adriatica e servita in tangenziale dalla variante nota come strada statale 16 bis, che assicura i collegamenti veloci verso nord in direzione di Foggia e verso sud in direzione di Bari. I collegamenti a lunga percorrenza sulla direttrice nord-sud sono invece assicurati dall'autostrada A14 Bologna-Taranto, che a breve distanza della città presenta il casello di Trani.
Una rete di strade provinciali connette inoltre la città con i centri vicini: in particolare, Andria è raggiungibile mediante la strada provinciale 130 e Corato mediante la strada provinciale 238.

### Ferrovie
La stazione ferroviaria di Trani sorge lungo la ferrovia Adriatica Lecce - Bologna, dotata di 2 binari di corretto tracciato più un'ulteriore binario.

### Mobilità urbana
La gestione del trasporto urbano pubblico della città è gestita da Amet s.p.a. con tre linee di autobus.
La città ha la sede legale della STP Bari -Società Trasporti Provinciale- società, nata a Trani, che gestisce il trasporto pubblico extraurbano di persone nelle province di Bari e Barletta-Andria-Trani, con città anche della Provincia di Foggia.

### Pista ciclabile

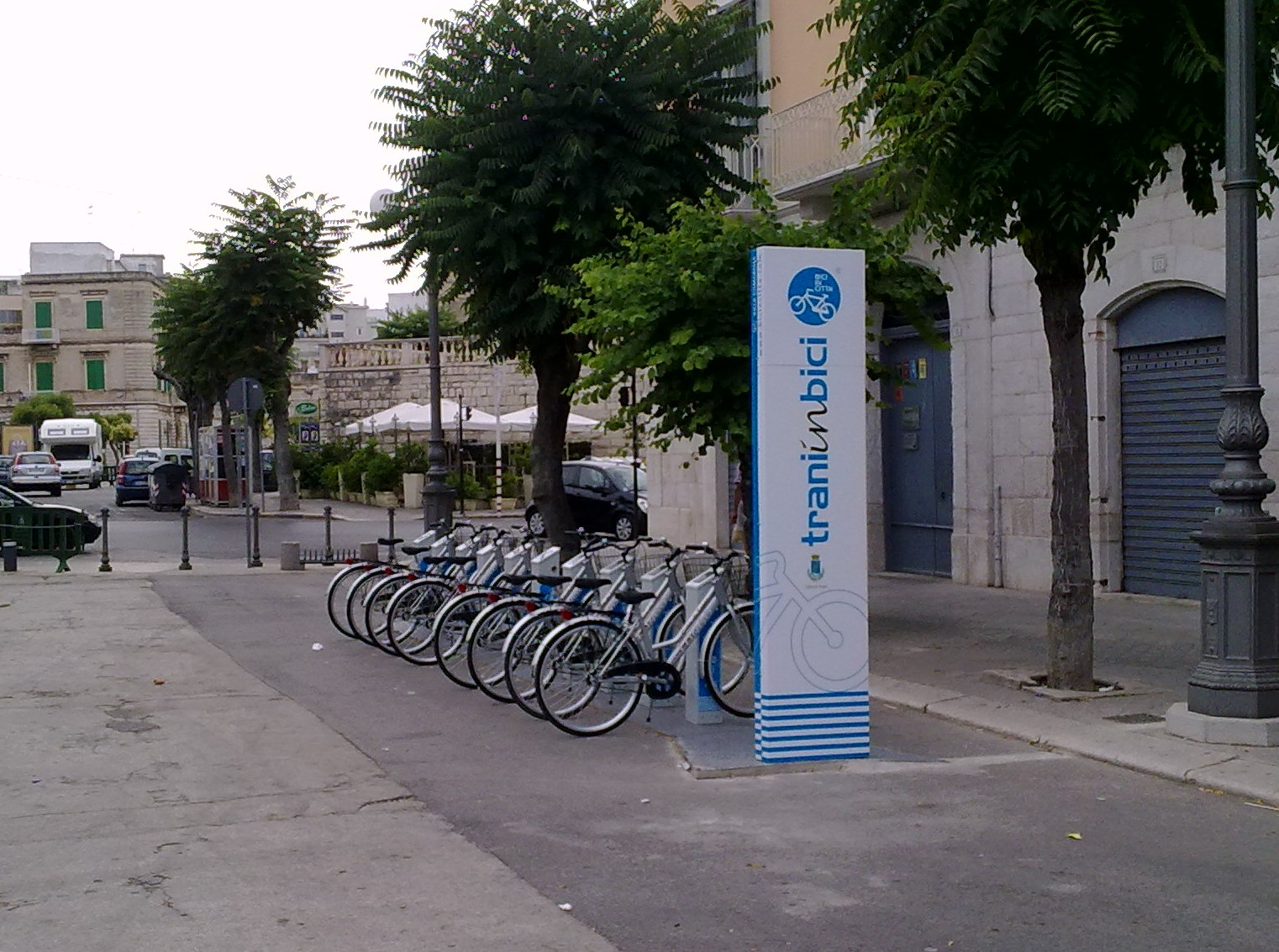
Una delle 4 postazioni di bike sharing

Sul lungomare è presente un tratto di percorso ciclabile, ovvero la pista ciclabile: fa parte del più ampio progetto della costruenda Ciclovia Adriatica che una volta completata collegherà tutte le località costiere dell'Adriatico, con benefici sulla mobilità sostenibile locale, sul turismo balneare e sul cicloturismo di lunga percorrenza che a queste latitudini è praticabile tutto l'anno. La pista ciclabile è blu e a doppio senso di marcia, lunga circa 2 km.
Nell'agosto 2009 è stata inaugurata una nuova pista ciclabile, completata solamente nel 2012, che costituisce un circuito nelle campagne della zona di Capirro, collegandosi con la parte sud della città lungo via Martiri di Palermo. La pista è a senso unico e di colore verde.
Nel giugno 2011 sono state installate 4 stazioni di bike sharing nei pressi della villa comunale, del castello, sulla penisola di colonna e alla stazione. Il servizio è stato temporaneamente sospeso a causa dei ripetuti atti di vandalismo, che hanno compromesso l'integrità delle biciclette.

## Amministrazione

### Gemellaggi
- Ragusa (Dubrovnik)
- Podgorica[119]
- Ischia[120]

## Sport

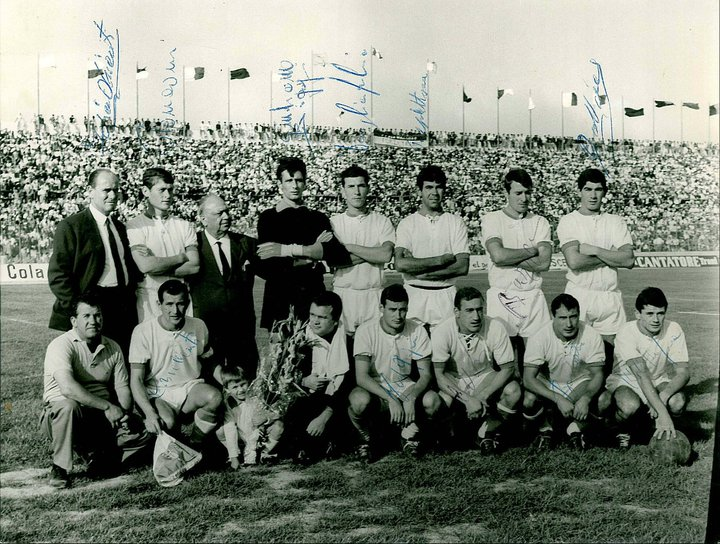
La formazione della Polisportiva Trani che conquistò la serie B

Ha sede nel comune l'Associazione Sportiva Dilettantistica Vigor Trani Calcio. Fondata nel 1928 come Unione Sportiva Tranese, ha cambiato numerose denominazioni nella sua storia. Milita nel campionato di Eccellenza pugliese e raggiunse il suo culmine con il campionato nazionale di serie B a metà degli anni sessanta.
In passato aveva sede a Trani l'Associazione Calcio Femminile Trani 80 che ha vinto tre Scudetti e una coppa Italia.
Altre società sportive sono la Fortitudo Basket Trani, la Juve Trani basket, la squadra di pallavolo femminile Aquila Azzurra Trani e di pallavolo maschile Asd Geda Volley Trani. Si disputava nel comune la Trani Cup, un torneo professionistico di tennis giocato sulla terra battuta, che ha fatto parte dell'ATP Challenger Tour.

### Impianti sportivi
È presente lo Stadio comunale “Nicola Lapi” con capienza di 8 401 posti a sedere.
Il Palazzetto dello Sport "Tommaso Assi" ed il Tensostatico Ferrante sono impianti utilizzati per ospitare partite di pallavolo e basket.